# Limes Noricus

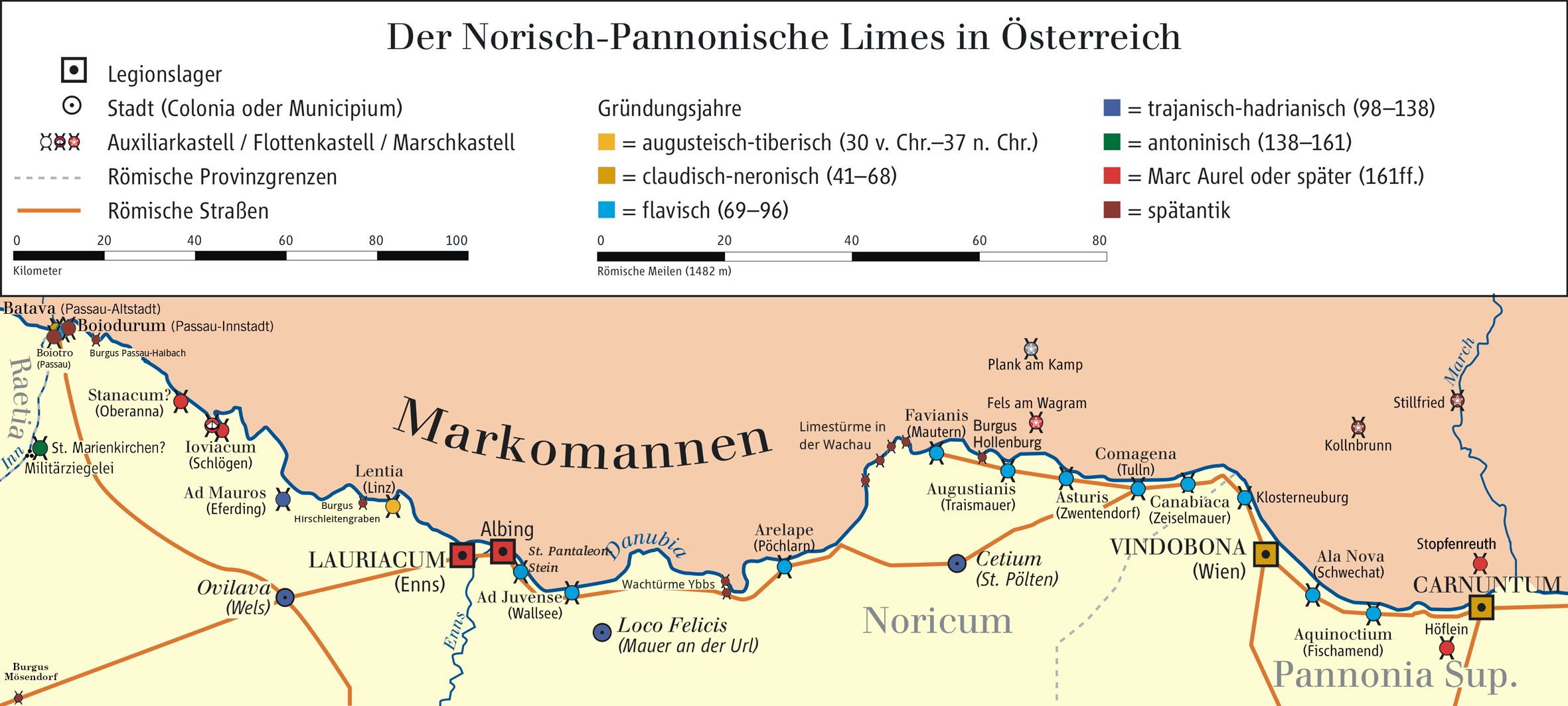
Der Limes in Noricum und Oberpannonien

Der Limes Noricus (Ripa Danuvi Provinciae Norici) war eine Grenzverteidigungszone bzw. Militärbezirk zum Schutz der römischen Provinz Noricum. Seine Kastellkette zählte zum mittleren Teil des Donaulimes. Die Grenzlinie verlief vom heutigen Freistaat Bayern bis ins Bundesland Niederösterreich und war vom 1. bis zum 5. Jahrhundert n. Chr. durchgehend mit römischen Soldaten besetzt.
Die Donau bildete für mehr als 400 Jahre die nördliche Grenze des Römischen Reiches. Der Norische Limes schließt im Osten an den Pannonischen Limes im heutigen Ungarn an. Eine durchgehende Sperranlage wie zum Beispiel in Nordengland oder Raetien war dort überflüssig, da Flussufer mit weniger Aufwand an Menschen und Material gesichert werden konnten. In dieser Zeit entstanden am südostbayerischen/österreichischen Grenzabschnitt zahlreiche Befestigungsanlagen, ebenso wie zivile Siedlungen und Verwaltungszentren. Diese bildeten oft die Keimzellen heutiger Städte und Dörfer. Ihre Gebäudeanordnung werden mitunter noch heute von römischen Gebäuderesten und Straßenverläufen bestimmt. Die Provinz Noricum war der Ausgangspunkt bzw. Etappe von Handels- und Verkehrsrouten, die in alle Großregionen des Römischen Reichs führten. Diese sollten von den dort stationierten Armee- und Flotteneinheiten freigehalten und kontrolliert werden. Die Mehrzahl der Besatzungstruppen lag in Kastellen, Kleinkastellen und Wachtürmen, die in regelmäßigen Abständen entlang des Flussufers errichtet worden waren. Auch auf das wirtschaftliche und kulturelle Leben der Zivilbevölkerung hatte der Limes großen Einfluss, da sein Hinterland eines der wichtigsten Nachschubgebiete für die Grenztruppen und diese die Garanten für eine tiefgreifende und nachhaltige Romanisierung der Provinz waren. Noricum spielte im Gegensatz zum benachbarten Pannonien bis zur Spätantike keine herausragende Rolle in der Reichspolitik.
Die norische Ripa ist heute vor allem aufgrund ihrer gut erhaltenen Reste spätantiker Festungsanlagen und der Lebensbeschreibung des Severin von Noricum, die ein wenig Licht auf die schwierigen Lebensumstände der Provinzialen zur Zeit der Völkerwanderung und dem Untergang des Weströmischen Reichs wirft, überregional bekannt geworden.

## Lage
Der gesamte österreichische Limesabschnitt (Noricum und Oberpannonien) ist ungefähr 357,5 km lang und verläuft entlang der Donau von der deutschen Grenze bei Passau durch Oberösterreich, Niederösterreich und Wien bis knapp östlich von Hainburg/Wolfsthal, das sich an der slowakischen Grenze und nahe der Hauptstadt Bratislava befindet. Der Limes Noricus liegt auf den Staatsgebieten des heutigen Deutschland und Österreich. In der Antike gehörten sie zur Provinz Noricum (Provincia Noricum). Aus der Großprovinz entstanden in der Spätantike zwei neue Verwaltungseinheiten:
- Noricum ripense (Ufernorikum) und
- Noricum mediterraneum (Binnenorikum).

Das Provinzterritorium reichte von Tirol bis nach Niederösterreich, im Wesentlichen das Gebiet zwischen Donau, Wienerwald, die Ostgrenze der Steiermark, Save, Eisack bis an den Inn und umfasste damit einen Großteil des heutigen Österreich. Auch Carnuntum wird vom römischen Chronisten Velleius Paterculus im 1. Jahrhundert noch als norische Stadt bezeichnet. Mit der Umwandlung in eine römische Verwaltungseinheit verlor Noricum einige Gebietsstreifen im äußersten Osten an die Pannonia, so auch die Siedlungen entlang der Bernsteinstraße. Nur Binnennorikum erfuhr später im Südosten noch eine Gebietserweiterung, indem das bislang pannonische Poetovio der neuen Provinz zufiel. Der Wienerwald markierte die Provinzgrenze im Osten, die Donau die Nordgrenze und der Inn die Westgrenze zur Provinz Raetia.

### Topographie

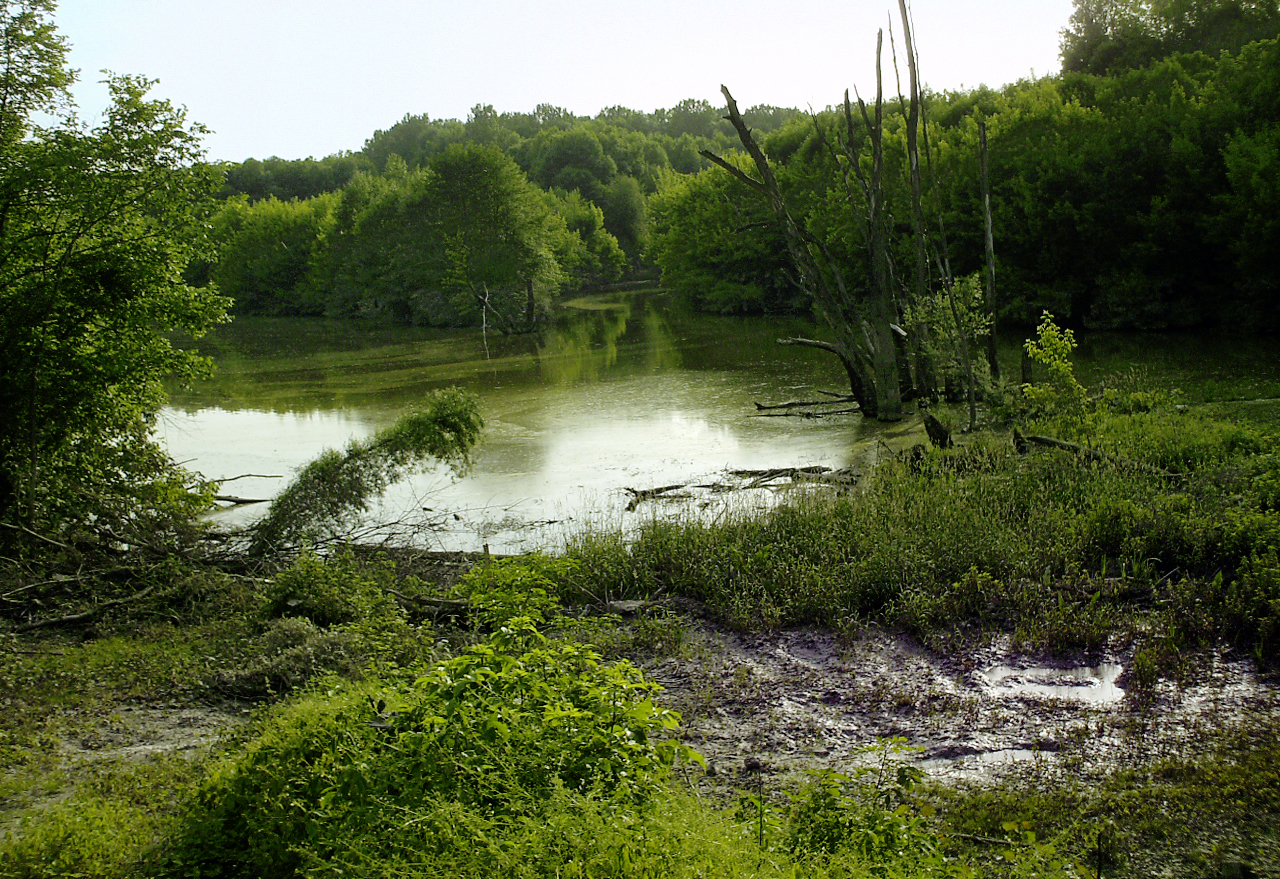
Naturbelassener Auwald an der Donau (Melk/NÖ)

Die Einrichtung der Grenzanlagen wurden vor allem durch die Topographie beiderseits der Donau vorgegeben, einerseits durch geographische Merkmale, andererseits von der Notwendigkeit die alten Verkehrswege über die Alpen und östlich davon zu kontrollieren – die norische Handelsroute ins Böhmische Becken und die Bernsteinstraße in das Baltikum. Die römische Armee sah sich mit einer Landschaft konfrontiert, die durch enge Flusstäler, zum Beispiel im Bereich um die Schlögener Schlinge in Oberösterreich oder in der Wachau in Niederösterreich und durch weite Beckenlandschaften, wie zum Beispiel im Linzer Feld und dem Tullnerfeld geprägt ist.
Aufgrund ihres stark bewaldeten, versumpften und verästelten Ufers war die Donau (Danuvius) nur an wenigen Stellen problemlos zu überwinden. Weite Ebenen und Flussniederungen wechselten sich mit engen Durchbrüchen ab. Diese Engtäler waren mit ihren tückischen Strudeln für die damalige Schifffahrt noch sehr gefährliche Gewässer. In den Ebenen war der Strom hingegen ein stark mäandernder – an manchen Stellen bis zu 4 km breites – Gewässer mit zahlreichen Nebenarmen und Inseln. Das machte die Donau nicht zu einer Grenzlinie, sondern eher zu einer Pufferzone. Auch das für die Germanenstämme geltende Ansiedlungsverbot in einem Gürtel von 14 km vor dem Nordufer hatte hier keine Bedeutung, da dort kaum jemand leben wollte.

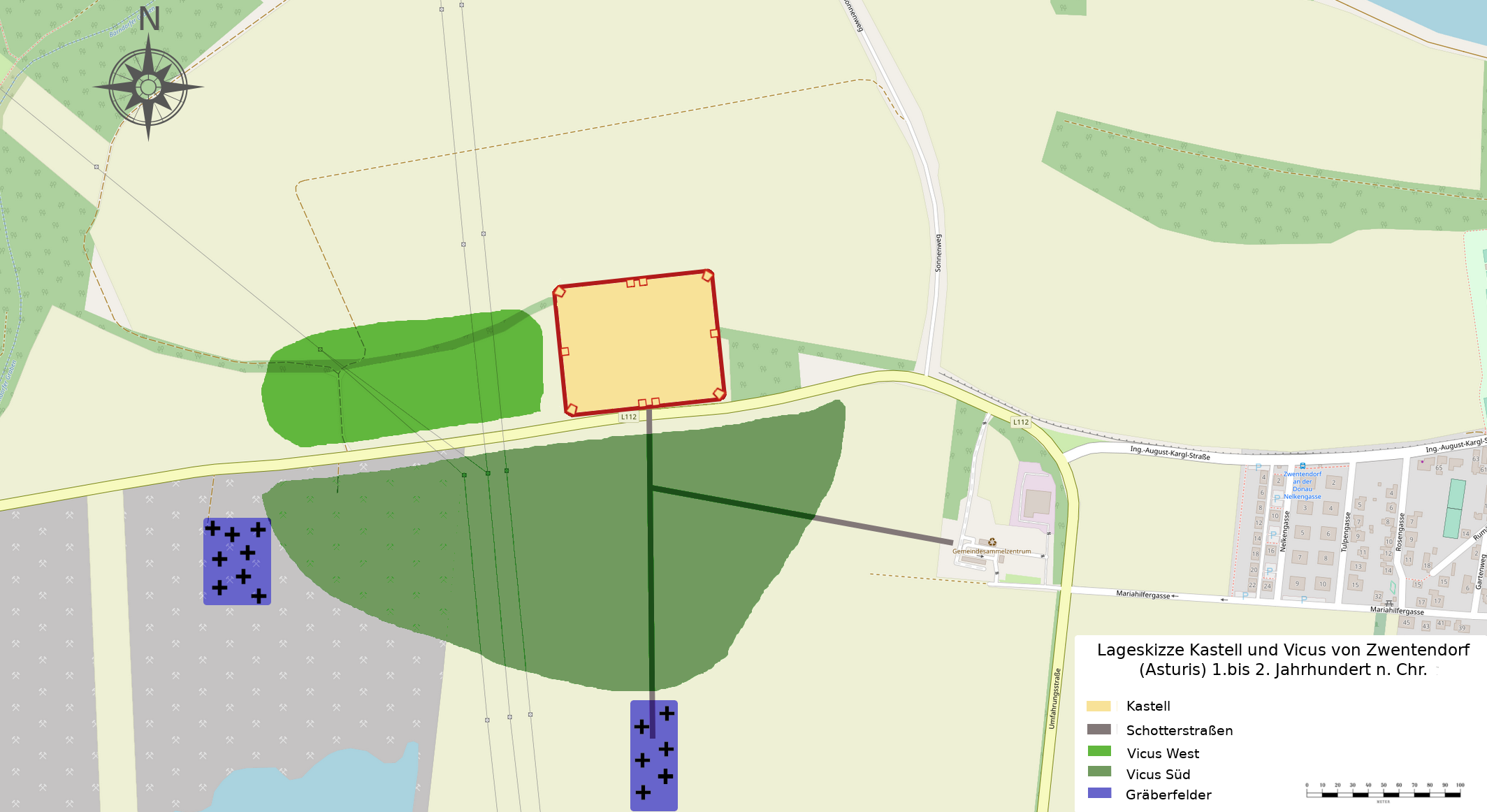
Kastell und Vicus von Zwentendorf, 1. bis 2. Jahrhundert n. Chr. (Asturis?)

Im Laufe der Jahrhunderte hat der Strom auch oftmals seinen Lauf geändert. Um 300 verursachte noch dazu ein markanter klimatologischer Umbruch eine spürbare Veränderung der Naturlandschaft im Donautal. Bis dahin war das Klima warm und trocken gewesen (römisches Optimum). Danach begann eine spürbar kühlere und niederschlagsreichere Periode, das sogenannte „Pessimum der Völkerwanderungszeit“. Diese hielt bis ca. 800 n. Chr. an, was sich auch stratigraphisch nachweisen lässt. Sie wird als eine der Ursachen angesehen, warum bis dahin weit im Norden ansässige Stämme plötzlich nach Süden zu wandern begannen. Hochwasserereignisse nahmen nun ebenfalls zu und waren meist verheerender als die vorangegangenen. Dies war auch ein Grund dafür, dass einige norische Kastelle im Laufe der Jahrhunderte zum größten Teil abgeschwemmt wurden (Pöchlarn, Tulln, Zwentendorf, Burgus Zeiselmauer). Feuchtgebiete und Wälder dehnten sich wieder aus, was die Landwirtschaft (Acker- und Weinbau) erheblich erschwerte und den Lebensraum der Menschen mehr und mehr einengte.

### Geographie

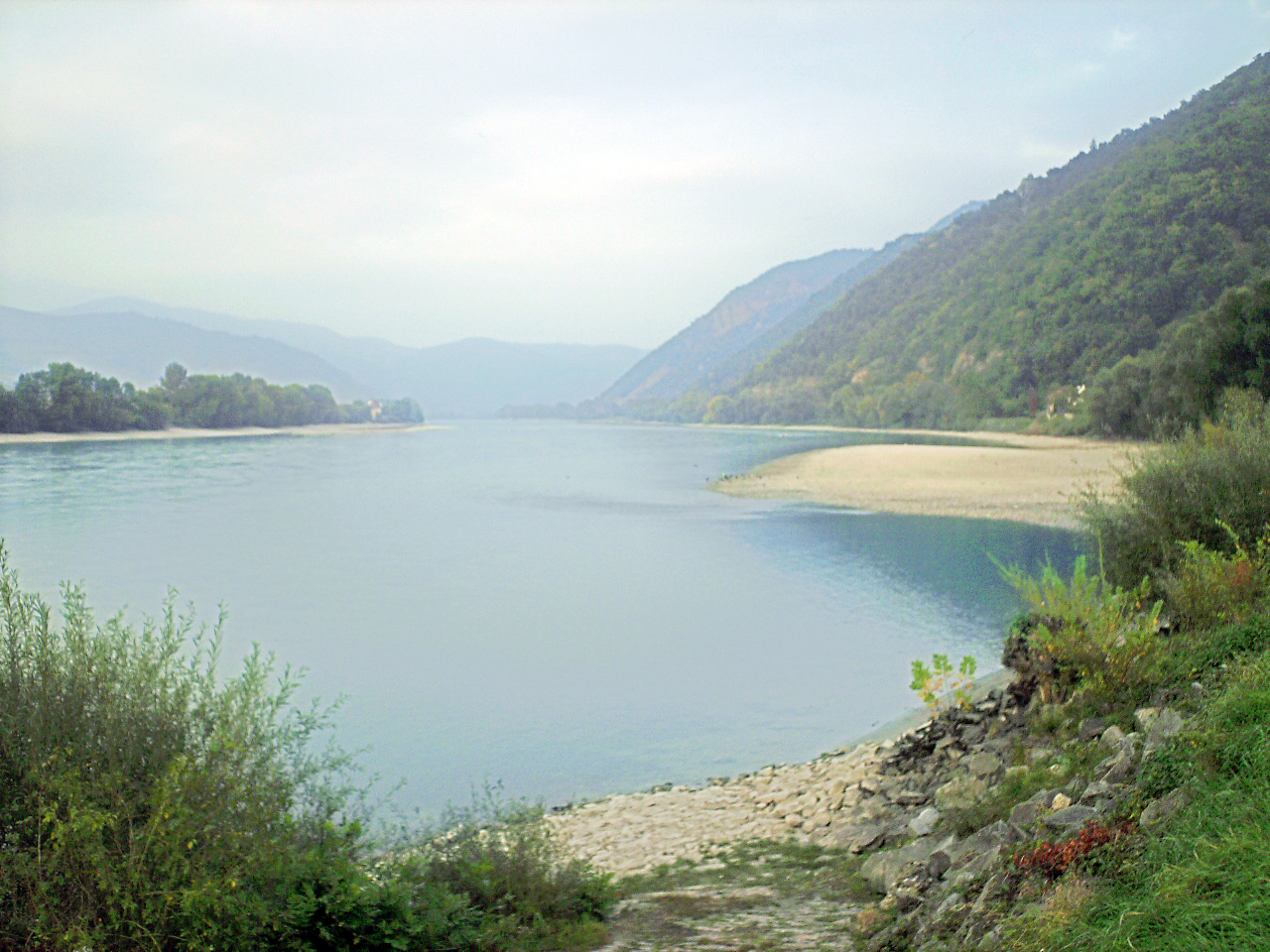
Der östliche Eingang zur Wachau, Blick von Westen

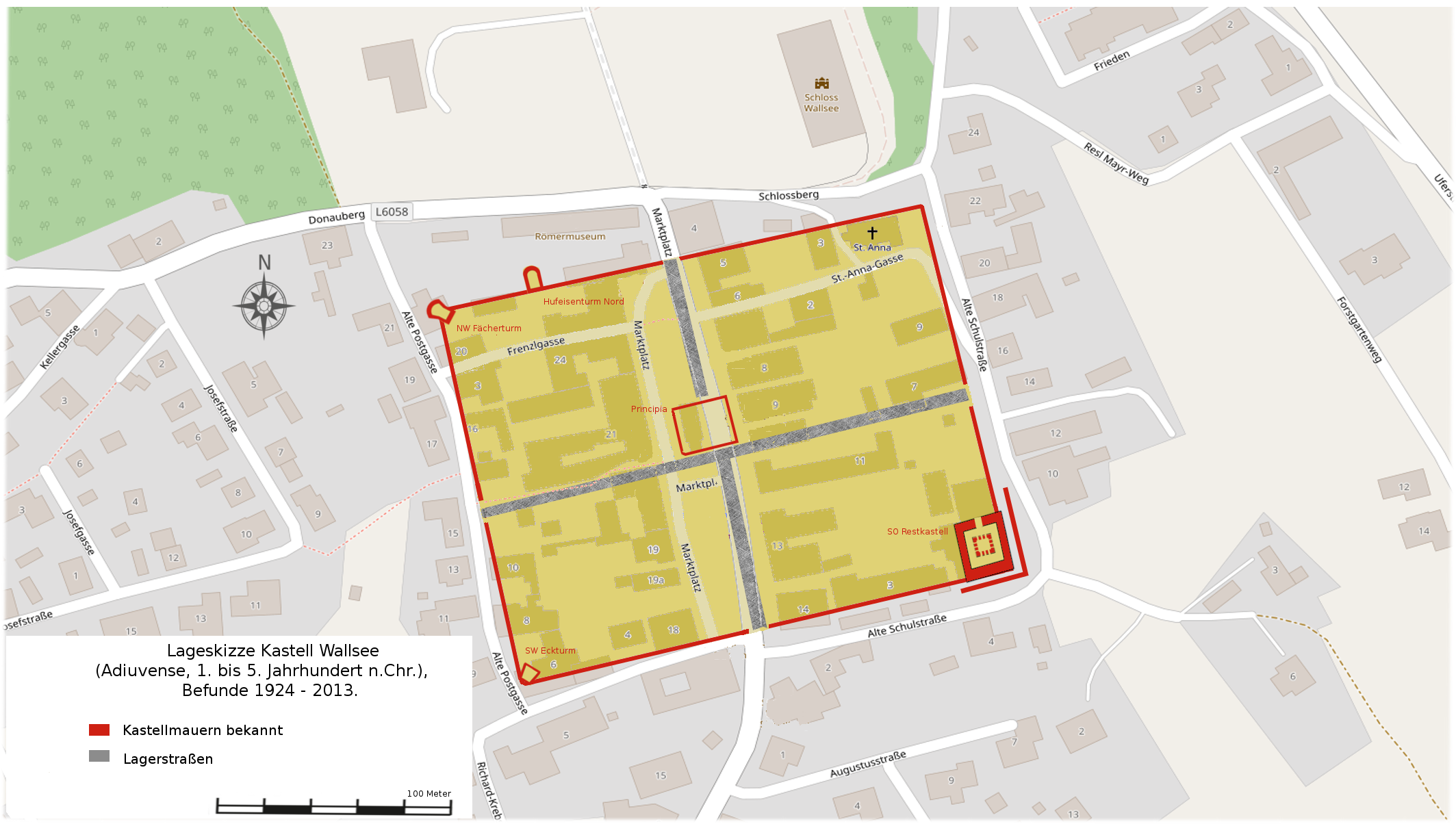
Wallsee (Ad Iuvense): Befundskizze des Kastell II (1924–2013)

Die Grenze zwischen den Provinzen Noricum und Pannonia verläuft entlang eines Gebirgszuges, der in der Antike mons Cetius genannt wurde und sich vom Wienerwald in Richtung Süden erstreckt. Bei der Wiener Pforte betritt die Donau das Wiener Becken. Zwischen Dunkelsteiner- und Wienerwald liegt das Tullnerfeld. Beidseitig der Donau erstrecken sich ausgedehnte Schotterterrassen von Krems bis zur Wiener Pforte, die dann in fruchtbare Lössböden übergehen. Bei Traismauer und Tulln war eine Überquerung des Stromes durch Furten möglich. Auch am Ausgang des Engtales der Wachau (Mautern) errichteten die römischen Soldaten ein Kastell. Von ihm aus konnte ein weiterer Flussübergang kontrolliert werden. Im Nibelungengau durchfließt die Donau auf ca. 30 km eine hügelige Landschaft, unterbrochen von kleinräumigen Flussniederungen bei Ybbs, Pöchlarn und Melk. Diese ermöglichten die Stationierung von Garnisonen, um den Handelsverkehr auf der Donau zu kontrollieren und das nördliche Barbaricum im Auge behalten zu können. In der Hügellandschaft des Mostviertels errichtete man auch bei Wallsee ein Kastell, die Lage auf einen Felssporn war hervorragend zur Kontrolle des Verkehrs auf dem Strom geeignet. Die ergiebigen Lehmvorkommen bildeten die Voraussetzungen für Ziegeleien im Raum St. Marienkirchen, St. Pantaleon-Erla und Wilhering, von dort wurden Ziegel jeglicher Art bis zu den pannonischen Donaukastellen verschifft.
Die obere Donau fließt durch ein tief eingeschnittenes, damals dicht bewaldetes Tal, für dessen Verteidigung nur wenige Befestigungen erforderlich waren. Viel aufwendiger zu sichern war der Limes ab Lauriacum (Enns/OÖ), wo die Straße nach Ovilava (Wels) ausging und sich dort mit den Fernstraßen nach Binnen-Noricum vereinigte. In der unwegsamen Region des Sauwaldes und im oberen Donautal sind erst nach der Errichtung des Legionslagers in Enns römische Truppen nachgewiesen. Östlich von Wilhering fließt die Donau in die weite Beckenlandschaft um Linz. Hier existierte schon seit vorrömischer Zeit eine Furt durch die Donau, die von der norischen Hauptstraße, die von Kärnten und dem Gebiet um den Magdalensberg bis ins Zentrum von Böhmen führte, gekreuzt wurde. Ein spätantiker Quadriburgus in Oberranna und ein Kleinkastell in Schlögen sicherten die tief eingeschnittene Schlögener Schlinge. Nahe diesem Lager wurden Reste einer Hafenanlage gefunden; möglicherweise wurden sie auch genutzt um Nachschub und wertvolles Handelsgut vom Fluss auf die Straße umzuladen, die südlich am Kastell vorbei nach Eferding führte. Die Topographie bei Passau wird durch das Aufeinandertreffen dreier Flüsse geprägt: Der aus den Ostalpen kommende Inn (Aenus), die von Westen heranströmende, dabei den ganzen südbayrischen Raum durchquerende Donau und die von Norden aus dem Bayerischen Wald einmündende Ilz. Die Donau durchbricht von West nach Ost die Urgesteinplatte des Böhmischen und Bayerischen Waldes und bildete dort im Laufe der Zeit ein tief eingeschnittenes Durchbruchstal. Genau an dieser Stelle trifft von Süden her der Inn fast senkrecht auf den Donaustrom. Vor seiner Mündung in die Donau durchschneidet der Inn einen kristallinen Bergausläufer und wird von einem Gneisblock, dem linken Donauhochufer, vom direkten Zusammenfluss abgelenkt. Deshalb schwenkt der Innverlauf dort nach Osten ab und fließt noch zwei Kilometer parallel zur Donau, bis sich beide schließlich in einem 400 m breiten Mündungssee vereinigen. Der genaue Verlauf der Westgrenze bis zum Inn ist unsicher, jedoch ist die Linie von der Mittenwalder Klause über die Zillertaler Alpen bis nach Kufstein wahrscheinlich.

### Verkehrswege

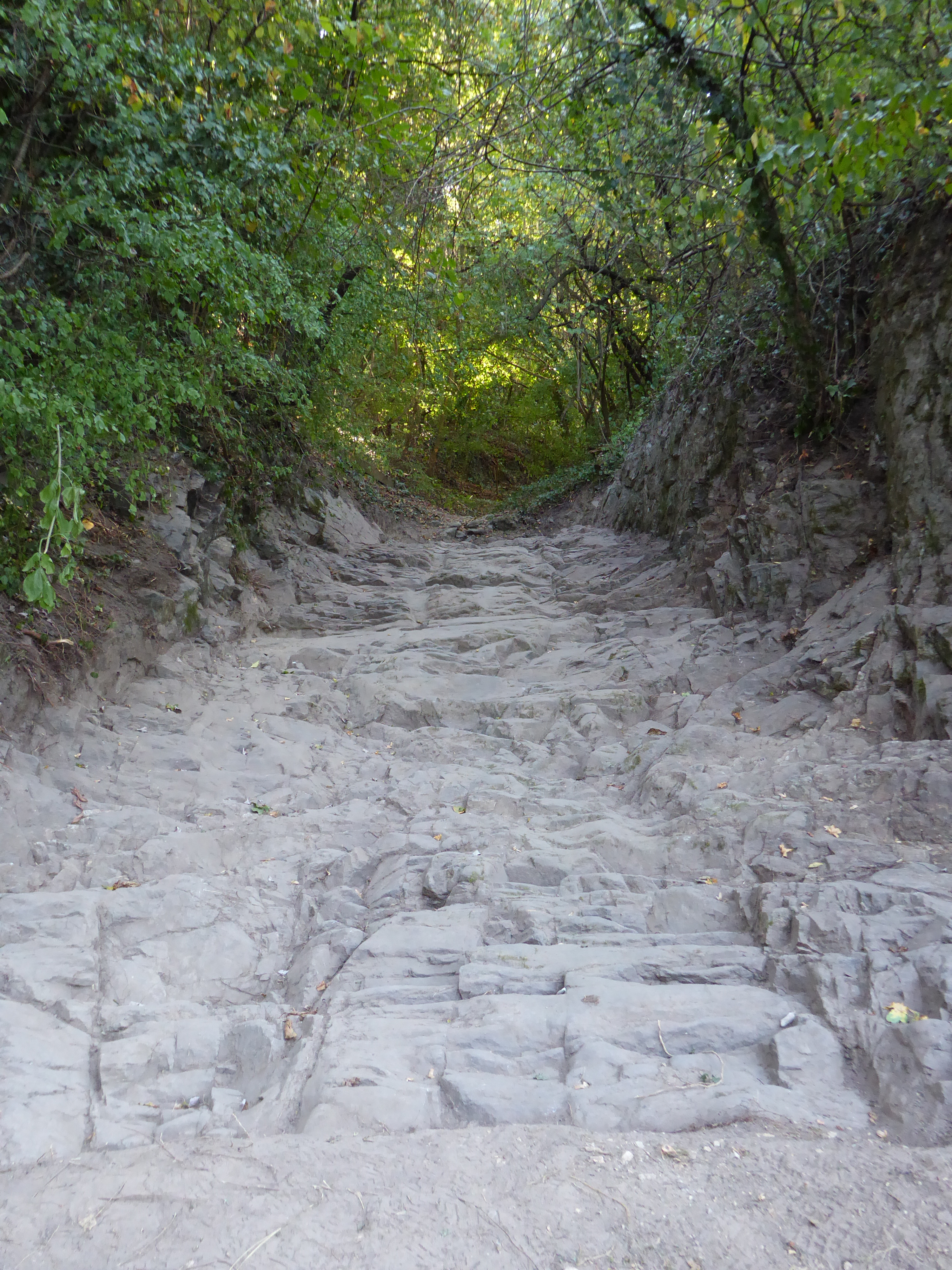
Reste einer Römerstraße im Dunkelsteiner Wald bei Mauternbach

Die Schaffung eines ausgedehnten und leistungsfähigen Straßennetzes gehörte zu den nachhaltigsten Errungenschaften des römischen Reiches. Nach der Besetzung begann bald auch die systematische Vermessung und wirtschaftliche Erschließung der eroberten Gebiete. Dies war auch eine militärische Notwendigkeit, damit die Truppen im Ernstfall rasch und sicher verlegt und an den Brennpunkten effektiv eingesetzt werden konnten. Hierzu mussten vor allem regional und lokal die Straßen und Siedlungen entlang des südlichen Donauufers auf- bzw. ausgebaut werden. Ihre Anlage initiierte auch eine bis dato nicht mögliche Land- und Ressourcenerschließung. Fast alle Straßen in Noricum, vor allem aber die sogenannte Limesstraße, wurden daher von der Armee geplant und terrassiert. Der Straßenbau bzw. deren Sanierung wurde besonders unter den Severern gefördert, wie mehrere, in der Region aufgefundene, Meilensteine bezeugen. Die Reisenden orientierten sich an den Entfernungsangaben der Meilensteine, wie sie in Wels, Mösendorf bei Vöcklamarkt, Weiterschwang bei Gampern, Timelkam, Gemeinlebarn und Nietzing noch heute zu sehen sind.

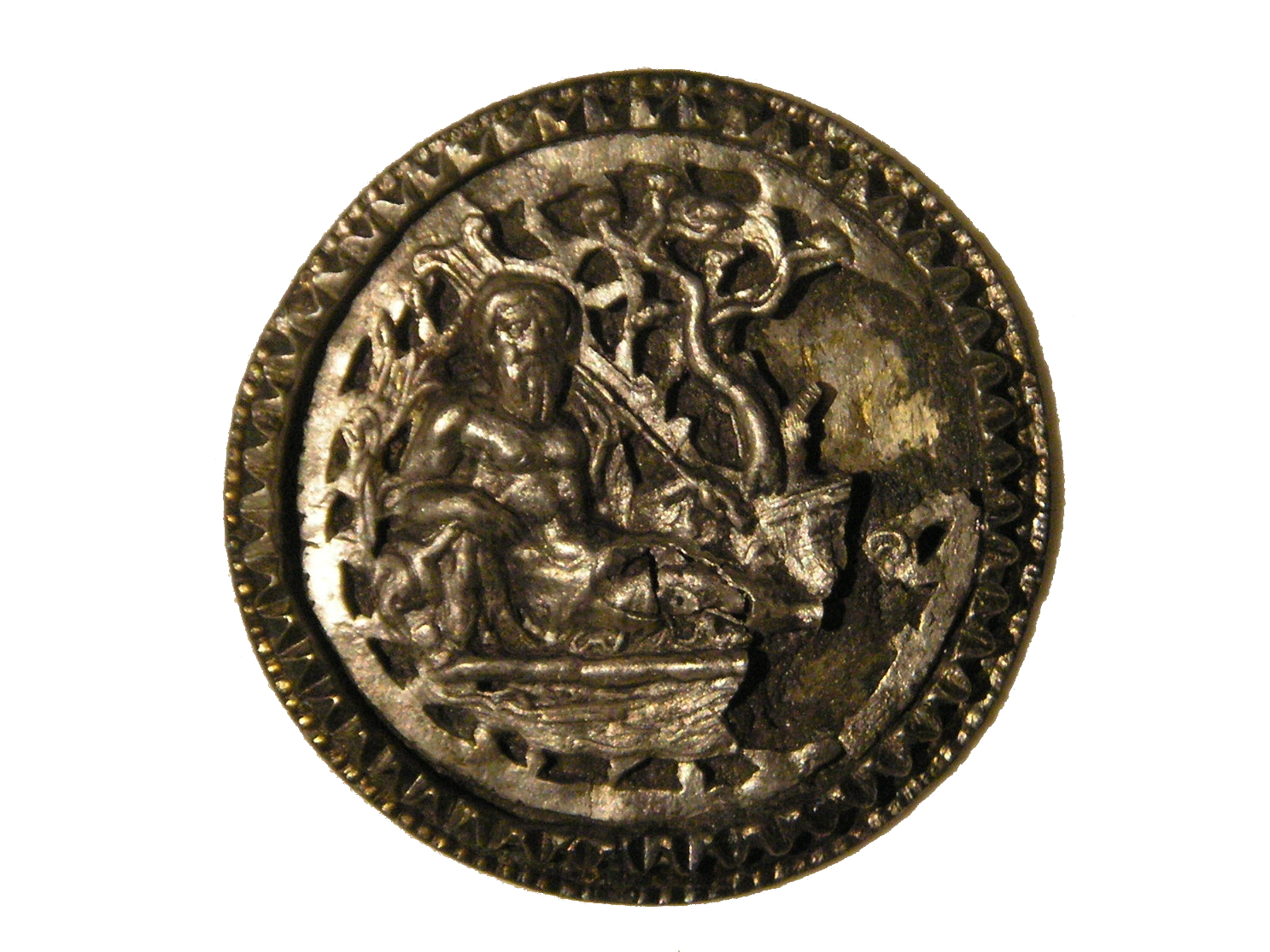
Scheibenfibel mit Darstellung des Flussgottes Danuvius, 150–250 n. Chr. (Römermuseum, Wien)

Die Donau bildete eine natürliche und gut befahrbare West-Ost-Verbindung, sie wurde wohl schon seit der römischen Okkupation bzw. der Eingliederung als Provinz im 1. Jahrhundert n. Chr. genutzt. Die zwischen Alpen und Donau gelegenen Fluss- und Beckenlandschaften stellten keine nennenswerten Verkehrshindernisse dar. Als Bindeglied zwischen den Rhein- und Donauprovinzen (inkl. der Fernverbindungen über die Alpenpässe) saß die Provinz somit an einer Schlüsselposition. Der Strom und noch einige andere schiffbare Flüsse erlaubten den schnellen und sicheren Transport von Massengütern und empfindlicherer Ware.
Mit Errichtung der ersten Hilfstruppenlager geht auch die Anlage der Limesstraße (via iuxta amnem Danuvium) entlang des neuen Limes einher, in diese münden die Handelsrouten aus dem Süden des Reiches. Sie war die Hauptverbindung zwischen den Uferfestungen und führte zum größten Teil immer entlang der Donau vom pannonischen Vindobona über Aelium Cetium, Lauriacum nach Boiodurum und weiter nach Augusta Vindelicum. Der Vollausbau erfolgte erst am Beginn des 3. Jahrhunderts. Unter Caracalla (211–217) wurde unter anderem der Abschnitt von Batavis nach Lauriacum saniert bzw. noch weiter ausgebaut, als die strategische Lage eine rasche Verbindung zwischen den Truppen an Rhein und Donau notwendig machte (viam iuxta amnem Danuvium fueri iussit).
In Ovilavis schloss die Limesstraße an der von Aquileia ausgehenden Süd-Nord-Route, der „norischen Hauptstraße“ an, die von der Adria über das Kanaltal, Pontebba, das Klagenfurter Becken, vorbei an Virunum über den Katschberg, Radstätter Tauern und Juvavum bis an die Donau und schließlich Ovilava führte. Ein weiterer Strang zweigte bei Lauriacum ins Provinzhinterland zum Pyhrnpass und Neumarkter Sattel ab.

## Verwaltung

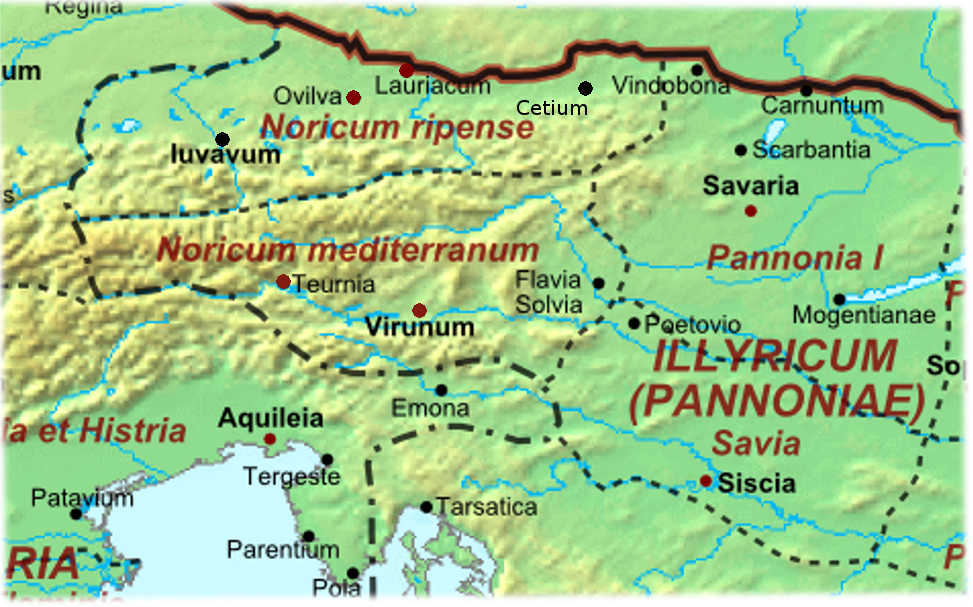
Die norischen Provinzen um 400 n. Chr.

Unter der Herrschaft des Claudius wurde der Besatzungszustand beendet und die neue Provinz direkt dem Imperator in Rom unterstellt. Die Verwaltung wurde in die Hände von Prokuratoren gelegt. Administriert und regiert wurde Noricum zunächst vom Statthaltersitz in Virunum aus, das am Zollfeld bei Klagenfurt lag. Unter Caracalla (211–217) wurde die Provinz- und Militärverwaltung nach Lauriacum und Ovilava verlegt. Die Finanzprokuratur, Post-, Zoll- und Bergbauadministration verblieben in Virunum. Lauriacum war als Hauptquartier der Legion wichtigster militärischer Stützpunkt an der Donaugrenze zwischen Passau und Wienerwald und damit auch Residenz des Oberbefehlshabers aller in Noricum stationierten Truppenverbände. Durch die Reichsreformen des Diokletian (284–305) wurden die Zahl der Provinzen annähernd verdoppelt und die zivile von der militärischen Verwaltung getrennt.
Dies führte im 3. Jahrhundert zur Teilung der Provinz entlang des Tauernkamms in
- Ufernoricum (Noricum ripense), mit den urbanen Zentren Lauriacum (Militär) und Ovilava (Zivilverwaltung) und
- Binnennoricum (Noricum mediterraneum) mit der alten Hauptstadt Virunum, später Teurnia.

Damals wurde Ovilava oder im 4. Jahrhundert vielleicht Cetium zur neuen Hauptstadt der Provinz Ufernoricum. Diese neue Verwaltungseinteilung war im Jahr 304/305 bereits in Kraft, wie aus der Passio Floriani ersichtlich ist. Wie Pannonien gehörte Noricum ab da zur Dioecesis Illyrici occidentale mit dem Verwaltungszentrum in Sirmium.
Siehe auch: Liste der Statthalter von Noricum

## Ripa
Anfänglich stand das lateinische Wort limes für eine an den Feind führende Straße (iuxta ripam Danuvii) oder Patrouillenweg. Der Begriff wandelte und erweiterte sich im Laufe der Zeit. Er bezeichnete letztendlich eine von den römischen Truppen besetzt gehaltene Grenzzone. Dieses Sicherungssystem bildete fast 450 Jahre die Außengrenze des Römischen Reiches und schützte es vor den nördlich der Donau lebenden Barbarenstämmen. Von den Gebieten nördlich der norischen Donau ging eine eher geringe Bedrohung aus. Die germanische Besiedlung reichte nur im Osten bis an die Reichsgrenze heran. Auch dem Abschnitt bei Krems kam eine gewisse strategische Bedeutung zu. Die unbewohnten Regionen des Bayerischen Waldes und des Böhmerwaldes waren kaum einer Gefahr durch Einfälle feindlicher Stämme ausgesetzt. Es handelte sich in Noricum nicht um einen mit Wall, Graben, Palisade bzw. Mauer befestigten Limes, denn hier war ein Fluss als Grenzmarkierung vorhanden. Er war für Invasoren ein zusätzliches Hindernis, diente aber auch als Kommunikations-, Nachschub- und Handelsroute. Für solche Abschnitte wurde von den Römern die Bezeichnung ripa (Ufer) verwendet. In Noricum war dies die ripa Danuvii provinciae Norici. Diese war kein starres Verteidigungssystem, an dem sich – gleich modernen Festungsgürteln – die Angriffswellen von Eindringlingen brechen sollten. Sie diente in erster Linie dazu, den täglichen Grenzverkehr, sowie Verkehrswege, bzw. Versorgungslinien zu kontrollieren und vor allem Abgaben von den Durchreisenden zu erheben. Die Besatzungen der Kastelle und Wachtürme sollten nur das Eindringen kleinerer Räuberbanden (latruncili) verhindern, das Grenzland ausspähen und Invasionen mittels Meldereitern oder Signalen möglichst rasch an die anderen Festungen und das Oberkommando weitermelden. Größere Angriffe mussten dann durch einen Gegenschlag der Legionen und Reitertruppen abgewehrt werden, die entweder aus dem Inneren der Provinz oder von anderen Grenzabschnitten herangeführt wurden. Flusslimites waren einfacher zu verteidigen, besonders, wenn es sich um einen so breiten Strom wie die Donau handelte. Allerdings spielten natürliche Gegebenheiten eine nicht zu unterschätzende Rolle den im Winter konnte sie entweder Niedrigwasser haben und auch zufrieren. Auch mäandrierte die Donau damals viel stärker, wodurch sich auch zahlreiche Inseln bildeten, daraus resultierte eine geringere Fließgeschwindigkeit, die die Eisbildung noch begünstigte. Man versuchte vereinzelt, jenseits des Limes römische Legionäre anzusiedeln oder, sehr viel häufiger, Auxiliarsoldaten anzuwerben. Damit reichte die Romanisierung der Bevölkerung auch über den Limes hinaus.

## Entwicklung

### Vorrömische Periode bis Zeitenwende
Um etwa 200 v. Chr. schlossen sich dreizehn keltische Stämme zum Königreich Noricum (Regnum Noricum, vermutlich nach der Göttin Noreia) zusammen. Sein Territorium erstreckte sich im Norden bis zur Donau, im Osten bildete entlang der Ostalpen die Bernsteinstraße die Grenze, im Westen der Inn (Aenus), im Süden die Karnischen Alpen. Sein Zentrum und Herrschaftssitz war der Magdalensberg in Kärnten. Die norischen Kelten unterhielten wegen ihrer reichen Bodenschätze, der bereits in der Antike hoch geschätzten Pferdezucht (Rotschimmel) und den hervorragenden Handwerkern seit Alters her intensive Kontakte nach Süden wie auch in den Norden des Kontinents. Durch die Handelswege vom Mittelmeer über die Alpen in das Elbegebiet, von Pannonien nach Iuvavum und weiter nach Gallien, war besonders der oberösterreichische Zentralraum bereits in prähistorischer Zeit stark frequentiert. Die Beziehungen mit Rom waren daher schon vor der römischen Expansion von einer engen Zusammenarbeit geprägt. Dies hatte zur Folge, dass die Noriker, bald höchst angetan von der römischen Lebensart und Kultur, schon lange vor ihrer Assimilation anfingen die römische Lebensart anzunehmen.
113 v. Chr. kamen die Römer unter dem Konsul Papirius Carbo den Norikern gegen die Kimbern zu Hilfe, wurden von ihnen aber bei der Stadt Noreia vernichtend geschlagen. Im Jahre 170 v. Chr. schloss König Cincibilus mit Rom einen Freundschaftsvertrag (hospitium publicum), um 50 v. Chr. wurde auf dem Magdalensberg ein römischer Handelsposten (emporium) eingerichtet. Auch die militärischen Kontakte zu den Römern blieben eng, unter anderem stellte König Voccio, ein Schwager des Germanenkönigs Ariovist, Gaius Iulius Caesar Reiter für den Kampf gegen seine Widersacher im römischen Bürgerkrieg zur Verfügung, sie kamen 49 v. Chr. bei Corfinium gegen Pompejus Armee zum Einsatz. Voccio, der sich trotz seiner Verwandtschaft zum erbittertsten Gegner Cäsars dennoch auf seine Seite stellte, hebt die schwierige Lage Noricums zwischen den mächtigsten Kontrahenten seiner Zeit besonders hervor. Ein Blick auf die Karte zeigt weiters, dass eine baldige Eingliederung des „Bundesgenossen“ in den Reichsverband für Rom zwingend war, da sich gegen Ende der Römischen Republik die freien keltischen Stammesterritorien in Rätien und Noricum wie ein Keil zwischen den von Cäsar neu hinzugewonnenen Gallien und Italien schoben.
Im Jahre 6 n. Chr. marschierten mehrere Legionen unter Führung des Tiberius auf der Bernsteinstraße in das Territorium der germanischen Markomannen ein und überwinterten an dem Platz an dem wenige Jahre später das Legionslager von Carnuntum entstehen sollte. 15 v. Chr. wurde die Nordgrenze des römischen Reiches auf Anordnung des Augustus vom südlichen Alpenfuß bis an die Donau vorgezogen, die von den Römern im Oberlauf mit Anlehnung an ihren keltischen Namen „Danuvius“ und als zusammenhängender Strom mit ihrem griechischen Namen „Ister“ oder „Hister“ genannt wurde. Rom musste dabei auch sichergehen, dass Noricum während dieser Kampagne nicht doch noch zu Gunsten der Bergvölker intervenierte. Man traute einer vertraglichen Zusicherung zur Neutralität wohl nicht und besetzte das keltische Königreich sicherheitshalber gleich mit. Die beiden Stiefsöhne des Kaisers wurden mit dem hierzu erforderlichen abschließenden Eroberungszug beauftragt, der als Alpenfeldzug in die Geschichte einging. Der Feldzug erfolgte in einem großangelegten Zangenangriff von Süden und von Westen her. Drusus führte seine Armee von Italien über die Alpenpässe nach Raetien bis ins heutige Nordtirol, Tiberius rückte aus Gallien vor und lieferte sich auf dem Bodensee (Lacus Brigantinus) mit einheimischen Stämmen ein Seegefecht. Hierbei wurden auch strategisch wichtige Orte im Donauraum und Verkehrswege über die Alpenpässe bzw. die von der Ostsee nach Aquileia in Oberitalien verlaufende Bernsteinstraße besetzt und gesichert.
In Noricum verlief die Annexion weitgehend friedlich. Einer der wenigen Chronisten, die einen Kampf gegen Noriker erwähnen, ist Velleius Paterculus in seiner Historia Romana. Er berichtet darin, dass Tiberius nicht nur die Räter, Vindeliker, Pannonier und Scordiscer, sondern auch die Noriker mit Waffengewalt unterworfen habe. Das Voralpenland bis zur Donau, das noch zum nordöstlichen Einflussbereich des Regnum gehörte, scheint zu dieser Zeit bis auf die Tieflandregionen um das heutige Linz (Lentia) und Wien (Vindobona) noch nicht sehr dicht besiedelt gewesen zu sein. Das östliche Niederösterreich bzw. das Nordburgenland wird in den antiken Quellen daher als Gebiet der „deserta Boiorum“ (dünn besiedeltes Gebiet der keltischen Boier) bezeichnet. Die Eroberung des Alpenraumes diente wohl primär der Sicherung der Gebirgsstraßen nach Gallien bzw. als Verbindung in den Osten des Reiches sowie möglicherweise zur Sicherung der Aufmarsch- und Versorgungsroute für die kommenden Feldzüge ins freie Germanien. Der Versuch mit einem Feldzug gegen die suebischen Volksstämme (Markomannen) das römische Reich über die Donau hinaus Richtung Norden bzw. ins freie Germanien auszudehnen, musste 6 n. Chr. wegen des Pannonischen Aufstands abgebrochen werden. Nach der blutigen Niederschlagung der Rebellion verzichtete Rom auf die Besetzung der nördlichen Gebiete Noricums und Böhmens und begannen mit dem Ausbau seiner Grenzverteidigung an der Donau.

### 1. Jahrhundert
Im Laufe des Jahrhunderts wurden an der norischen Donaugrenze Hilfstruppeneinheiten stationiert und feste Lager errichtet. Die Grenze zwischen Noricum und Pannonien verlief jetzt westlich von Klosterneuburg. Der Bau des ersten ständigen Legionslagers in dieser Region erfolgte in spättiberisch-claudischer Zeit am Waffenplatz Carnuntum, das damals noch zu Noricum zählte. Ausschlaggebend für diesen Standort war die Überwachung der Bernsteinstrasse, des wichtigsten von Nord-Süd verlaufenden Handels- und Verkehrsweges östlich der Alpen, bzw. die ständige Bedrohung durch die germanischen Stämme der suebischen Quaden und Markomannen, die im nördlichen Niederösterreich, Weinviertel und Marchfeld ansässig waren. Im Jahr 45 wurde Noricum unter der Herrschaft des Claudius (41–54) als prokuratorische Provinz offiziell ins Römische Reich eingegliedert. Ob es schon unter Claudius oder Nero (54–68) zum Bau erster Hilfstruppenlager an der Donau kam, ist nicht gesichert. Dementsprechende Befunde aus Tulln sprechen aber dafür. Der claudischen Herrschaft folgte eine mehr als hundertjährige Periode friedlicher Entwicklung. Dies führte zu einer ökonomischen Blüte bei gleichzeitiger massiver Veränderung des sozialen Lebens in Stadt und Land, die mit einer zunehmenden Romanisierung einherging. Auch die Etablierung eines Systems von Klientelstaaten im Vorfeld der Ripa half mit den Frieden zu sichern.
Im Bürgerkrieg von 69 stellte sich der norische Prokurator Petronius Urbicus – gemeinsam mit dem pannonischen Statthalter Tampius Flavianus – auf die Seite des nur kurzzeitig an der Macht befindlichen Otho (69). Als Caecina Alienus von dem von den Rheinlegionen ausgerufenen Gegenkaiser Vitellius (69) mit seinem 70 000 Mann starken Heer nach Italien in Marsch gesetzt wurde, zog der norische Prokurator seine Auxiliaren am Inn zusammen und ließ die Brücken abbrechen. Bevor es allerdings zu Kämpfen kam, hatte sich Caecina schon nach Italien zurückgezogen. Danach wurden die norischen Hilfstruppen vermutlich in die Armee des Vespasian (69–79) eingereiht und marschierten mit ihr in Italien ein. Die archäologischen Befunde lassen erkennen, dass sich unter den flavischen Kaisern in der 2. Hälfte des 1. Jahrhunderts nach und nach ein lineares Verteidigungskonzept herauskristallisierte. Vielleicht deswegen, da Kaiser Domitian (81–96) aufgrund seiner Erfahrungen bei den Feldzügen in Germanien und Raetien eine erste befestigte Grenze anlegen ließ, deren Kastelle durch eine Militärstraße verbunden waren. Gegen Ende des 1. Jahrhunderts waren alle in Noricum stationierten Einheiten an die Donau vorgeschoben und die Kastellkette geschlossen worden. 95 nahmen norische Einheiten an den Daker- und Germanenkriegen an der unteren Donau teil. In den letzten Regierungsjahren des Domitian wurde das norische Heer vermutlich weiter verstärkt.

### 2. Jahrhundert

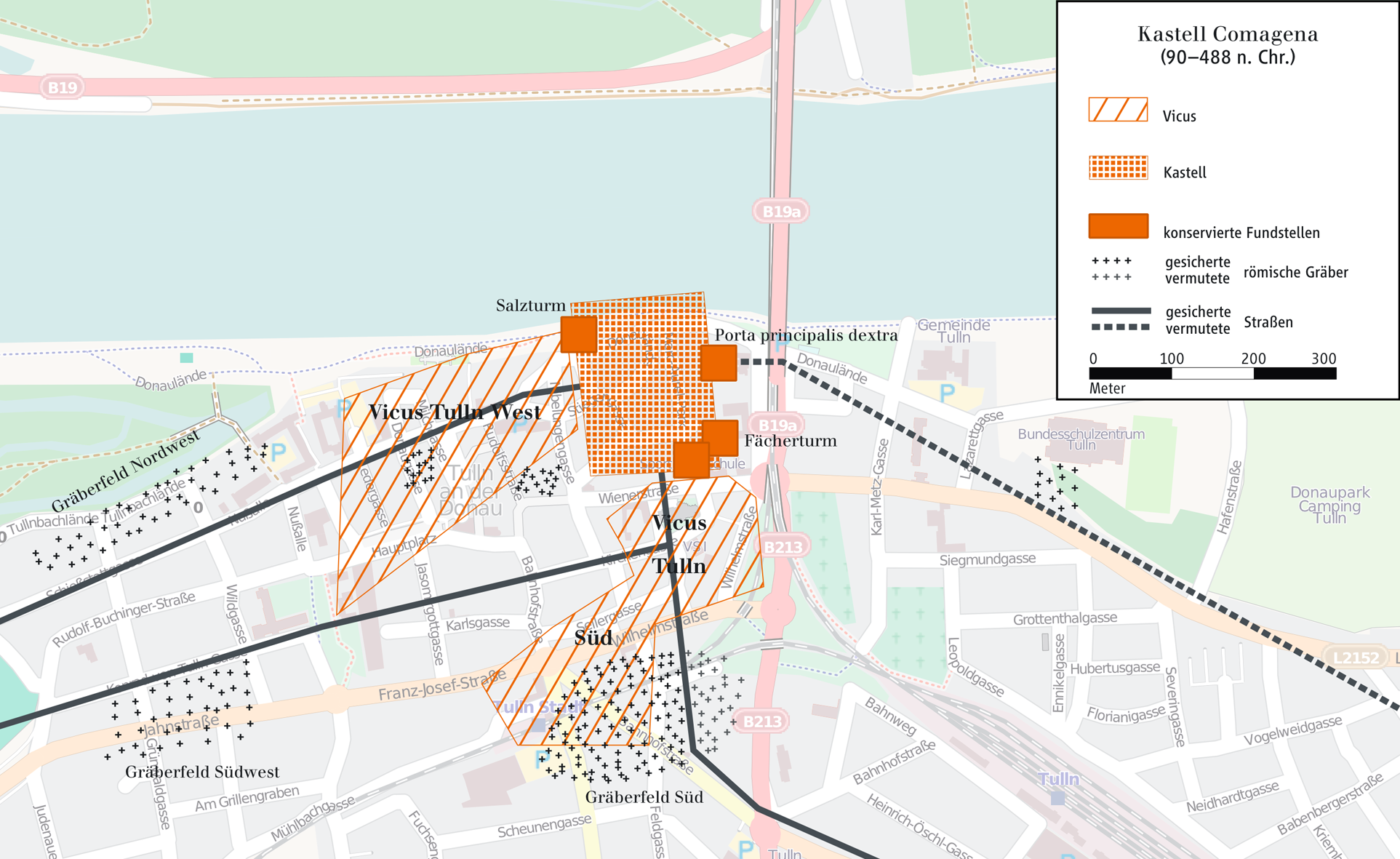
Übersichtskarte des römischen Tulln

Kaiser Trajan (98–117) und vor allem sein Nachfolger Hadrian (117–138), bereisten während ihrer Herrschaft die Donauprovinzen und reorganisierten die Grenzverteidigung. Trajan begann um 100 mit der systematischen Befestigung des Donaulimes. Die norische Festungskette wurde durch die Anlage weiterer Kastelle (Wallsee, Zeiselmauer) bzw. Neubau der ersten Lager in Steinbauweise (zum Beispiel Tulln) verstärkt. Norische Auxiliaren nahmen auch an Trajans Dakerkriegen teil. Unter Hadrian wurden alle Lager im Inneren der Provinzen aufgegeben und ihre Besatzungen entlang des Südufers der Donau konzentriert. Die Anlage und Bauweise dieser Militärbauten am Donaulimes lassen erkennen, dass es Rom mit der Demonstration seiner Heeresmacht vor allem um eine klare Abgrenzung ihrer Gebiete gegenüber den freien Stammesterritorien ankam bzw. unkontrollierte Grenzübergänge erschwert werden sollten. Zudem war der Limes auch eine Grenze zwischen zwei völlig konträren Wirtschafts- und Kulturräumen. Der Kaiser veranlasste auch die Stationierung vier neuer Hilfstruppeneinheiten in Noricum, die hiefür aus Britannien abgezogen worden waren (vermutlich nach der Fertigstellung des Hadrianswalls). Erste Grenzprobleme gab es während der Regierung von Antoninus Pius (138–161), der versuchte, in die germanische Innenpolitik durch die Einsetzung eines romtreuen Quadenkönigs einzugreifen. Zwischen 144 und 150 nahmen norische Truppen an der Niederschlagung eines Aufstandes der Mauren in Nordafrika teil.

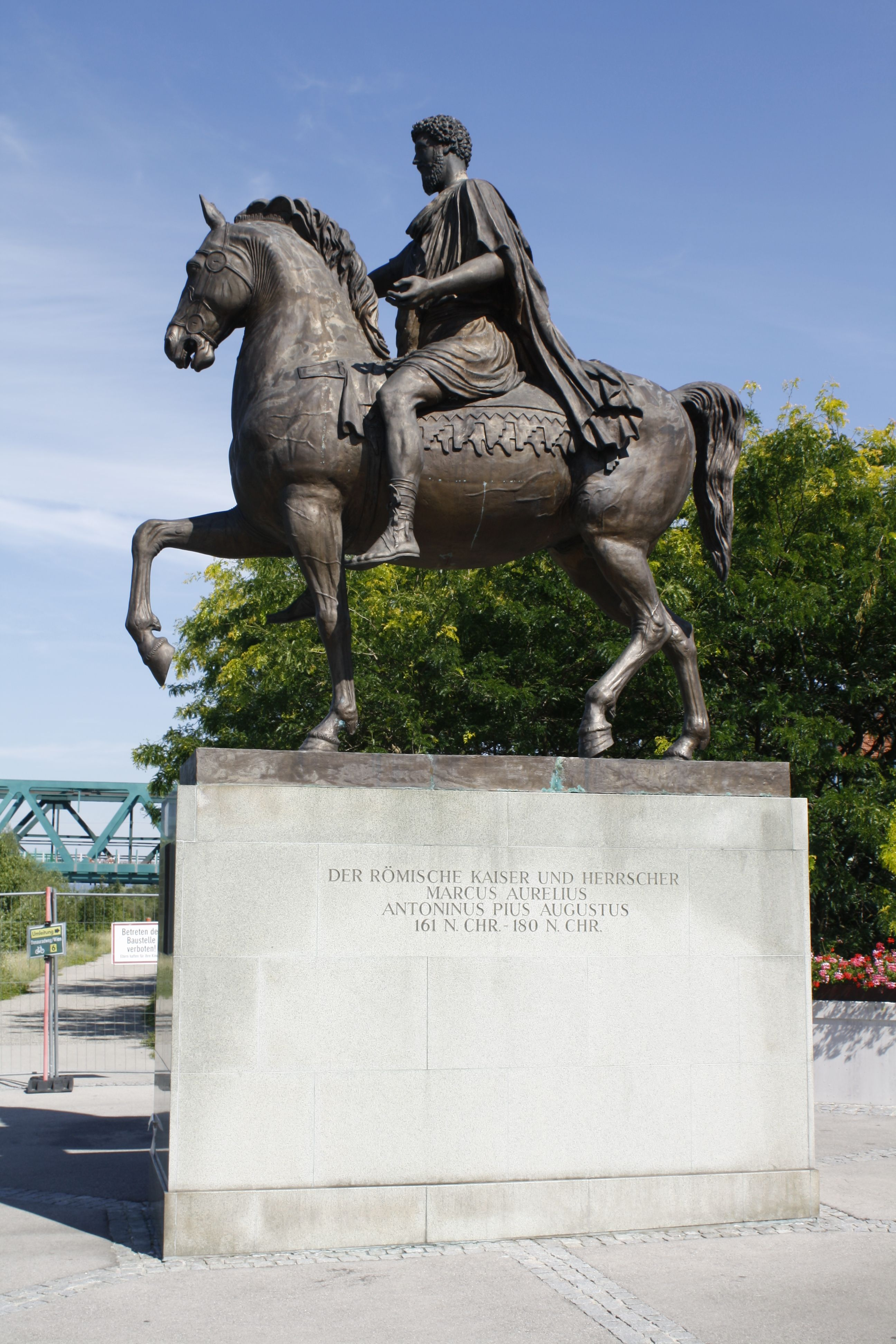
Replik einer Reiterstatue des Mark Aurel, Donauufer in Tulln

Die Grenzverteidigung wurde in der zweiten Hälfte des 2. Jahrhunderts durch die Markomannenkriege hart auf die Probe gestellt. Bis dahin hatte man mit den benachbarten Germanen vor allem die Handelskontakte gepflegt, wozu nicht zuletzt auch die römische Klientelpolitik beitrug, die teilweise massiv in die Führungsebene der Quaden- und Markomannenstämme eingriff. 167 überstürzten sich jedoch die Ereignisse. Die Markomannen sickerten zuerst in kleineren Gruppen in Noricum und Westpannonien ein, bevor sie schließlich gemeinsam mit den Quaden die westlichen Donauprovinzen überrannten und dabei bis nach Oberitalien vordrangen. Obwohl Noricum niemals ein Brennpunkt der Kämpfe war, trug es doch einige Schäden davon, wie vor allem aus Münzfunden, Inschriften und archäologischen Funden ersichtlich ist. Den Auslöser für diese Einfälle sieht die heutige Forschung in großen Populationsverschiebungen, die von Völkern in Skandinavien und dem Weichselgebiet im heutigen Polen ihren Ausgang nahmen. Diese Stämme drängten immer weiter nach Süden vor und beanspruchten dort neuen Siedlungsraum. Brand- und Zerstörungsspuren an zahlreichen, vor allem unbefestigten Siedlungen in der Limeszone bezeugen, dass die Raubzüge der Invasoren besonders in Raetien, Noricum und Pannonien spürbar gewesen sein dürften. Die norischen Soldaten dürften gemeinsam mit den Truppen in Raetien hauptsächlich diese Provinz von eingedrungenen Plünderern gesäubert haben.

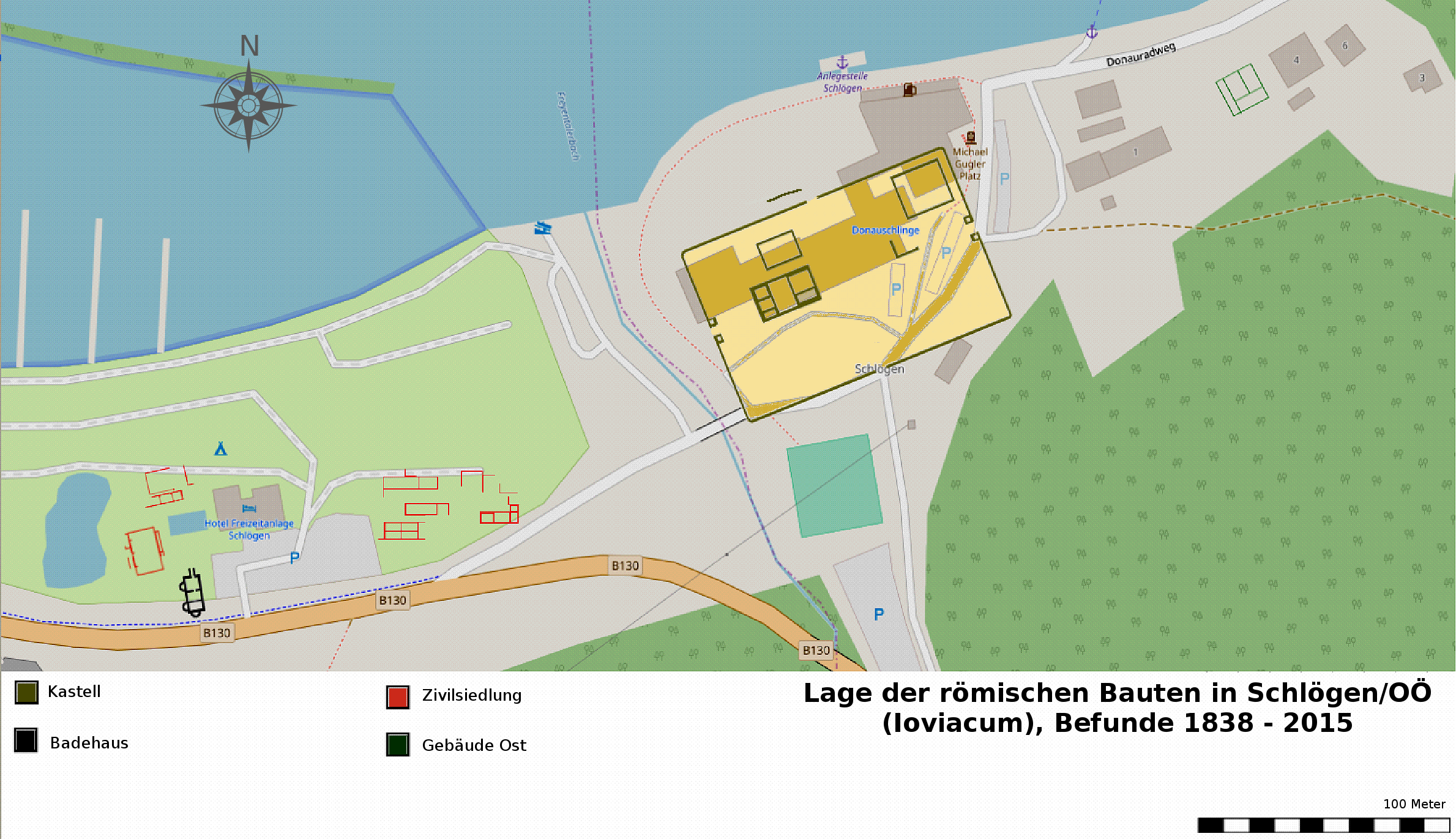
Schlögen (Ioviacum): Befundskizze Kleinkastell und Vicus (1838 bis 2015)

Im letzten Drittel des Jahrhunderts wurde die ripa zwischen Passau und Linz durch eine Reihe neuer Wachtürme (Hirschleitenbach) und dem Kleinkastell in der Schlögener Schlinge verstärkt. Letzteres wurde schon in seiner ersten Bauphase aus Stein erbaut. Im Zuge der 169 geschaffenen praetentura Italiae et Alpium (Sonderkommando zum Schutz von Italien und der Reichsgrenze) wurde die in Italien ausgehobene Legio II Italica in das südliche Noricum verlegt. Sie errichtete nach 171 zunächst in der Nähe von Celeia (Lotschitz) ein Lager, um die Übergänge der Julischen Alpen zu sichern. In den Jahren um 170 wurde auch norisches Territorium wieder zunehmend in Mitleidenschaft gezogen und Iuvavum (Salzburg) sowie Flavia Solva (Leibnitz) verheert. In der Folge wurde Noricum neben Pannonien zum Aufmarschgebiet gegen die Invasoren. Die Maßnahmen zur Errichtung einer nördlich der Donau gelegenen Provinz Marcomannia scheiterten schon im Anfangsstadium. Mit den zwei neu in Oberitalien ausgehobenen Legionen (die II. und III. Italica), versuchte man der prekären Lage an der Grenze wieder Herr zu werden. Zusätzlich führte Mark Aurel (161–180) ab 172 von Pannonien aus persönlich mehrere erfolgreiche Feldzüge gegen die Invasoren, wobei römische Truppen weit über die Donau hinaus ins Barbaricum vordrangen. Nördlich des Stromes wurde ein etw. 10 km breiter Korridor geschaffen, in dem die Stämme nicht siedeln und der nur an Markttagen betreten werden durfte. Nach dem Tod Mark Aurels im Jahr 180 übernahm sein Sohn und Nachfolger, Commodus (180–192), die Kriegsleitung. Dieser verzichtete bald auf eine offensive Politik, beendete die Kämpfe zwischen 182 und 183 und räumte alle Vorpostenkastelle nördlich der Donau (zum Beispiel Stillfried, Oberleiserberg). Auch die Zerstörungen an den Kastellen und Siedlungen im Hinterland erforderten umfangreiche Wiederaufbauarbeiten. Vor allem hatte dieser Krieg gezeigt, dass der norische Limesabschnitt mit seinem teilweise recht unübersichtlichen Gelände ohne eine zusätzliche Legionsbesatzung nicht effektiv verteidigt werden konnte. Daher errichtete die Legio II Italica zunächst in Albing, danach in Enns (Lauriacum) ihr neues Hauptquartier. Auch die Grenze zwischen Passau (Batavis) und Linz (Lentia) wurde mit einem Kleinkastell in Schlögen (siehe auch Ioviacum) und vermutlich einer Reihe von neuen Wachttürmen (zum Beispiel Hirschleitengraben I) besser abgesichert. Vermehrt wurden nun auch Germanen ins Heer aufgenommen, weiters wurden einzelnen Stammesgruppen gestattet sich auf von Pest und Krieg entvölkerten Landstrichen innerhalb des Reiches anzusiedeln. Die Jahre nach den Markomannenkriegen waren dennoch ein unruhiger Zeitabschnitt, in dem Noricum mehrmals wieder zum Schauplatz militärischer Auseinandersetzungen wurde und im Zuge dessen das Gefühl der „Securitas Romana“ für immer verloren ging.

### 3. Jahrhundert

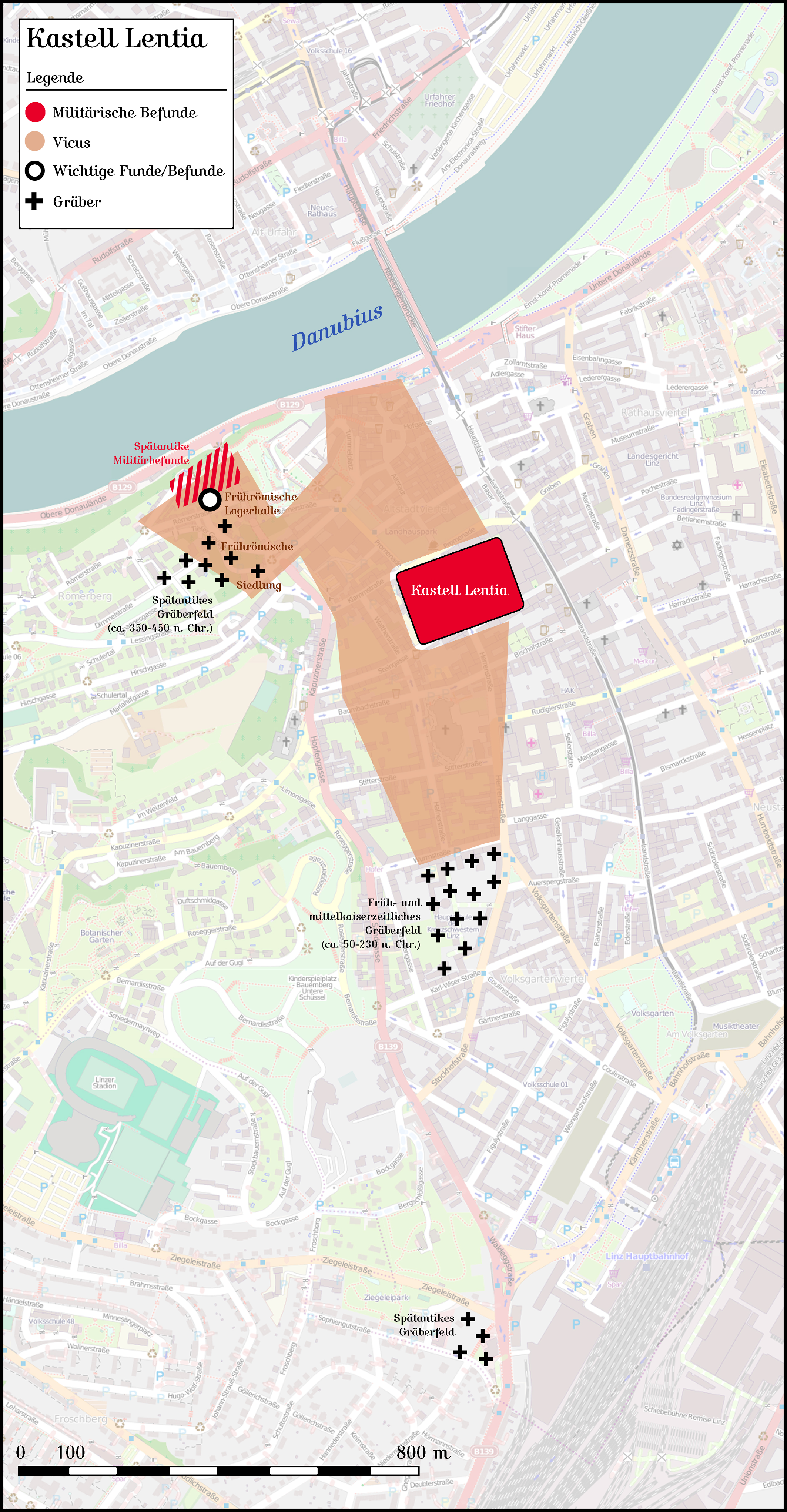
Linz (Lentia): Lage der Kastelle in der Altstadt

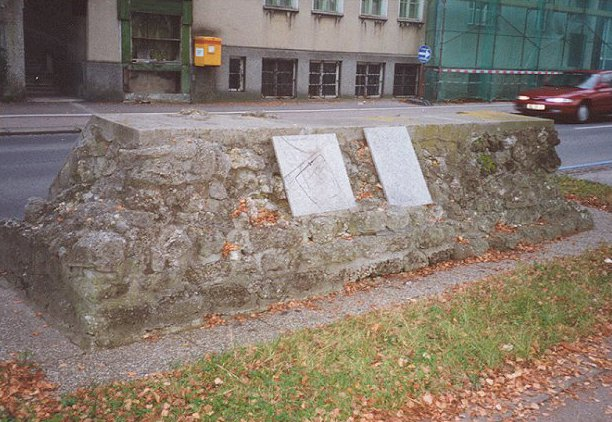
Rest der römischen Stadtmauer von Wels in der Schubertstraße

In diesem Jahrhundert brach für Rom ein desaströses Zeitalter großer politischer und militärischer Krisen an. Das trifft jedoch nur teilweise auf den hier zu behandelnden Raum zu. 199 sympathisierte die Bevölkerung von Noricum und Raetien mit dem Usurpator Clodius Albinus (195–197) und wurden kurzerhand zu Staatsfeinden erklärt (rebelles, hostes publicos Noricae) und von dem mit einem Sonderkommando betrauten Tiberius Claudius Candidus (dux terra marique) bestraft. Die Truppen blieben hingegen dem Septimius Severus (193–211) treu. Im Zuge der Herrschaft des Severus, der nach reichsinternen Wirren von der Donauarmee in Carnuntum zum neuen Kaiser ausgerufen wurde, bauten die Römer auch die letzten der Grenzbefestigungsanlagen in Stein neu aus. Um 200 wurde wich in Lentia das Holz-Erde-Kastell einem Steinbau. Die verheerenden Markomannenkriege dürften auch der Grund für die Umwehrung von rückwärtigen Städten und Siedlungen wie Wels (Ovilava) und Mauer an der Url (Locus Felicis) mit massiven Steinwällen gewesen sein. Septimius Severus bezeugte dem Donauheer seine Dankbarkeit mit äußerst großzügigen Donativen, die noch einmal eine Periode wirtschaftlicher und kultureller Blüte am Limes einleitete. Diese letzte Glanzzeit der Provinz unter den Severerkaisern (193–235) zeigt sich vor allem im raschen Wiederaufbau der durch die Markomannenkriege zerstörten Städte. Caracalla (211–217) setzte die Ausbauarbeiten fort, indem er die Reparatur und den Ausbau des Straßensystems im norisch-pannonischen Grenzgebiet förderte, wie mehrere Meilensteine aus dieser Zeit beweisen. Die Zivilstadt von Lauriacum wurde schon in dieser Zeit vielleicht zum Municipium erhoben. Damit wurde auch deren Wichtigkeit als norisches Militärzentrum und Donauhafen für die pannonische Flotte anerkannt. 213 erschien an der oberen Donau jedoch ein neuer, gefährlicher Feind für die Römer, die Alamannen. Ihre von Rätien ausgehenden Beutezüge, bedrohten bald auch Noricum.
Dennoch blieb es mehr oder weniger friedlich, bis es unter Severus Alexander (222–235) und besonders Gallienus (253–268) wieder zu schweren Auseinandersetzungen mit feindlichen Stämmen kam. Ihre Raubzüge wiederholten sich in der Zeit der Reichskrise des 3. Jahrhunderts mehrmals und dauerten bis in die zweite Hälfte des 3. Jahrhunderts an. In den niederösterreichischen Kastellorten sind nach dem derzeitigen Forschungsstand archäologisch kaum Zerstörungen infolge der Kriegsereignisse nachweisbar, auch wenn aus den antiken Quellen Plünderungen durch Germanen in Rätien, Noricum und Pannonien nach ihrem Durchbruch bis in den oberitalischen Raum belegt sind. Im Friedensvertrag mit den Markomannen und Quaden wurde den Germanenstämmen unter anderem untersagt, in einem 8 km breiten Streifen entlang des nördlichen Donauufers zu siedeln. Die katastrophalen Auswirkungen der Markomannenkriege initiierten im Lauf des 3. Jahrhunderts eine – bereits unter Severus begonnene – Armeereform, die einige Veränderungen und Verbesserungen für die Soldaten mit sich brachte. Sie durften jetzt unter anderem während ihrer Dienstzeit eine rechtsgültige Ehe schließen und außerhalb im Lagerdorf bei ihren Familien wohnen. Dadurch bildete sich bald eine selbstbewusste Schicht von Heeresangehörigen und Veteranen, die nun jedoch eine wesentlich engere Loyalität zu ihren Heimatprovinzen als zum Imperium Romanum entwickelten. Obwohl Noricum unter den Soldatenkaisern, im Gegensatz zu den benachbarten Provinzen Germania und Raetia, eine weniger turbulente Periode durchlief, lassen Brandschichten und Hortfunde zum Beispiel in Enns (Lauriacum) darauf schließen, dass es auch an der norischen Ripa zu Einfällen gekommen ist, die sich allerdings nicht zu einem Flächenbrand ausdehnen konnten. Die damaligen Verhältnisse an der norischen Donau lassen sich nur schwer fassen, dennoch gibt es Hinweise auf eine zunehmend instabilere Lage an dieser Grenze, da sich Lauriacums Zivilbevölkerung zum Teil im castrum Lauriacense ansiedelte. In einzelnen mittelkaiserzeitlichen Stadtvierteln wurden nun Gräber angelegt, was nach römischem Recht innerhalb einer bestehenden Siedlung undenkbar war. Wahrscheinlich kamen auch Wirtschaft und Handel arg in Bedrängnis, aber sicher noch nicht völlig zum Erliegen. Um 280 wurde im Auftrag von Kaiser Probus (276–282) der Donaulimes wieder verstärkt.
Zu Beginn der Herrschaft des Diokletian (284–305) wurden umfangreiche Reformmaßnahmen eingeleitet, die auch die Heeres- und Verwaltungsstrukturen der Donauprovinzen betrafen. Die bestehenden Provinzen wurden in kleinere Gebiete aufgespalten, diese dann zu 12 größeren Verwaltungseinheiten (Diözesen) zusammengefasst, sowie eine strikte Trennung von militärischer und ziviler Administration eingeführt. Die neuen Militärsprengel wurden mit je zwei Legionen besetzt, die Truppen wurden zudem aus zentralen Waffendepots versorgt. In Lauriacum wurde hierfür eine fabrica scutaria (Schildfabrik) eingerichtet. Die beständigen Bedrohungen durch die Germanen veranlasste den Kaiser die Claustra Alpium Iuliarum als Sperrriegel zum Schutz Oberitaliens zu errichten. Zentrum dieses Verteidigungssystems war die Festung Ad Pirum (Birnbaumer Wald im Nordwesten des heutigen Slowenien). Der Oberbefehlshaber der Provinzarmee, der seinen Sitz im pannonischen Carnuntum hatte, war als Dux von Oberpannonien und Noricum nun für die militärischen Belange beider Provinzen zuständig. Die schon von Gallienus eingeleitete Trennung der Armee in stationäre Grenzwächter und mobiles Feldheer war damit abgeschlossen. Die das Alpenvorland und die Donauregion umfassende Grenzprovinz Noricum ripense wurde neben der Stammlegion in Enns zusätzlich eine neu aufgestellte Legio stationiert. Deren Soldaten sollten den ostnorischen Limesabschnitt bis an die Grenze zur Pannonia prima sichern. Ein Teil dieser Legion stellte die Besatzung von Mautern (Kastell Favianis). Nach Noricum mediteraneum hingegen wurden keine Truppen verlegt.

### 4. Jahrhundert
Um diese Zeit war in Mautern archäologisch ein vermehrter Zuzug von Südostnorikern und wohl auch Pannoniern in der Grenzregion festzustellen. Diese Neusiedler kamen vermehrt aus dem Umland von Celeia. Das Militärische tritt in der Kultur dieser Gruppe stark hervor. Dieser Umstand dürfte mit der Stationierung der Legio I Noricorum seit der Regierungszeit des Diokletian in Zusammenhang stehen. 341 besuchte Kaiser Constantius II. (337–361) Lauriacum. Als die Einfälle feindlicher Stämme nach der Mitte des 4. Jahrhunderts wieder massiv zunahmen, musste Kaiser Valentinian I. (364–375) im Jahr 375 persönlich eingreifen und führte in Pannonien einen Feldzug gegen die Quaden. Der Kaiser ordnete auch die letzten großen Umbau- und Verstärkungsmaßnmahmen am norischen Limes an. Die Grenze wurde durch einen dichten Kordon neuer Burgi und Kleinfestungen verstärkt. Vor allem Ziegelstempel des Ursicinus dux bzw. des Ursicinus magister, aber auch eine Bauinschrift aus Ybbs belegen an der gesamten norischen Ripa die umfangreiche Bautätigkeit in dieser Epoche. 378 hielt sich auch Gratian (375–383) in der Stadt auf, als er sich auf dem Weg nach Thrakien befand, um Kaiser Valens (Regent im Osten von 364–378 n. Chr.) bei Adrianopel gegen die Visigoten und Alanen zur Hilfe zu kommen. Valens wurde jedoch noch vor Eintreffen der westlichen Hilfstruppen vernichtend geschlagen und sein Nachfolger sah sich gezwungen die beiden Völker als Foederaten in Pannonien und Thrakien anzusiedeln. Damit wurde jedoch der – noch halbwegs intakte – mittlere Donaulimes enorm geschwächt, den an seiner Ostflanke saßen nun mehrheitlich unzuverlässige Germanen unter ihren eigenen Befehlshabern als Grenzwächter.
Unter Kaiser Theodosius I. (379–395) wurden aus Mangel an römischen Soldaten immer mehr Germanen als Foederaten angeworben, die nun ihrerseits den Grenzschutz übernehmen sollten. Diese mussten sich zunehmend mit ihren nachdrängenden Stammesgenossen auseinandersetzen und gingen mangels Unterstützung vom Kaiserhof in Ravenna aber bald politisch und militärisch eigene Wege. 395 fallen Markomannen, Quaden, Goten und Alanen ins Westreich ein. Markomanenverbände dringen wieder bis nach Italien vor. Dadurch spitzte sich die ohnehin schon prekäre politische Lage im Reich immer mehr zu. Dem Regenten im Westen, Stilicho, gelang es nicht mehr sie zurückzuwerfen. Damit brach auch die Grenzsicherung an der Donau größtenteils zusammen. Im gleichen Jahr wurde Flavius Honorius (395–423) im Westen Kaiser, womit die Teilung des römischen Imperiums besiegelt war. Die Provinz Noricum wurde Westrom zugeschlagen. Vor allem der durch die endlosen Thronwirren hervorgerufene Abzug der zahlungskräftigen Soldaten brachte die Provinzialen wirtschaftlich immer mehr unter Druck. Diese Zeit war daher von einem massiven Niedergang der Städte und Lagerdörfer am Limes geprägt. Der Chronist Ammianus Marcellinus bezeichnete sogar die Metropole der Pannonia I, Carnuntum, als verlassenes und schmutziges Nest. Um 400 waren schon zahlreiche grenznahe Siedlungen und Städte in Noricum, wie zum Beispiel Cetium, von ihrer Bevölkerung verlassen worden, der wohlhabendere Teil war wohl in sicherere Regionen abgewandert, der Rest suchte Schutz in den von der Armee größtenteils geräumten Kastellen und lebte nun dort, zusammen mit den Familien der noch vor Ort verbliebenen Grenzsoldaten. Die Dörfer rund um die Lager wurden aufgegeben und verfielen. Im Landesinneren zogen sich die Provinzialen meist auf leichter zu verteidigende Höhensiedlungen zurück die ihnen schon in vorrömischer Zeit als Fluchtpunkte oder Siedlungen gedient hatten. Die Benutzung der Straßen war offenbar wegen Wegelagerern zu einem großen Risiko geworden. Eine gefahrlose Versorgung der Kastellsiedlungen war nur noch über den Wasserweg möglich. Gleichzeitig bildete die Donau aber auch eine Kontaktmöglichkeit zu den Germanen jenseits des Flusses, die im Laufe des 4. Jahrhunderts zu einem immer wichtigeren politischen und wirtschaftlichen Faktor an der norischen Ripa wurden.

### 5. Jahrhundert

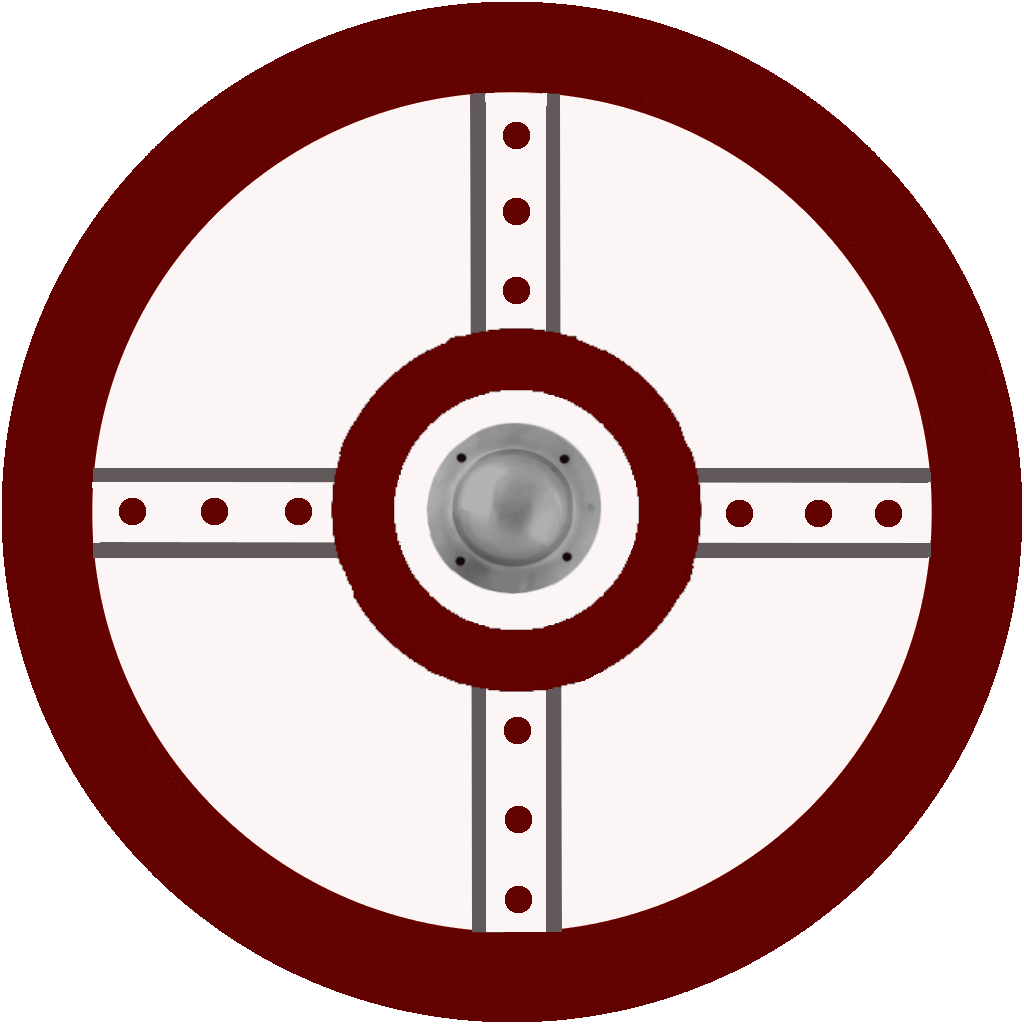
In der ND Occ. überliefertes Schildzeichen der Secundani Italiciani

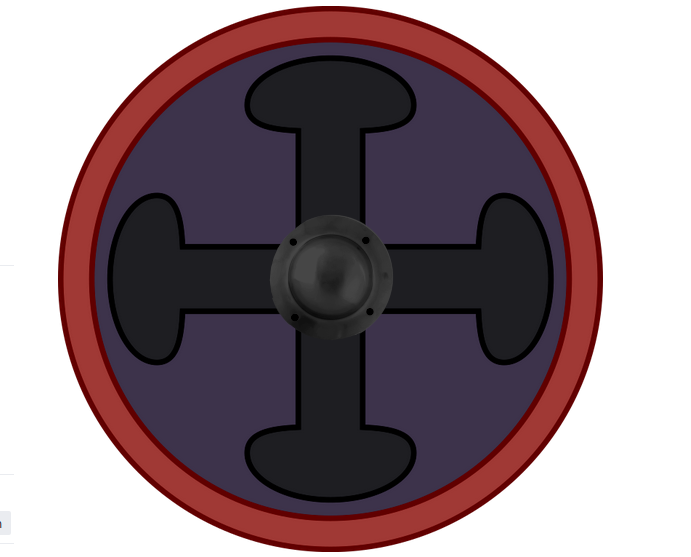
In der ND Occ. überliefertes Schildzeichen der Lanciarii Comaginenses

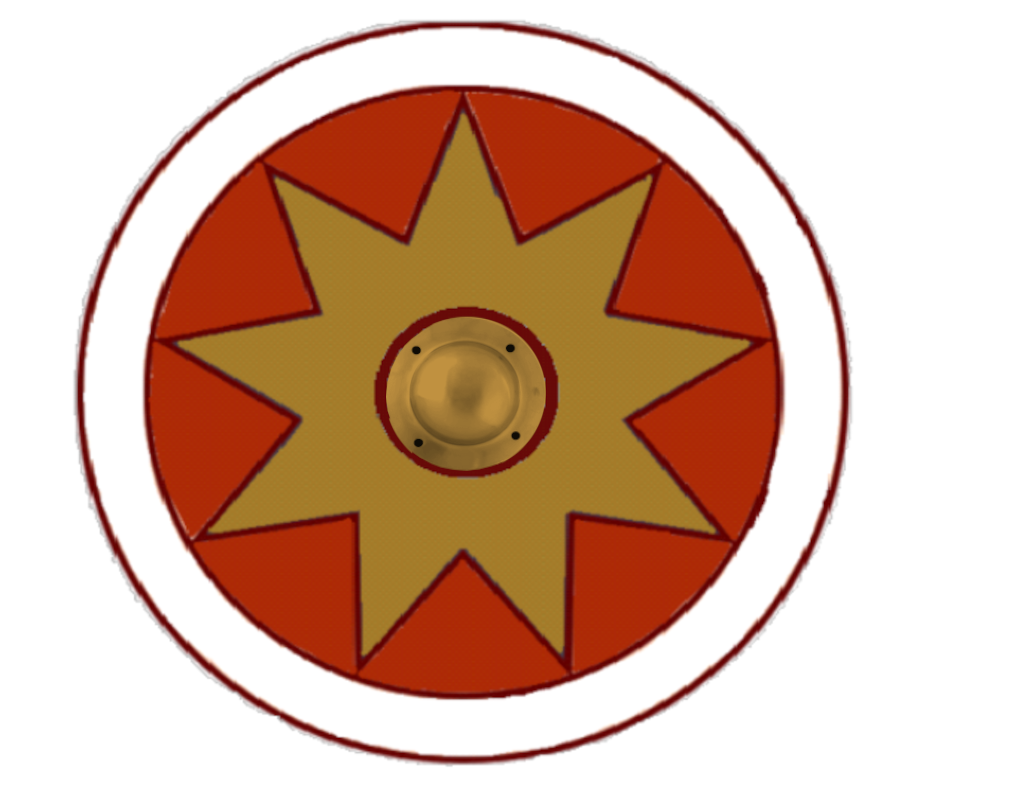
In der ND Occ. überliefertes Schildzeichen der Lanciarii Lauriacenses

Die allgemeinen Lebensumstände an der Donaugrenze waren bis zum Ende des 4. Jahrhunderts zwar noch erträglich geblieben; aber die kontinuierliche Reduzierung der Grenzeinheiten aufgrund ständig aufflammender innerrömischer Auseinandersetzungen oder Abwehrkämpfe gegen die transdanubischen Einwanderer ließ schließlich überall den Fernhandel und den Münzgeldumlauf zusammenbrechen. Es gibt dennoch einige Hinweise darauf, dass die römische Donauarmee erst nach dem Ende der Hunnenbedrohung rapide an Substanz verlor. Die weströmische Zentralgewalt verlor immer mehr an Einfluss und Gestaltungskraft in den Provinzen, was deren fortschreitende Emanzipation vom politischen Zentrum und eine zunehmende gesellschaftliche Militarisierung (zumindest in den Grenzprovinzen) bedeutete. Hinzu kam eine verstärkte Personalisierung des militärischen Kommandos, so dass die Loyalität der Truppen in erster Linie ihrem jeweiligen Kommandeur galt. Der Großteil der Provinzialen, darunter viele Veteranen, lebte nun fast ausschließlich von der Landwirtschaft, sie verelendeten im Laufe des 5. Jahrhunderts immer mehr. Im Laufe dieses Jahrhunderts war Noricum auch wiederholt Schauplatz von Völkerbewegungen und den damit verbundenen Kampfhandlungen, die schließlich zum völligen Kollaps der römischen Herrschaft über den Ostalpenraum führten. Zwischen 400 und 476 wechselten sich insgesamt 23 Kaiser und Usurpatoren auf dem weströmischen Kaiserthron ab; in diesem Chaos konnten sich am Ende nur zwei Machthaber über eine längere Zeit in Italien behaupten, Odoaker (476–493) und sein Nachfolger Theoderich (493–526), was zu einer längerfristigen Stabilisierung des spätantiken Herrschaftssystems führte.
Im ersten Viertel des 5. Jahrhunderts dehnten die Hunnen zunächst ihren Machtbereich bis an die Grenze von Noricum aus. Archäologische Untersuchungen in norischen Kastellen brachten unter anderem zutage, dass der Münzumlauf schon kurz nach 400 fast überall, mit Ausnahme Lauriacums, abbrach. Vermutlich konnte der kaiserliche Hof in Ravenna seine Grenzsoldaten nicht mehr regelmäßig bezahlen. Im gleichen Jahr zerstörten westwärts ziehende Vandalen, Alanen und Markomannen mehrere Städte der Donauprovinzen, wovon Brandschichten in Lauriacum und Iuvavum zeugen. Nur ein Jahr später zogen die Visigoten unter Alarich durch Pannonien und Noricum und fielen in Italien ein. Sie forderten von Kaiser Honorius (395–423) das „...ständig bedrohte und an Steuerertrag geringe...“ Noricum und Pannonien als Siedlungsland. Honorius lehnte ab, sie zogen deshalb nach 412 nach Gallien weiter, wo sie schließlich ihr eigenes Reich gründeten. In den Jahren zwischen 430 und 431 brach in Noricum ein Aufstand aus, der vom weströmischen Regenten, dem Magister militum Aëtius (435–454), blutig niedergeschlagen wurde. Auslöser war die viel zu hohe Steuerbelastung die den Provinzialen trotz vorangegangener Plünderungen durch die Alamannen auferlegt worden war. In der Regierungszeit von Valentinian III. (425–455) wurden die Donauprovinzen neuerlich zum Aufmarschgebiet von Goten, Hunnen und Vandalen. In den Fundspektren dieser Provinzen lassen sich deswegen ab 433 vermehrt fremde Trachtbestandteile und nichtrömische Keramik nachweisen. Der Verlust des reichen Nordafrika an die Vandalen unter Geiserich im Jahr 439 zwang Aëtius, aus Geldmangel weitere Limitanei von der Nordgrenze zum Schutz Italiens abzuziehen. Da dadurch die Provinz- und Militärverwaltung nicht mehr funktionierte und somit auch Nachschub sowie Sold ausblieben, war der norische Limes obsolet geworden.
Nach einer Niederlage gegen eine Koalition aus Foederaten und Römern in der Schlacht auf den Katalaunischen Feldern (Gallien) im Jahr 451, zog Attila zunächst nach Norditalien, entschloss sich aber bald zur Rückkehr nach Pannonien. Er starb 453, woraufhin sein Reich rasch zerfiel. Noricum ripense blieb zwar (im Gegensatz zu Pannonien und Rätien) formal noch römisch, die dort noch ansässigen Provinzialen hatte aber ständig Repressionen und Überfälle von Ostgoten, Herulern und Sueben zu erdulden. Nur zu den im nördlichen Niederösterreich – vermutlich seit 400 – als Foederati angesiedelten Rugiern hatte man ein etwas besseres Verhältnis. Im Allgemeinen herrschten aber auch dort für die Romanen höchst unbefriedigende Zustände (res ambiguae), da die Rugier regelmäßig hohe Tributzahlungen von ihnen einforderten. Verwaltung, Heeresorganisation und Disziplin verfielen nun auch im übrigen Westreich sehr schnell, denn die Kassen Ravennas blieben weiterhin leer. Trotzdem hielten bis zu dieser Zeit sicher noch einige reguläre Grenzeinheiten ihre Stellungen. Ihre Zahl reichte aber wohl nicht einmal annähernd an die in der Notitia dignitatum Occ. angegebenen Einheiten des norisch-pannonischen Dux heran. Nur eine Handvoll versprengter Soldaten (wohl meist germanische foederati) versahen am Ende noch ihren Dienst in einigen norischen und rätischen Kastellen, in Favianis, Comagena, Lauriacum und Batavis nachweislich bis zur Mitte des 5. Jahrhunderts. Mit dem Verschwinden des römischen Grenzheeres konnte Noricum ripense als territoriale Einheit nicht weiterbestehen.

### Das Ende des norischen Limes
„Nach dem Tod des Hunnenkönigs befanden sich die beiden pannonischen Provinzen und die übrigen Länder an der Donau in einem Zustand ständiger Unsicherheit.“ Mit diesem Satz beginnt die mit Abstand wichtigste Schriftquelle für die Endzeit der römischen Herrschaft in Österreich. Um die Mitte des 5. Jahrhunderts (453) tauchte ein Kleriker – vermutlich adeliger Abstammung – namens Severin in Noricum auf. Er ließ sich in Favianis nieder, gründete vor dessen Mauern ein Kloster und in einem von der Armee aufgegebenen Burgus – Ad Vineas („an den Weinbergen“) – eine Einsiedelei. Durch seine von Eugippius verfasste Lebensbeschreibung (Vita Sancti Severini, ca. 465 – ca. 533 n. Chr.) ist man trotz der oft legendenhaft überhöhten Ausschmückung seiner Taten doch recht gut über die politischen Vorgänge, aber auch über die damalige soziale und wirtschaftliche Situation in Noricum und dem östlichen Rätien unterrichtet. Die Schäden durch die ständigen Plünderungen und Verwüstungen konnten schlussendlich nicht mehr wettgemacht werden, was einen wirtschaftlichen Zusammenbruch zur Folge hatte, da der römische Staat eine zentrale Rolle bei der Aufrechterhaltung der damaligen ökonomischen Strukturen einnahm. Severin nahm sich nicht nur der Linderung der Alltagsprobleme der hiesigen Romanen an, sondern war auch bei Verhandlungen mit den Germanen, hier vor allem mit den Rugierherrschern, federführend. Besonders die Bewohner der römischen Siedlungen in der östlichen Raetia prima und dem westlichen Noricum ripense waren damals fast ständigen Übergriffen plündernder Germanenstämme (Alamannen, Thüringer, Heruler) ausgesetzt.
Severin organisierte daraufhin die geordnete Abwanderung fast der gesamten romanischen Bevölkerungsgruppe zwischen Quintanis (Künzig), Batavis (Passau) und Lauriacum (Enns) in die letzte verbliebene römische Enklave um Favianis. Nur unter dem Schutz der – unzuverlässigen – Rugier konnten die Provinzialen dort noch relativ unbehelligt leben. Nach dem faktischen Ende Westroms, 476, wurde das von Flaccitheus gegründete Rugierreich vom neuen Machthaber in Italien, Odoaker, zwischen 487 und 488 in zwei Feldzügen zerschlagen. Durch Verträge und Kriege konnte Odoaker seinen Machtbereich noch weiter ausdehnen. Daraufhin ermutigte Konstantinopel den König der Rugier Feletheus zu einem Feldzug gegen Odoaker, doch bevor das Vorhaben ausgeführt werden konnte, rückte der Comes Pierius im Winter 487 in Rugiland ein. Feletheus und seine ostgotische Gemahlin Giso, eine Amalerin und Cousine König Theoderichs, wurden gefangen genommen und 487 in Ravenna enthauptet. Im darauffolgenden Jahr unterwarf Odoakers Bruder Hunulf auch die Rugier in Noricum. Die sich nicht beugen wollten, unter ihnen Fredericus, der Sohn des rugischen Königspaars, flohen nach Mösien zu den Ostgoten Theoderichs. Damit war auch die Zeit für einige der norischen Romanen gekommen die die Rugier bis zuletzt unterstützt hatten. Die norischen Provinzialen waren für die hier um die Vorherrschaft ringenden Regionalmächte eine zu wertvolle Arbeitskraft- und Handwerkerressource, um sie einfach sich selbst zu überlassen. Daher befahl Odoaker 488 ihre Evakuierung nach Italien, um so vor allem einer neuen germanischen Reichsbildung die wirtschaftliche Grundlage zu entziehen und um sie dort in weitgehend entvölkerten Regionen neu anzusiedeln. Viele von ihnen leisteten seiner Anordnung wohl Folge und fanden in Süditalien, im Umland der Stadt Neapel, eine neue Heimat.

### Poströmische Zeit
Nach ihrem Abzug kam es auf dem Gebiet des heutigen Österreich zu einem Kulturbruch. Einige der „Romani“ blieben jedoch zurück und hielten weiter an ihren christlich-römischen Traditionen fest, haben jedoch kaum archäologische Spuren hinterlassen. Noch in karolingischen Urkunden werden sie unter diesem Namen in den Donauländern erwähnt. Die römisch-katholische Kirche avancierte im Westen zum Kulturträger zwischen den Zeitaltern, sie rettete die Schriftlichkeit und städtische Lebensgewohnheiten ins anbrechende Mittelalter und stellte die Kontinuität der kirchlichen Einrichtungen sicher. Seit 468 hielten sich die Ostgoten im Süden Noricums auf. Sie wurden vom oströmischen Kaiser Zenon in Marsch gesetzt um die Herrschaft Odoakers zu beenden. 473 belagerten sie zunächst Teurnia, das sich aber freikaufen konnte. Der Abzug der Ostgoten verringerte jedoch den intensiven Kontakt mit Italien. Binnennoricum erlebte unter König Theoderich nach 493 noch einmal eine kurze Blütezeit. Als im Laufe dieses Jahrhunderts erst die Bajuwaren von Westen und später die Awaren und Slawen aus dem Osten in das Gebiet der ehemaligen Provinz einwanderten, fielen diesen Kämpfen auch die letzten bewohnten Römerstädte im heutigen Österreich zum Opfer. Das Mostviertel geriet in den Einfluss des Langobardenreiches und wurde auch zum Aufmarschgebiet für andere gentile Verbände. Um 630 gehörte das westliche Niederösterreich zum kurzlebigen Slawenreich des Samo.
Die Awaren standen ziemlich sicher noch nicht im heutigen Mostviertel; betrachten aber das Gebiet wohl als ihrem Machtbereich. Zwischen 711 und 712 verwüsteten sie Lorch und sein Umland. In diesem Zusammenhang folgt die erstmalige Erwähnung der Enns als Westgrenze des Awarenreiches. 782 erscheinen erneut awarische Reiter am Ufer der Enns, richten aber keine nennenswerten Schäden an. Das Gebiet östlich des Flusses war damals wohl eine weitgehend menschenleere Pufferzone. Die baierisch-karolingischen Machthaber sahen es als limes certus („sichere Grenze“) an und bezeichneten das ehemals norische Gebiet zwischen Enns und Wienerwald als „Awarenland“ (avaria). Ab dem späten 8. Jahrhundert etablieren sich Herrschaftsverbände aus Adeligen und kirchlichen Gefolgschaften, nun waren personelle und nicht mehr institutionelle Bindungen vorrangig. Dass im 5. Jahrhundert nicht alle Romanen Noricum verlassen haben, lässt sich auch im Salzburger Verbrüderungsbuch nachlesen, dort sind die Mitglieder des Klosterconvents aus der Zeit des Bischofs Virgil (700–784) aufgelistet, der sich zum großen Teil aus Romanen zusammensetzte, was bedeutet, dass der Katholizismus in diesem Teil Österreichs wohl noch auf die restromanische Bevölkerung zurückgeht. Im Mittelalter müssen zudem noch zahlreiche gut erhaltene Überreste der römischen Bauwerke sichtbar gewesen sein. Darauf deuten auch Flurnamen, die mit ihnen in Zusammenhang stehen oder auch in offiziellen Urkunden Erwähnung finden. Es wurde dort unter anderem vermerkt, dass etliche römische Relief- und Grabsteine in den Kirchenwänden eingemauert wurden. Chronisten erwähnen Überreste des Limes seit dem 13. Jahrhundert in ihren Aufzeichnungen. Die ersten antiquarischen Sammlungen, die zumeist Inschriftensteine umfassten, wurden im 15. Jahrhundert zusammengetragen.

## Truppen

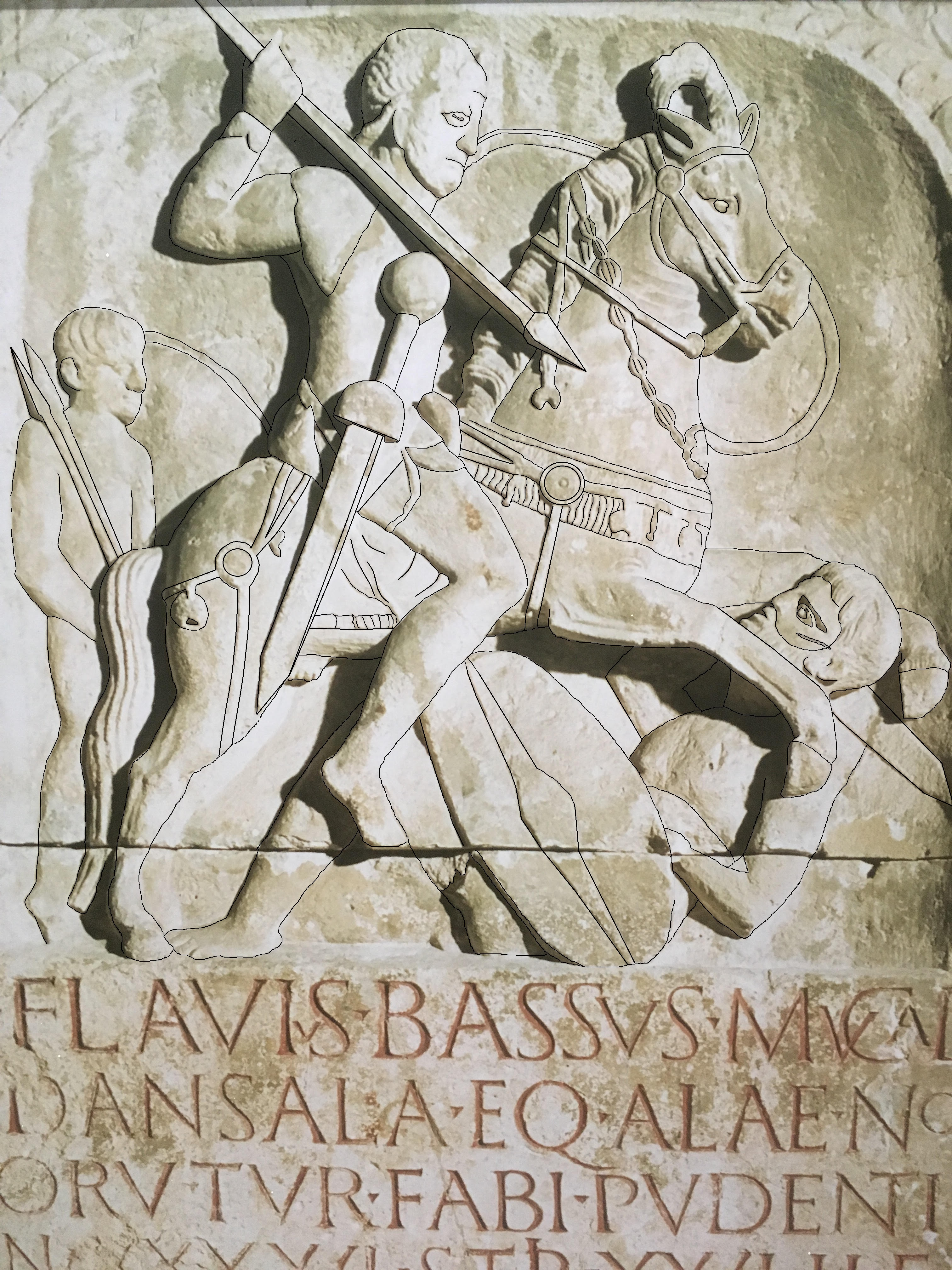
Grabstein des Titus Flavius Bassus, Hilfstruppenreiter der Ala Noricorum, 70–96 n. Chr. (Römisch-Germanisches Museum, Köln)

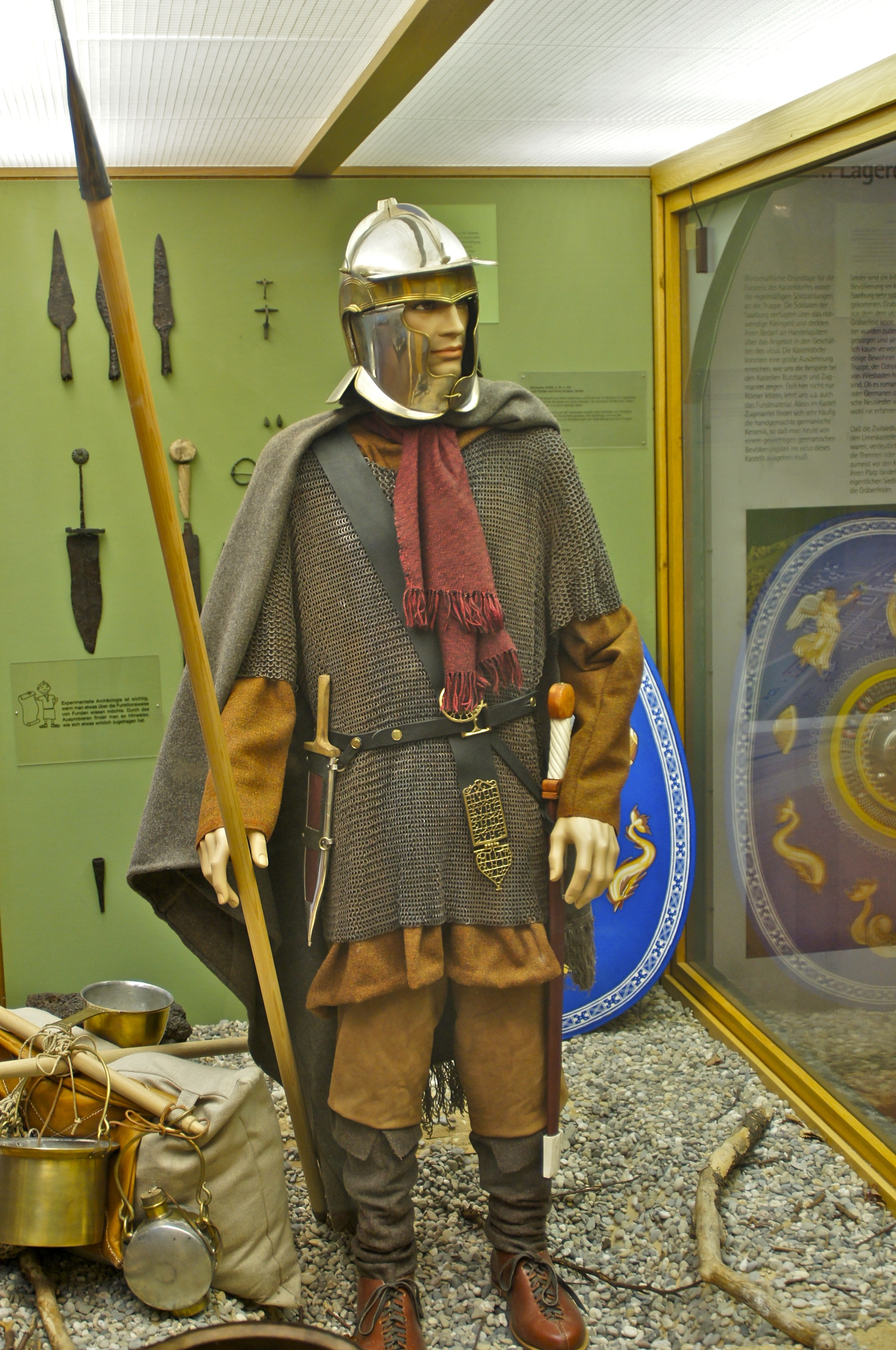
Ausrüstung eines Auxiliarsoldaten im 3. Jahrhundert (Figur im Kastell Saalburg)

Soldaten der römischen Armee kamen nicht nur für den Wachdienst, sondern auch beim Großteil der öffentlichen Bautätigkeiten (zum Beispiel Errichtung von Straßen und Brücken, Ziegelproduktion) zum Einsatz. Reiter und Fußsoldaten, Veteranen und die Angehörigen der diversen Einheiten sind in vielen Fällen inschriftlich durch Militärdiplome, Weih-, Bauinschriften und Grabsteine am norischen Donaulimes nachzuweisen. In der Frühzeit der römischen Herrschaft waren in Noricum noch keine Legionen stationiert (provincia inermis). Der Statthalter verfügte nur über Auxiliareinheiten, die wohl anfangs auch noch norische Kavallerie umfasste (Exercitus Noricus). Diese Bezeichnung findet sich erstmals als Reverslegende auf einem Sesterz aus der Zeit Hadrians. Die illyrische Heeresleitung stationierte ihre Truppenkontingente anfangs hauptsächlich im Provinzhinterland, hier vor allem entlang der Fernstraßen, die zur Donau führten. Dadurch konnten sowohl rebellische Stämme kontrolliert als auch die Einfallsrouten für potentielle Invasoren abgesichert werden. So wird eine Cohors I Montanorum im frühen 1. Jahrhunderts am Magdalensberg angenommen. Einige dieser Einheiten, die später in allen Teilen des Römischen Reiches auftauchen, deuten auf eine ursprüngliche Aufstellung römischer Hilfstruppen im alpinen bzw. norischen Raum hin – wie eben verschiedene cohortes montanorum oder sowohl eine Ala als auch eine Cohors I Noricorum sowie eine Reihe von Cohortes Alpinorum. Diese setzten sich aus Provinzbewohnern ohne Bürgerrecht zusammen. Für das Vierkaiserjahr 69 überliefert Tacitus für Noricum neun Auxiliareinheiten, davon acht Kohorten und die Reiter der Ala I Hispanorum Auriana. Seit der Mitte des 1. Jahrhunderts wurden die Truppen schrittweise an den Limes abkommandiert. Ab der flavischen Zeit kann man von einer ersten Verteidigungslinie sprechen, die bis zur Regierungszeit Hadrians massiv ausgebaut wurde. Die schlagkräftigsten Grenztruppen wurden aber zum größten Teil in der mehr exponierten Nachbarprovinz Pannonien konzentriert. Norische Soldaten taten auch nachweislich bei der Prätorianergarde in Rom Dienst.
In der Verteilung der Streitkräfte auf die zwölf norischen Lager spielten hauptsächlich strategische Überlegungen eine Rolle. Als besonders gefährdet wurden offensichtlich das Linzer Feld, das Tullnerfeld und das Wiener Becken angesehen, hier war etwa die Hälfte aller römischen Stützpunkte am österreichischen Donaulimes und mit einer Sollstärke von etwa 17.000 Mann auch ein Großteil der norischen Grenztruppen versammelt. In unübersichtlichem, schwierigem Gelände setzte man bevorzugt Infanteriekohorten (Cohors) ein, die Ebenen sowie die Stützpunkte an den bedeutenden Straßenverbindungen, weisen eine hohe Konzentration von Reitertruppen (Alae) oder von gemischten Einheiten (Cohors equitata) auf. Da es als Quelle nur drei relevante Militärdiplome gibt, gestaltet sich die Zusammensetzung der Provinzarmee etwas unübersichtlich. Insgesamt sind aus ihnen zehn Auxiliareinheiten für Noricum bekannt geworden. Tacitus gibt in seinen Historiae (Buch III, Kapitel 5) an, dass der exercitus Noricus im Jahr 69 n. Chr. aus einer Ala und acht Kohorten bestand. dürften in Noricum zwei oder drei Alen und sechs bis neun Kohorten mit insgesamt 5000 Mann gestanden haben, darunter sicher schon die Ala I Commagenorum, wahrscheinlich auch die Ala I Augusta Thracum. Während der Zeit des Hadrian wurde das Provinzheer wieder umorganisiert und bestand jetzt aus drei Alen – aus Britannien wurde zwischen 131/134 n. Chr. die Ala I Pannoniorum Tampiana millaria hierher verlegt – und fünf Kohorten (Cohors I Asturum, Cohors II Batavorum miliaria, Cohors V Breucorum, Cohors I Aelia Brittonum miliaria und Cohors I Flavia Brittonum miliaria). Mit der unter Hadrian eingeführten Praxis der Ergänzung der Soldaten (miles gregarius) aus ihrer Provinz konnten sie nicht nur durch Jungmännerbünde (collegium iuventutis) auf den Militärdienst bereits vorbereitete Rekruten zurückgreifen, sondern später auch zur neuen Heimat für deren Veteranen werden. Damit entstanden Familien mit langer militärischer Tradition, die sich auf Grabsteinen oft über vier oder fünf Generationen nachverfolgen lassen.
Als strategische Reserven dienten ab dem 3. und 4. Jahrhundert zwei Legionen. Legions-, Flotten- und Hilfstruppeneinheiten wurden von den jeweiligen Statthaltern befehligt. Im 3. Jahrhundert dürften die Provinzstreitkräfte noch aus einer Legion, drei Alen und wahrscheinlich bis zu sieben Kohorten bestanden haben, darunter möglicherweise auch eine Cohors Maurorum. Einschneidende Veränderungen brachten die Markomannenkriege von 166 bis 180 n. Chr. Kurzfristig sind zwei weitere Reitertruppen, die Ala Antoniana und die Ala celerum nach Noricum versetzt worden. Danach wurden sie mehr und mehr durch Abkommandierungen von Vexillationen seiner besten Soldaten und Reiter an andere Kriegsschauplätze verringert. Diese kehrten danach meistens nicht mehr in ihre früheren Garnisonen zurück. Gallienus (259–268) zog schließlich alle Reiterverbände ab, darunter die Ala Commagenorum millaria sagittaria aus Tulln, um mit ihnen bei Mediolanum (Mailand) eine mobile Kriseninterventionsarmee aufzustellen. Damit beraubte er die Limestruppen ihrer Offensivkräfte und degradierte sie zu reinen Grenzwachen. Die Reiter wurden später unter Diokletian (284–305) als equites promoti zurück an den Limes beordert, der das alte Konzept der Provinzheere wiederaufleben ließ. Er stationierte dort auch neu aufgestellte (allerdings personell stark verkleinerte) Legionen.

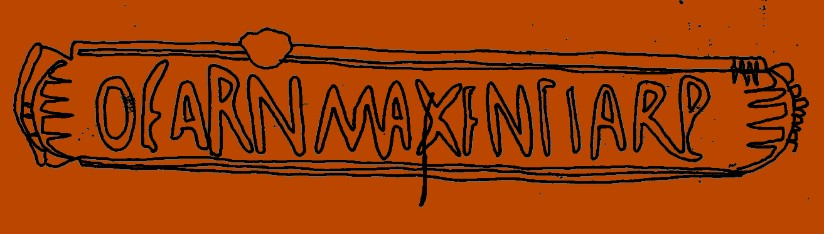
Ziegelstempel in Form einer Tabula ansata der OFARN-Gruppe (OFARNMAXENTIARP), gefunden im Kreuzgang des Stiftes, geliefert möglicherweise von den Norischen Hilfstruppen, hergestellt unter Aufsicht des Maxentius kurz nach Mitte des 4. Jahrhunderts n. Chr.

Nach den Militär- und Verwaltungsreformen im 3. Jahrhundert wurden die Grenztruppen in kleinere bewegliche Truppeneinheiten im Hinterland (Comitatenses) und stationäre Einheiten am Limes (Limitanei bzw. Ripenses) geteilt. Im Ernstfall wurden aber immer wieder die besten Kämpfer der Ripenses als Pseudocomitatenses der mobilen Feldarmee zugeteilt und das Grenzheer damit weiter geschwächt. Die alten Alen- und Kohortennamen verschwinden großteils zu diesem Zeitpunkt und die stark reduzierten Legionsbesatzungen werden auf mehrere Kastelle verteilt. Ein Dux befehligte in Personalunion nun auch die vorher eigenständigen Einheiten des oberpannonischen Heeres. In außergewöhnlichen Krisenfällen wurde ein Comes zum Oberbefehlshaber aller an der oberen und mittleren Donau stationierten Truppen ernannt. Diese Heerführer werden – samt ihren Einheiten und Stationierungsorten – in der Truppenliste eines Staatsalmanaches vom Ende des 3. Jahrhunderts n. Chr., der Notitia dignitatum, überliefert, die norisch-pannonische Liste gibt wahrscheinlich den Stand der Jahre zwischen 375 und 378 wider. Sie sind der letzte schriftliche Nachweis für die am norischen Limes stationierten Truppen. Auch die „Barbarisierung“ des römischen Heeres schritt immer weiter voran. Das Militär alter Prägung verschwand. An seine Stelle traten nun verschiedene, durch Bündnisverträge verpflichtete gentile Gemeinschaften (Foederati) die nun für Rom die Grenze verteidigen sollten. Ihre Ernährung, Gebrauchsgüter des tgl. Bedarfs und teilweise auch die Besoldung mussten von der Zivilverwaltung aufgebracht werden. In Traismauer gemachte Befunde lassen annehmen, dass dort im 5. Jahrhundert germanische Foederaten siedelten und gegen Ende des Jahrhunderts wieder abwanderten. In Klosterneuburg wurden zahlreiche spätantike Ziegelstempel der OFARN-Gruppe [OF]ficinia [A]uxiliares [R]ipenses [N]orica = „Verwaltung der Norischen Grenztruppen“ gefunden. Die OFARN-Stempel lassen sich in die Zeit der Herrschaft der Kaiser Constantius II. (337–361) und Valentinian I. (364–375) datieren. Da sich die Stempelabkürzungen AR, ARN bzw. ARAN einstweilen jedoch nicht eindeutig erklären lassen, bleiben die bisherigen Übersetzungsvorschläge spekulativ.
Noricum mediterraneum scheint außer den Wachen (Vigiles) in den größeren Städten und an Straßenposten (Benefiziarier) über keine stehenden Truppen verfügt zu haben. Militaria sind dort vor allem aus dem Heiligtum am Frauenberg (bei Leibnitz), bekannt geworden. Für die spätantike Siedlung auf dem wenige Kilometer westlich von Flavia Solva gelegenen Berg wird daher eine kleinere militärische Besatzung angenommen.

### Oberkommando
Als Statthalter oder Procurator, welcher die höchste militärische, zivile und richterliche Instanz in Noricum verkörperte, wurden im 1. Jahrhundert Angehörige aus dem Ritterstand (equites) zum procurator Augustorum provinciae Noricae, eingesetzt. Deren Titulatur wurde aber später noch öfters abgeändert. Sie gehörten der Rangklasse der ducenarii an. Es ist wahrscheinlich, dass in der Frühzeit der Provinz ein hoher Offizier die norischen Truppen befehligte der noch dem Legionslegaten in Carnuntum unterstellt war. Mit Verlegung der Legio II Italica in die Provinz richtete auch der Statthalter im 3. Jahrhundert seinen Sitz in das Lager von Lauriacum ein. Die Prokuratoren wurden nun durch die dem Senatorenstand entstammenden Legati ersetzt. Diese übernahmen für gewöhnlich in denjenigen Provinzen, in denen eine Legion stationiert war, auch die Agenden der Zivilverwaltung. Ihre Amtsbezeichnung lautete legatus Augustorum (auch Augusti) pro praetore provinicae Noricae. Ihnen standen sechs Stabsoffiziere zur Seite, die Tribunen, fünf aus dem Ritter-, einer aus dem Senatorenstand. Kaiser Gallienus (259–268) entfernte im Zuge seiner Militär- und Verwaltungsreformen die Senatoren aus der Kommandoebene der Legionen. Die neuen, nun wieder dem Ritterstand entstammenden Statthalter amtierten als agentes vices praesidis. Sie waren ursprünglich die Stellvertreter der senatorischen legatii gewesen und führten das Rangprädikat vir perfectissimus. Das Kommando über die norische Legion wurde von einem Praefectus übernommen (praefectus legionis).

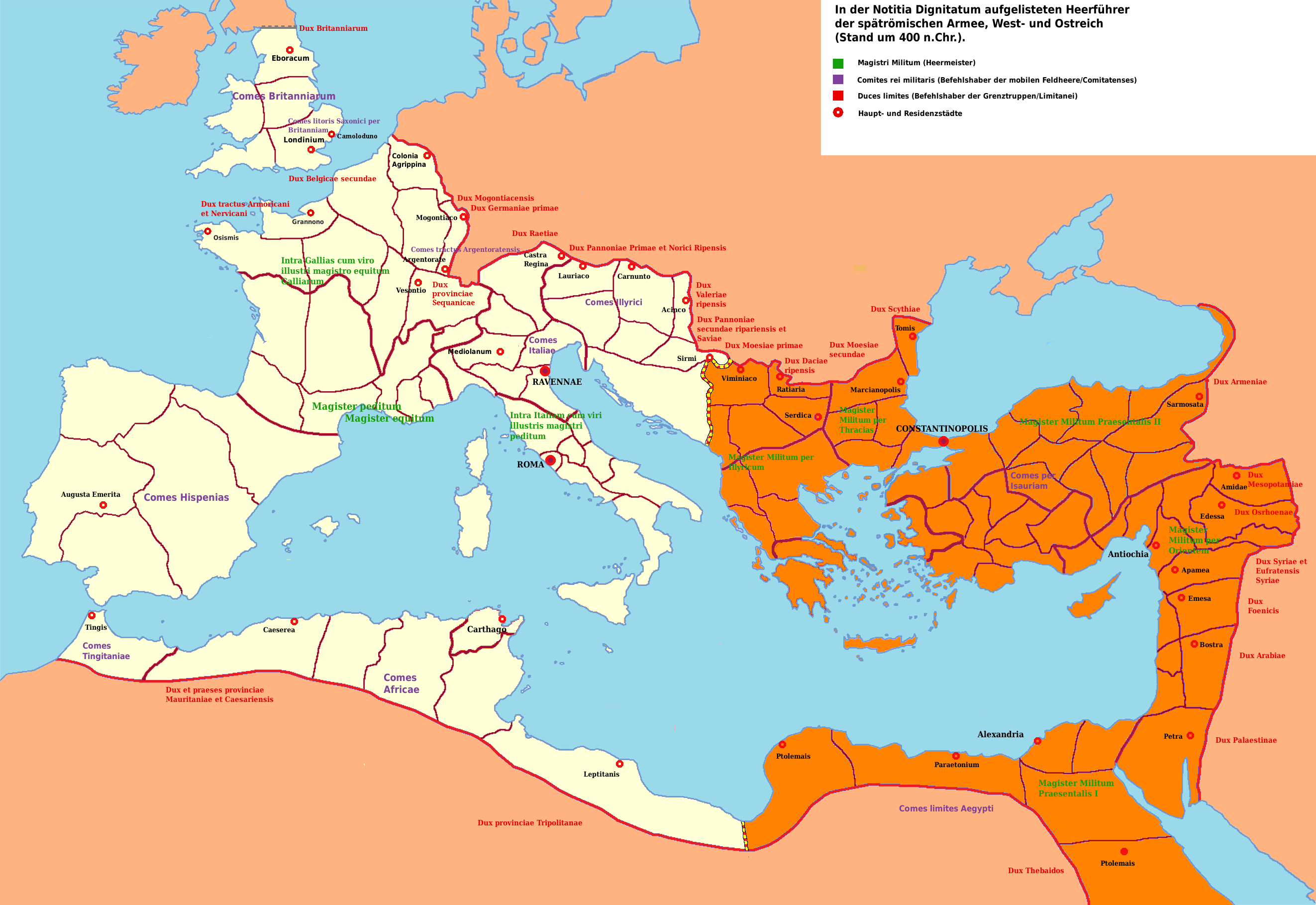
Befehlshaber der Comitatenses und Limitanei im 5. Jahrhundert

Das Provinzheer stand im frühen 4. Jahrhundert zunächst noch unter dem Kommando des Statthalters, des Praeses provinciae Norici ripensis, nur wenig später ging es aber wohl auf eines hiefür neu ernannten Abschnittsgeneral, dem Dux provinciae Norici ripense, über. Ab den 390er Jahren wurde ein neues, provinzübergreifendes Dukat geschaffen und duces, später auch comites (Rangprädikat vir spectabilis) zu Befehlshabern der norischen und oberpannonischen Provinzstreitkräfte ernannt. Die Comitatenses, Ripenses und Liburnari in Noricum ripense und der Pannonia prima standen jetzt unter dem Befehl eines gemeinsamen Heerführers, dem Dux Pannoniae Primae et Norici Ripensis. Seine Titulatur berücksichtigte wohl die lange Eigenständigkeit der norischen Truppen. Die meisten der unter Diokletian neu geschaffenen Provinzen waren zu klein, um genügend große Einheiten aufstellen und auch unterhalten zu können. Sie verloren damit auch als Militärsprengel an Bedeutung, da die neuen mobilen Feldarmeen überregional operierten. Die militärisch zunehmend prekärer werdende Situation im Alpen- und Donauraum erforderte im frühen 5. Jahrhundert zeitweise auch die Einsetzung eines Comes Illyrici und damit die Ausweitung des Oberkommandos auf ganz Illyrien (Dalmatien, Noricum, Rätien, und die pannonischen Provinzen).

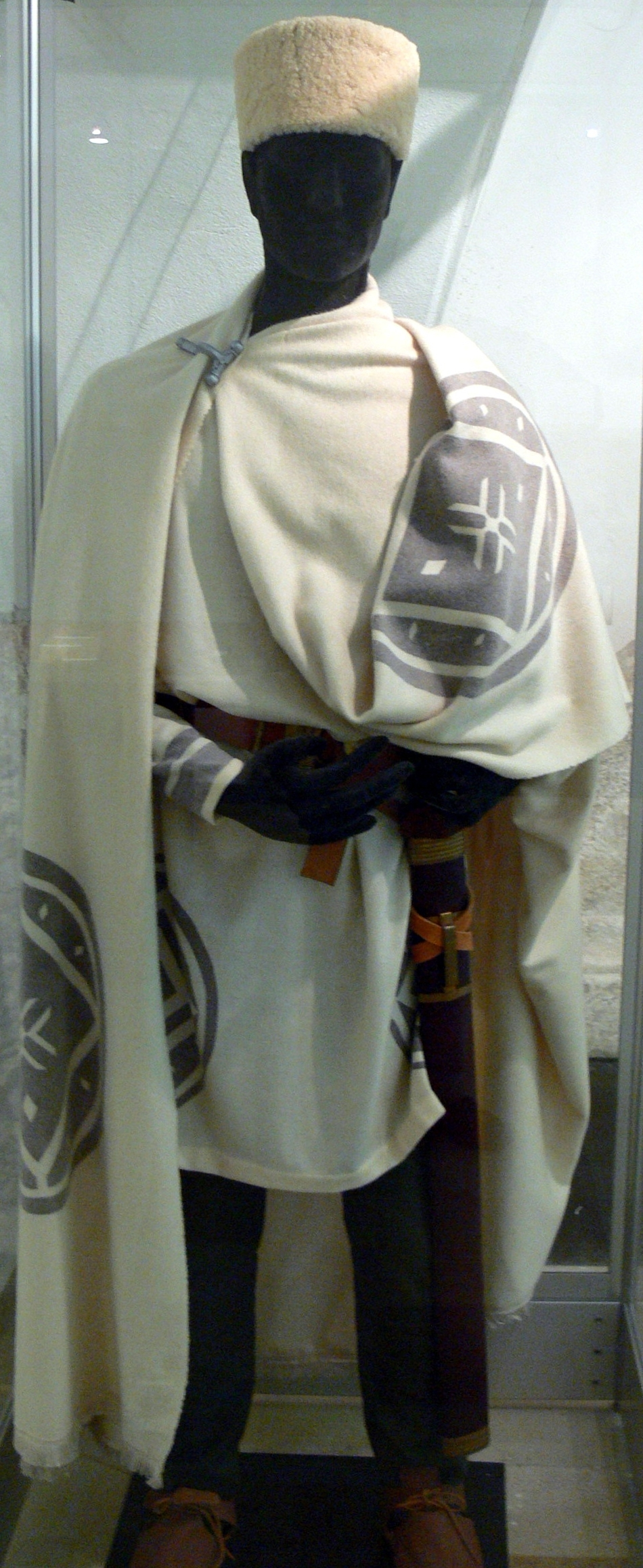
Figur eines spätrömischen Offiziers des 5. Jahrhunderts, Museum Lauriacum

Der oströmische Geschichtsschreiber Priskos berichtet um die Mitte des 5. Jahrhunderts (448/449) von einer Gesandtschaft norischer Würdenträger am Hof des Hunnenkönigs Attila, die vom Magister militum und Regenten im Westen, Aëtius, dorthin beordert worden waren. Einer von ihnen, Promutus (auch Primotus), wird als „Leiter des Landes der Noriker“ (noricae regionis praefectus) bezeichnet, der andere, Romanus, als „Anführer der Heerschar“ (militaris ordinis ductor). Interpretiert man Priskos richtig, so muss Promotus ein Praeses (Binnen- oder Ufernorikum?) und Romanus dann folgerichtig der Dux der ufernorischen Grenztruppen gewesen sein. Da anzunehmen ist, dass Aëtius alle hohen norischen Amtsinhaber zu Attila befohlen hatte, war das Amt des ufernorischen Praeses zu dieser Zeit entweder vakant oder schon obsolet. Auch in der unterpannonischen Provinz Valeria hatte der dortige Dux in den Krisen des späten 4. Jahrhunderts die Zivilverwaltung übernommen, was wiederum ein Indiz dafür sein könnte, dass Romanus als Befehlshaber in Ufernorikum eingesetzt war. Priskos reiht Romanus in seiner Aufzählung nach traditioneller Rangordnung hinter Promotus, Romanus konnte demnach auch kein Comes (vir spectabilis) gewesen sein. Die Nennung von Romanus’ Namen nach dem des norischen Praeses, disqualifiziert ihn laut des Rangschemas der Notitia dignitatum aber auch als Dux, da die zivilen Statthalter am Kaiserhof als viri perfectissimi eingestuft waren und daher einem Dux (vir spectabilis) nachgeordnet waren. Romanus war also möglicherweise der im Status herabgesetzte und wohl auch in seinem Amtsbereich schon stark eingeschränkte Nachfolger des Dux Pannoniae I et Norici Ripensis, der, wie es scheint, nur mehr in Teilen von Ufernoricum das Sagen hatte. Aëtius hatte das weitgehend entvölkerte Oberpannonien 433 an die Hunnen abgetreten. Dies ist auch die letzte schriftliche Erwähnung norischer Amtsträger.

### Legionen

Ziegelstempel der Legio II Italica, gefunden in Wien

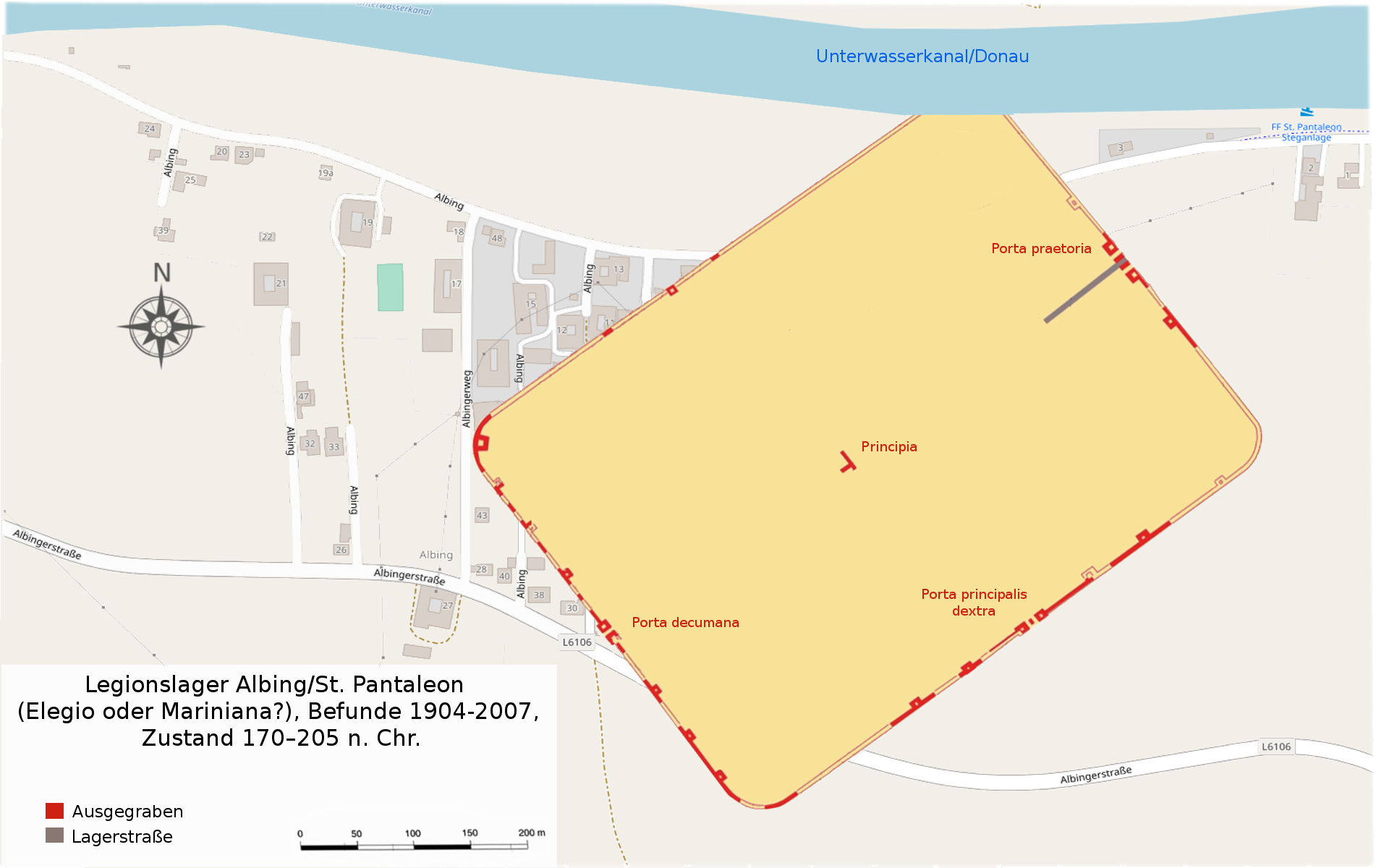
Albing: Befundskizze des Legionslagers (1904 bis 2007)

Da im Osten neben Vindobona auch im nahegelegenen Carnuntum ab dem 1. Jahrhundert ein Legionslager stand, wurde es für Noricum lange nicht für nötig befunden dort ebenfalls eine Legion zu stationieren. Deshalb verfügte die Provinz bis 200 über keine eigene Legionsbesatzung.
Rückgrat der Provinzarmee war die von Mark Aurel um 165 aufgestellte, rund 6000 Mann starke Legio secunda Italica, die zuerst in Lotschitz bei Celeia (Cluj), dann nach 170 im Lager von Albing lag und 205 unter Septimius Severus nach Lauriacum verlegt wurde. Die Legion stellte zusammen mit den Alen und Kohorten der Grenztruppen auch die Leibgarde des Statthalters, die singulares, stationiert in Lauriacum und Ovilava. Aber auch noch in anderen Teilen der Provinz waren ihre Angehörigen in Logistik-, Verwaltungs- und Kontrollämtern tätig. Durch den Zuzug von mehr als 6000 römischen Bürgern trug sie auch wesentlich zur Romanisierung der Provinz bei. Sie sicherten – auch mit Hilfe von Marineinfanteristen – die Ripa im westlichen Teil der norischen Donau. Die Legion war in der Spätantike – laut der Notitia dignitatum – auf drei Standorte aufgeteilt worden. Das Hauptquartier dürfte sich aber immer noch in Lauriacum befunden haben. Eine weitere Abteilung Soldaten stand in Lentia (Linz) und die Marineinfanterie in Ioviacum (Praefectus legionis secundae Italicae militum liburnariorum, Ioviaco, möglicherweise das Kleinkastell Schlögen). Ihre Spur verliert sich im späten 5. Jahrhundert.
Die Alamanneneinfälle zur Zeit Aurelians (270–275) veranlassten Kaiser Diokletian, die Truppen am Donaulimes massiv zu verstärken. Damit einher ging unter anderem die Stationierung der neu ausgehobenen Legio prima Noricorum in Ufernoricum. Diese rund 2000 Mann starke Legio zählte zu den Ripenses, bestand wahrscheinlich zum größten Teil aus Germanen bzw. Provinzialen und sollte den östlichen Teil des norischen Donaulimes (partis superioris) sichern. Ihre Soldaten wurden hauptsächlich als milites liburnarii (Marineinfanterie) eingesetzt. Diese Männer waren speziell für den Einsatz auf Liburnen (leichte Flusspatrouillenschiffe) ausgebildet. Sie war ab dem 4. Jahrhundert, laut der Notitia, in Favianis und in Ad Iuvense stationiert. Ihr Aufenthalt in Mautern gilt nach heutigem Wissensstand zumindest bis zur Herrschaft Valentinians I. (364–375) als halbwegs gesichert. Die Legion bestand wohl ebenfalls bis ins frühe 5. Jahrhundert.

### Hilfstruppen
Den täglichen Wach- und Kontrolldienst an den Grenzen übernahmen Einheiten minderen Ranges, die in den entlang der Grenze aufgereihten Kastellen untergebracht waren. Bis zur Stationierung der beiden Legionen setzte sich die Provinzarmee ausschließlich aus Reitereinheiten (Alae) und Cohors der Hilfstruppen (Auxilia) zusammen. Ihre Kohorten (Stärke 500 [quinquenaria] oder 1000 Mann [millaria]) bestanden entweder nur aus Infanterie (cohors peditata) oder waren gemischt, also aus Infanterie und Reitern zusammengesetzt (cohors equitata), Spezialeinheiten, wie zum Beispiel berittene Bogenschützen (sagittari) in Tulln und die Reiterei in Traismauer sicherten die Ebene des Tullnerfeldes. Ab dem 2. Jahrhundert kamen auch die sogenannten Numerieinheiten hinzu. Die Cohors quinquenaria und Reiteralen wurden in der Regel von einem Präfekten kommandiert, Cohors millaria von einem Tribunen. Als Stellvertreter eines Reiterpräfekten fungierte ein Dekurio. Aus den Auxiliaren wurden im 4. Jahrhundert die Ripenses (Uferwächter) gebildet. Sie können erstmals für das Jahr 325 nachgewiesen werden. Es ist jedoch nicht klar, wann diese neue Begriff für die an den großen Flüssen stationierten Grenztruppen tatsächlich aufkam. Sie müssen schon einige Zeit vorher im römischen Heer eingeführt worden sein.

### Flotte

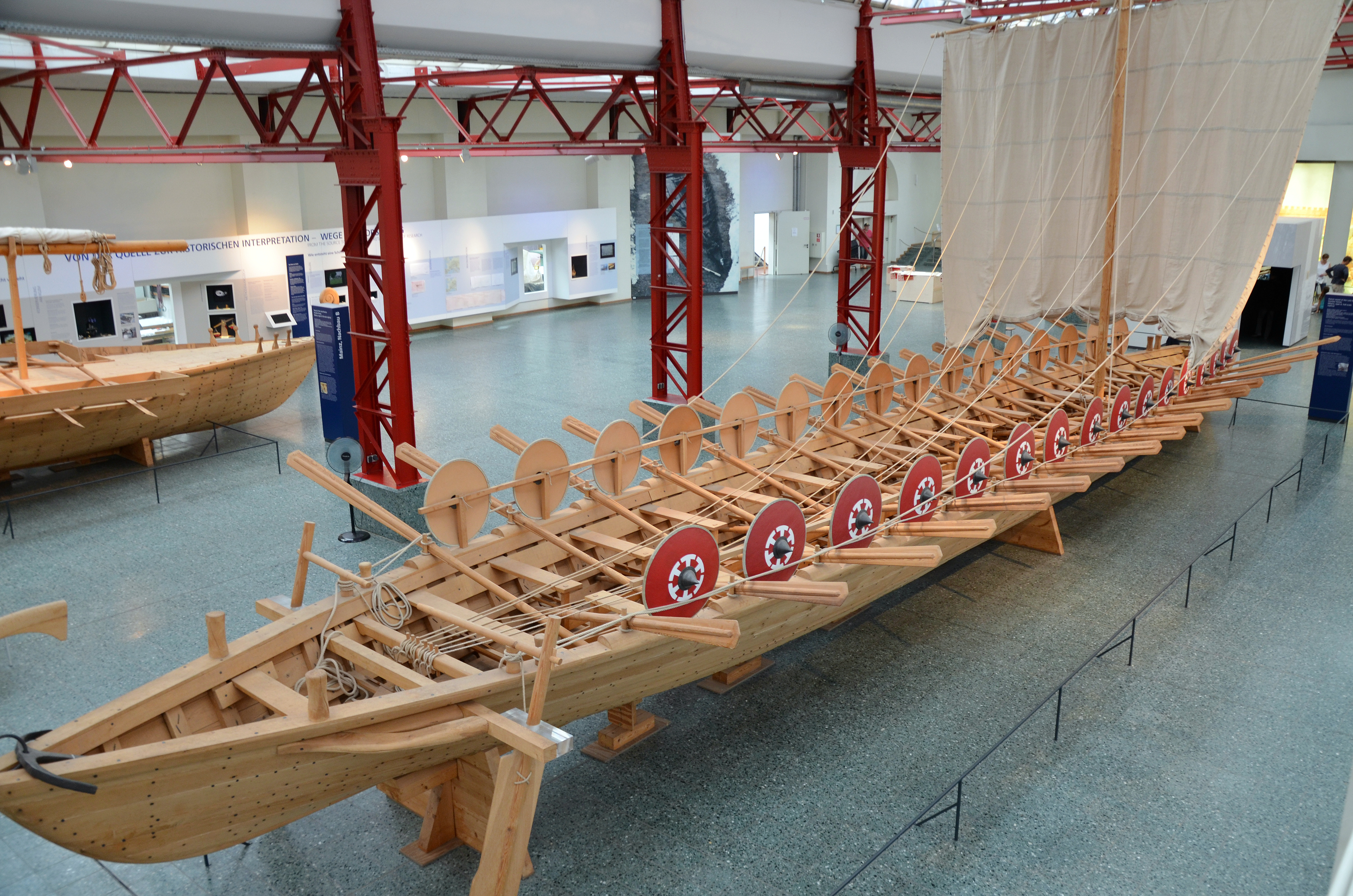
Rekonstruktion eines spätrömischen Patrouillenschiffs (Navis lusoria) im Museum für Antike Schifffahrt, Mainz

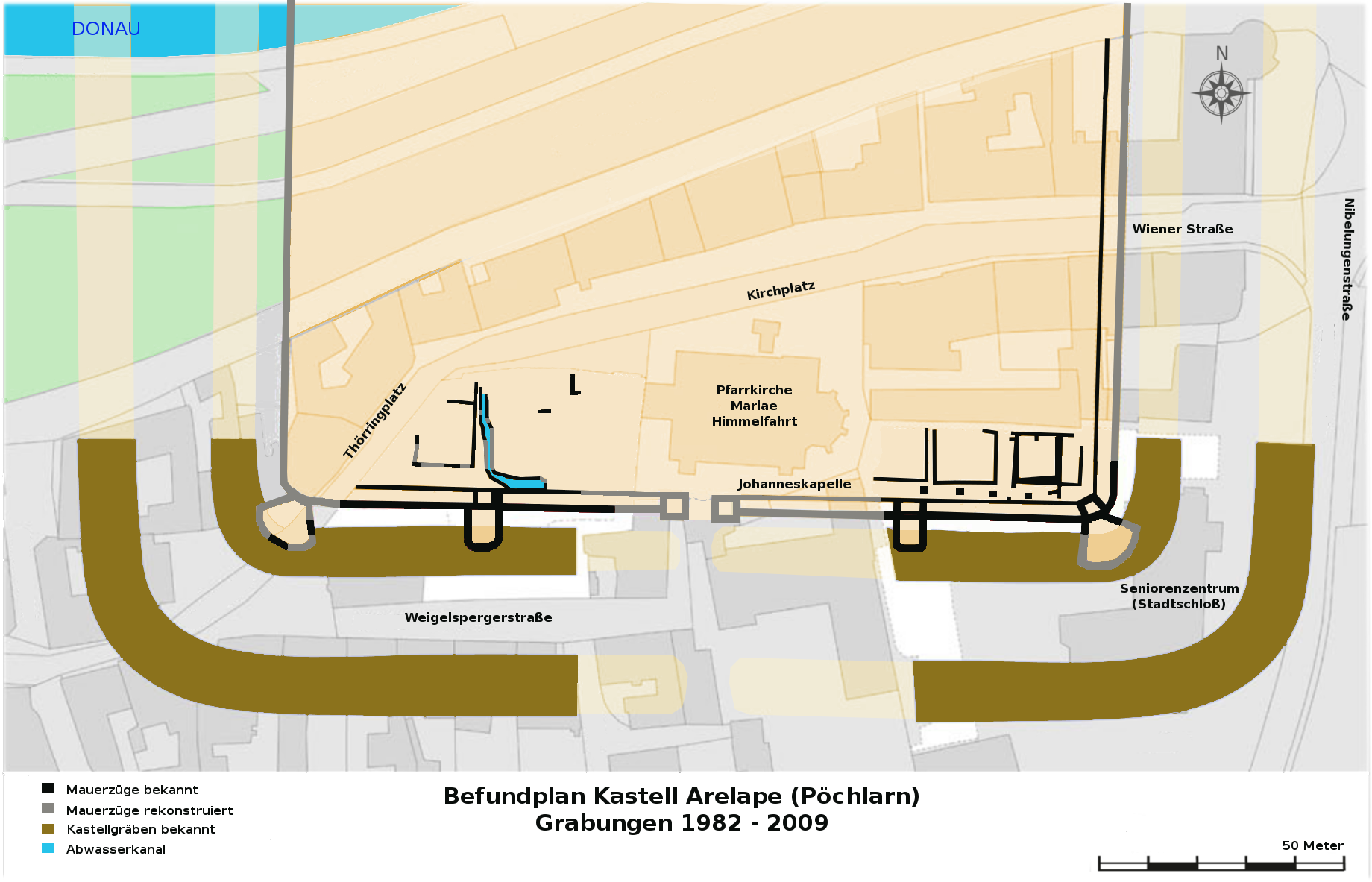
Pöchlarn (Arelape): Befundskizze des Kastell II (1982 bis 2009)

Eine weitere wichtige Teilstreitkraft für die Grenzüberwachung war die Classis Pannonica, die unter den flavischen Kaisern (69–96) gegründet worden war und mit veränderter Organisationsstruktur noch bis in das 5. Jahrhundert bestand. Die Flotte war nicht ausschließlich für die militärische Sicherung im Grenzgebiet tätig. Als Verkehrs- und Einfallsrouten eigneten sich auch viele der in die Donau mündenden Nebenflüsse, die es ebenfalls streng zu überwachen galt. Sie hatte daher auch diese schiffbaren Nebenflüsse freizuhalten und sollte garantieren, dass die Handelsrouten auf dem Wasser gefahrlos passierbar blieben. Daneben war sie noch für Transport- und Logistikaufgaben zuständig, die im Auftrag des Militärs durchgeführt wurden. Dazu zählte vor allem die Verschiffung von Baumaterial und Nachschubgütern. In Krisenzeiten hatten die Flottensoldaten als Brückenbaupioniere für einen sicheren Übergang der Landtruppen über die Donau zu sorgen. Es wird vermutet, dass ab der Mitte des 1. Jahrhunderts die gesamte Donaustrecke von Noricum, Pannonien und Moesien von ihren Patouillenschiffen (Liburnen) kontrolliert wurde, doch sind die diesbezüglichen Flottenstationen bisher wenig bekannt und untersucht. Die in Noricum und Pannonien stationierten Legionen verfügten ab der Spätantike offensichtlich über eigene Flottenabteilungen. Die Bestätigung hierfür liefert einmal mehr die Notitia dignitatum. Darin werden unter anderem für die Spätantike Legionen und ihre Garnisonsstandorte aufgelistet, die unter dem Oberkommando des norischen Dux standen. Bei einigen dieser Einheiten werden auch Liburnarii angegeben. Diese Marinesoldaten wurden nach ihren zillenartigen Booten (Liburnae) benannt. Ab dieser Zeit übernahmen wohl drei, nun den norischen Legionen unterstellte Flottillen (jeweils befehligt von einem Präfekten) diese Aufgaben. Dies waren die:
- Classis (Co)Maginensis in Tulln,
- Classis Arlapensis in Pöchlarn und die,
- Classis Lauriacensis in Enns/Enghagen.

Den Einheiten in Pöchlarn und Tulln fielen im Wesentlichen wohl der Schutz der Mündungen von Ybbs, Erlauf und Pielach sowie die Durchführung regelmäßiger Patrouillenfahrten auf der Donau zu. Möglicherweise wurde auch die Marineeinheit aus Tulln später ins günstiger gelegene Pöchlarn verlegt. Die in Enghagen stationierten Flottenangehörigen (liburnari) erfüllten wohl vorwiegend die Aufgaben von Pionieren und wurden ebenfalls für Patrouillen auf der Donau eingesetzt.

### Die Auflösung der Provinzarmee
Als Ursache dafür wird vom Chronisten der Severinsvita folgendes angeführt:
„Zur Zeit, als das römische Reich noch bestand, wurden die Soldaten vieler Städte für die Bewachung des Limes aus öffentlichen Mitteln besoldet (publicis stipendiis alebantur). Als diese Regelung aufhörte, zerfielen sogleich mit dem Limes auch die militärischen Einheiten.“
In der Spätzeit ihrer Herrschaft waren die weströmischen Regenten gezwungen einige der eingefallenen Barbarenstämme als Foederaten in den Reichsverband aufzunehmen. Nach dem Tod von Theodosius I. (379–395) wurden sie für ihre Dienste scheinbar nicht mehr mit Münzgeld entlohnt, sondern meist mit Siedlungsland in entvölkerten Landstrichen an der Grenze abgefunden, die sie dafür auch für Rom zu sichern hatten.
In Ufernoricum wurden kaum Münzen des 5. Jahrhunderts zutage gefördert, auch dort nicht, wo die Garnison oder Besiedlung nachweislich mindestens bis in die Zeit Severins anhielt. Das Ende der römischen Münzreihen (meist bis Theodosius oder seinen Söhnen) um 400 bedeutet vielleicht nur, dass die Soldaten nicht mehr mit neuen Prägungen in Kupfer oder Silber entlohnt, sondern – wenn überhaupt – mit Goldmünzen bezahlt wurden, die aus dem Steueraufkommen der Provinz stammten. Sie wurden danach wohl im lokalen Münzumlauf eingewechselt.
Im Zuge der verheerenden Barbareneinfälle am Ende des 4. Jahrhunderts zieht der Heermeister des Westens, Stilicho, aber einen Großteil der Limitanei nach Italien ab, um mit ihnen seine stark dezimierte Feldarmee aufzufüllen. Der romanische Bevölkerungsteil wurde dazu angehalten seine Verteidigung (zum Teil) selbst in die Hand zu nehmen. In den norischen Limeskastellen kam es daher bald zu einer Vermischung der Romanen mit den neuen Zuwanderern. In der Vita Sancti Severini gibt es – bis auf eine Ausnahme – keine klaren Hinweise auf reguläre Besatzungstruppen in den von ihm in der Mitte des 5. Jahrhunderts aufgesuchten norischen Oppida. Ein übergeordneter Dux oder Comes wird dort ebenfalls nicht mehr erwähnt. Die Grenzarmee und ihre Verwaltungsorganisation dürften sich bis spätestens 476 restlos aufgelöst haben. Mangels Alternativen traten wohl viele der ehemaligen Soldaten in den Dienst germanischer Kriegsherren. So zum Beispiel ein Mann namens Avitianus, der im Gefolge des Rugierkönigs Feva diente und nach Severins Tod die Klosterkirche in Favianis ausplünderte.
Der Vita ist allerdings auch zu entnehmen, dass einige von ihnen weiter auf ihren alten Posten ausharrten.
- Laut einer Passage der Vita beschlossen die Soldaten im rätischen Batavis, die zuletzt für ihren Dienst wohl hauptsächlich mit Naturalien entlohnt worden waren, eine Abteilung nach Italien in Marsch zu setzen, um dort den längst überfälligen Sold (extremum stipendium) einzufordern. Auf dem Weg dorthin geriet sie jedoch in einen feindlichen Hinterhalt und wurde bis auf den letzten Mann niedergemacht.

- Eine andere Resttruppe lag im Kastell Favianis, befehligt von einem Tribunen namens Mamertinus. Dessen „armselige Soldaten“ (paucissimi milites) waren offenbar auf sich allein gestellt, demoralisiert und nur mangelhaft ausgerüstet. Severin musste sie erst eindringlich dazu ermutigen sich Waffen und Nachschub durch einen Überfall auf germanische Plünderer (latrones) an der Tiguntia (Fladnitzbach ?) zu besorgen.

- Die Besatzung des offensichtlich von ihnen sehr streng bewachten Comagena (Tulln) bestand im zweiten Drittel des 5. Jahrhunderts laut der Vita aus germanischen Foederaten, wahrscheinlich ein Gentilverband aus Sueben oder Markomannen, diese Annahme wird auch durch Keramikfunde gestützt. Sie behandelten die Bewohner wie ihre Gefangenen, flohen aber nach einem von Severin herbeigeflehten Erdbeben (mit anschließender Mondfinsternis) Hals über Kopf aus der Stadt und schlachteten sich in der Dunkelheit gegenseitig ab.

- In der Vita ist auch noch von vigiles (Wächter) und exploratores (Späher) in Lauriacum die Rede, vielleicht eine aus Armeeveteranen bzw. deren Nachkommen gebildete Bürgerwehr. Offenbar leitete der dort residierende Bischof Constantius die Verteidigung des romanischen Oppidums.

Auch Rajko Bratoz nimmt an, dass es sich bei den Wachtrupps in Favianis, Comagena (und im rätischen Batavis) nicht um Wehrbauern oder Milizionäre, sondern noch um reguläre Soldaten der weströmischen Armee gehandelt hat. Germanische Söldner wurden anscheinend nicht mehr im großen Stil angeworben.

## Militärische Infrastruktur

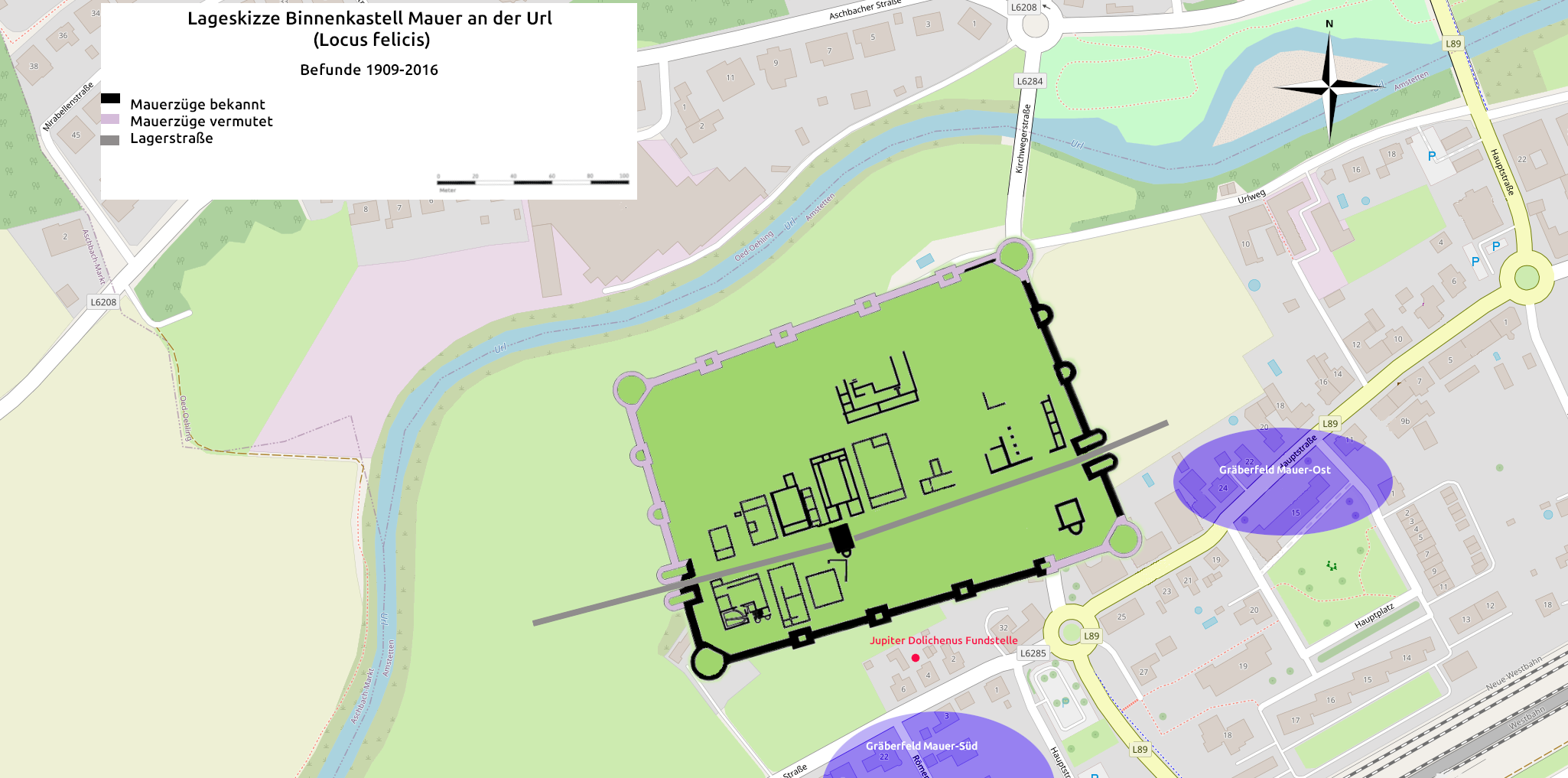
Befundskizze des spätantiken Binnenkastells in Mauer bei Amstetten (1909–2016)

In der Entwicklung des norischen Limes können mehrere Funktionsphasen unterschieden werden. In seiner Frühzeit hatte das Grenzschutzsystem – wie auch die Politik Roms – noch einen offensiven Charakter. Die Besatzungen der Holz-Erde-Kastelle sollten die neu eroberten Gebiete ausreichend absichern bzw. stabilisieren, um ein sicheres Sprungbrett für die weitere Expansion des Reiches zu schaffen. Schon ab dem 2. Jahrhundert n. Chr. nahm die Reichspolitik aber immer mehr defensivere Züge an. Die Römer gruben sich an der Donau ein und versuchten ihr wirtschaftlich und kulturell schon weit entwickeltes Territorium so gut wie möglich abzusichern. Wenn die Auwälder saisonal überschwemmt wurden, waren sie nur per Schiff passierbar. Deshalb errichtete man die römischen Befestigungen hochwassergeschützt auf erhöhten Lagen oder Flußschotterterrassen, etwa 180–288 Meter üA. Entlang der Donauauen sicherten an besonders unwegsamen Stellen nur Wachtürme das Stromufer. Mit dem Ausbau der Grenzbefestigungen wurde ein starres, lineares Sicherungssystem geschaffen, das keinerlei Tiefengliederung aufwies. Gelang den Angreifern ein Durchbruch, konnten sie anschließend fast ungehindert ins Innere der Provinzen vordringen und dort für eine längere Zeit ungestört plündern.
Einige der römischen Befestigungen in Österreich wurden im Mittelalter wieder verwendet und haben sich so bis in die heutige Zeit relativ gut erhalten. An keinem anderen Grenzabschnitt des Donau- oder Rheinlimes gibt es so vollständig erhaltene Überreste von Türmen und Toren. Ihre Reste ermöglichen es insbesondere die Konstruktionsdetails, die Umbauten der Festungsanlagen in spätrömischer Zeit zu analysieren. Die norischen Grenzbefestigungsanlagen umfassten hauptsächlich Kohortenkastelle, deren Hafenanlagen, sowie einzelstehende Wach- und Signaltürme, aber auch eine Zollstation in Passau-Innstadt (Boiodurum), die den Handels- und Reiseverkehr kontrollierte bzw. kanalisierte. Das rasche Verschieben von Truppen und Nachschubgütern ermöglichte die Limesstraße oder der Transport zu Wasser.
Die Kastellkette verlief – immer nahe der Donau entlang – von Passau (Boiodurum) im Westen über Enns (Lauriacum) bis Zeiselmauer (Cannabiaca) im Osten. Eine Flussgrenze konnte relativ einfach gesichert werden. Bei einem „nassen Limes“ situierte man unterschiedliche Arten von Militärstützpunkten in geringer oder größerer Entfernung zum Ufer. Zwischen den Lagern standen an strategisch günstigen Plätzen oder Aussichtspunkten Wachtürme. Jedes Kastell verfügte über einen eigenen Hafen, oder zumindest eine Anlegestelle bzw. Stapelplatz, da die Donau nicht nur Grenzzone, sondern auch die wichtigste Transport- und Handelsroute in der Region war. Jenseits der Grenze, im Barbaricum, lagen – vor allem im Vorfeld des östlichen Grenzabschnitts – weitere, aber nur kurzfristig genutzte römische Befestigungen wie bzw. Marschlager (Plank am Kamp, Fels am Wagram, Poysdorf, Bernhardsthal, Niederleis, Kollnbrunn, Stillfried a.d. March). Während die Kastelle im östlichen Flachland (Niederösterreich) etwa alle 15 bis 20 km angeordnet sind, blieb der westliche Abschnitt (Oberösterreich) bis nach der Mitte des 2. Jahrhunderts n. Chr. nahezu unbefestigt. Das lag auch daran, dass sich nördlich dieses Abschnitts ein unwegsames, nur dünn besiedeltes und dicht bewaldetes Gebiet erstreckte.

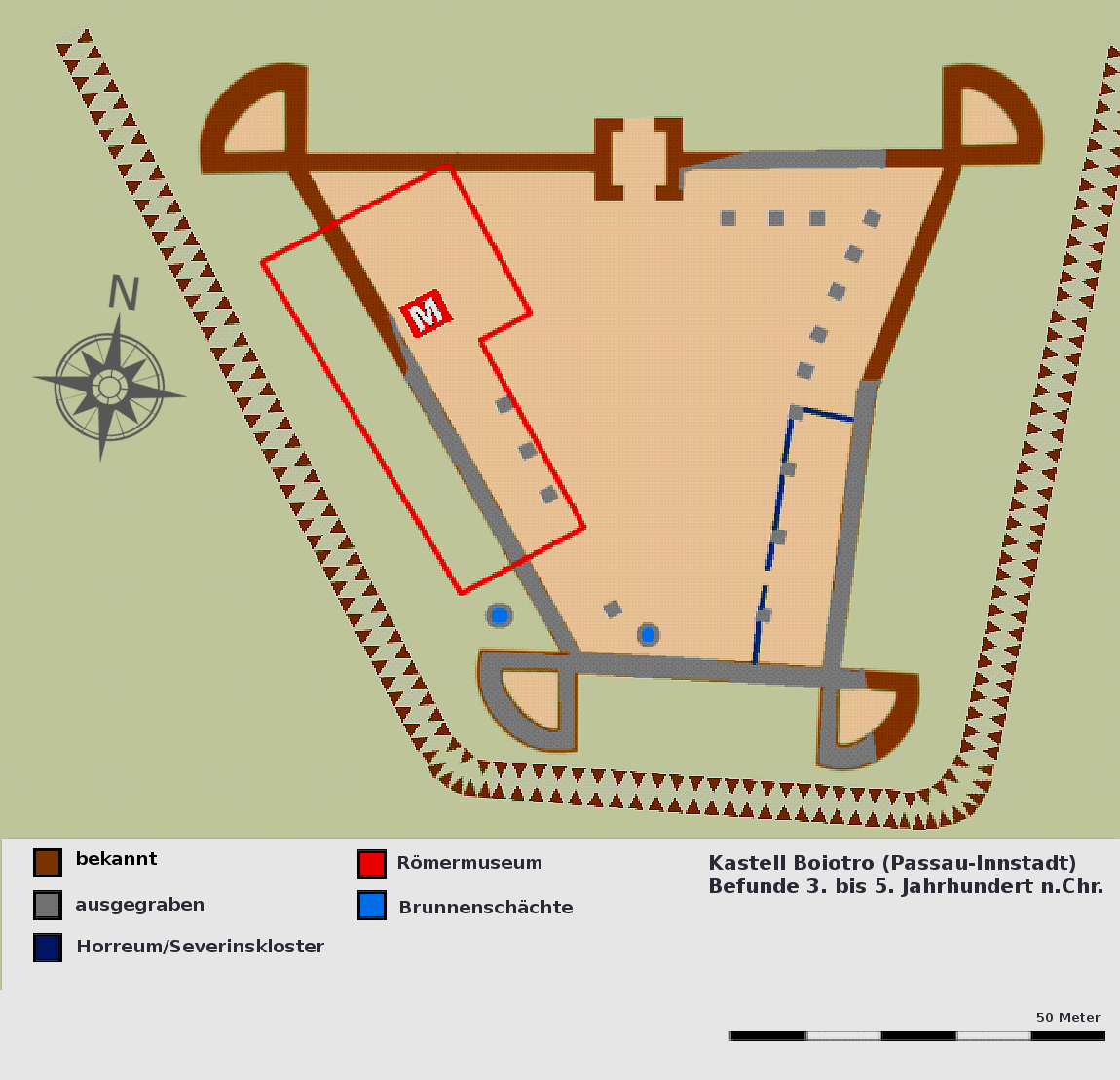
Passau-Innstadt (Boiotro): Befundskizze des spätantiken Kleinkastells (Stand 1987)

Im 3. und besonders im 4. Jahrhundert n. Chr. lebte daher die Bautätigkeit auch aufgrund der veränderten machtpolitischen und militärischen Lage am Pannonischen Limes noch einmal auf. In der Spätantike wurde das norische Überwachungsgebiet organisatorisch in zwei Teile (partis superioris und partis inferioris) aufgespalten. Die Militäranlagen dieser Zeit weisen trotz großer Typenvielfalt einige Gemeinsamkeiten auf. Sie entstehen bevorzugt auf Hügeln oder Plateaus mit steilen Abhängen unter weitestgehender Ausnutzung aller Geländevorteile. Daher weisen diese Art von Festungen überwiegend unregelmäßige Grundrisse auf die der Topographie vor Ort angepasst sind. Noricum ist in dieser Hinsicht aber untypisch. Am norischen Limes sind keine Höhenbefestigungen ausgegraben worden; zwei der drei bekannten spätantiken Befestigungen, Oberranna und Mauer an der Url weisen zudem regelmäßige Grundrisse auf. Nur die Kleinfestung Boiotro in Passau-Innstadt ist polygonal angelegt. Von solchen Kleinkastellen und Straßenstationen aus wurden das Hinterland und die Anmarsch- und Nachschubwege kontrolliert. Die vorrangige Aufgabe des Limes, Kontrolle des Grenzverkehrs und die Beobachtung und Abwehr von Invasoren, änderte sich dadurch nicht. Vermutlich wurden damals auch eine rückwärtige Verteidigungslinie angelegt und zu diesem Zweck größere Siedlungen und Städte befestigt (zum Beispiel Ovilava und das Binnenkastell Locus Felicis).

### Kastelle
Die Gründungszeiten der norischen Donaukastelle sind nur sehr schwer archäologisch und historisch genauer einzugrenzen. Das Kastell von Traismauer dürfte als früheste Gründung einzuordnen sein und könnte schon während des Vierkaiserjahres bestanden haben. Etwas später folgten dann wohl die Lager von Linz und Mautern. Spätestens zu Beginn des 2. Jahrhunderts sind dann – bis auf Mauer an der Url und dem Legionslager Albing – alle bekannten norischen Donaukastelle fertiggestellt und vollständig bemannt. Dazu gehören die Lager von St. Pantaleon-Stein, Wallsee, Pöchlarn, Zwentendorf, Tulln und Zeiselmauer. Die Soldaten errichteten sie an „geeigneter Stelle“ (loca opportuna), das heißt an Flussmündungen und dort, wo wichtige Verkehrswege aus dem Norden die Donau erreichten, zunächst in der bewährten Holz-Erde-Bauweise, mit quadratischen Grundriss und abgerundeten Ecken wie es seit der ersten Hälfte des 1. Jahrhunderts üblich war. Archäologische Spuren von Palisaden, Wällen, Gräben und Innenbauten waren noch in Linz, Traismauer, Mautern, Tulln und Zwentendorf vorhanden. Mauern aus getrockneten Lehmziegeln wie in Tulln kamen nur äußerst selten vor. Angelegt wurden Reiter- oder Alenlager (Linz, Traismauer, Tulln) und Infanterie- oder Kohortenlager, erstere benötigten etwas mehr Fläche, da auch die Pferde darin untergebracht werden mussten.
Die Kastelle der frühen und mittleren Kaiserzeit waren nicht als Festungen gedacht, in denen sich auch eine zahlenmäßig unterlegene Garnison gegen die Angreifer über eine längere Zeit behaupten konnte. Vielmehr dienten sie nur als eine Art umwehrter Kaserne, von denen aus man offensiv gegen Eindringlinge operieren sollte. Die zahlreichen Überfälle führten immer wieder zu Zerstörungen denen danach meist ein rascher Wiederaufbau folgte. Von einer 500 Mann starken Infanterieeinheit (cohors quingenaria) bis zur 1000 Mann starken Reitertruppe (ala milliaria) betrug die dafür notwendige umwehrte Fläche zwischen ca. 1,5 und ca. 6 ha. Allerdings wird die herkömmliche Praxis, von der Lagergröße auf die Garnisonseinheit zu schließen, immer mehr in Frage gestellt. In solchen Kastellen waren auch oft nur vorübergehend – zusätzlich – andere Einheiten untergebracht. Die Lager verfügten auch über die standardmäßigen vier Tore die jeweils mit zwei Türmen flankiert waren. Sie hatten ein oder zwei Durchfahrten, darüber spannte sich entweder ein abgedeckter oder mit Zinnen bewehrter Übergang. Die beiden Tore an den Langseiten lagen meist nicht zentral, sondern waren leicht zur Nordseite hin versetzt. Die hölzernen Exemplare – bei denen bei ihrer Aufdeckung nur noch die Löcher der Stützpfosten zu sehen waren – sprangen demnach nur leicht vor die Mauer vor und waren einfache oder doppelte Vier- oder Sechspfostenkonstruktionen. Bei den nachfolgenden Steinbauten wurden dieses Schema im Wesentlichen beibehalten. Bei den Limeskastellen fällt weiters die Tendenz auf, dass die Tore der Reiterlager mit zwei Durchfahrten versehen waren. Über den Torbögen ließ man nach ihrer Fertigstellung oft auch Bauinschriften anbringen. Verstärkt wurden die Mauern zusätzlich mit quadratischen Zwischen- und Ecktürmen. Von den hölzernen Exemplaren waren bei ihrer Aufdeckung ebenfalls nur noch die Löcher ihrer Stützbalken zu sehen (vier für Zwischentürme, sechs bei Ecktürmen). Rekonstruiert werden sie meist als offene Gerüste mit ungedeckten Plattformen die in die Mauer eingebunden waren. Aufgrund der strengeren klimatischen Bedingungen in Noricum waren sie dort aber mit ziemlicher Sicherheit mit Brettern oder Lehmfachwerk verschalt und mit Pult- oder Satteldächern abgedeckt worden. Alle wurden ab dem 2. Jahrhundert durch Steinbauten gleicher Konstruktion ersetzt. Der Fund von Werksteinen lässt auf Bogenfenster, Schießscharten und ziegelgedeckte Dächer schließen. Bei den Innenbauten herrschte zunächst ebenfalls die Lehmfachwerktechnik vor. Später wurden auch sie nach und nach durch langlebigere Gebäude mit Bruchsteinmauern ersetzt. In den norischen Gebieten, wo es vorher nur wenige Steinbauten gab, stand erst nach Konsolidierung der römischen Herrschaft die geeignete Infrastruktur und Knowhow für ihre Errichtung zur Verfügung. Dazu zählten Steinbrüche, Kalköfen und gut ausgebaute Transportwege. Daher dauerte es eine gewisse Zeit, bis auch Kastelle mit vermörtelten Bruchsteinmauern befestigt wurden.

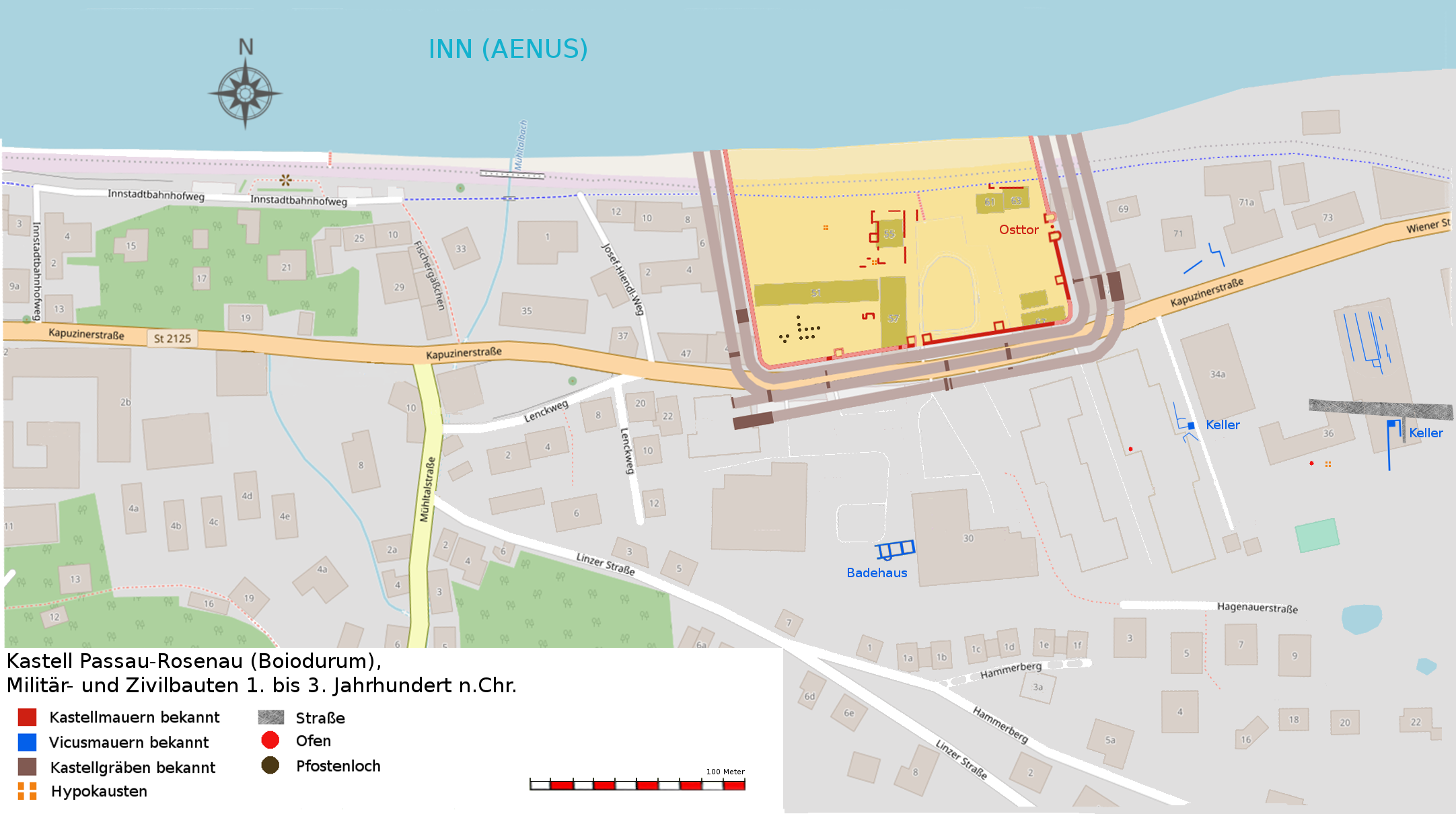
Passau-Innstadt/Rosenau (Boiodurum): Befundskizze des Kastells und des Vicus, 1. bis 3. Jahrhundert n. Chr.
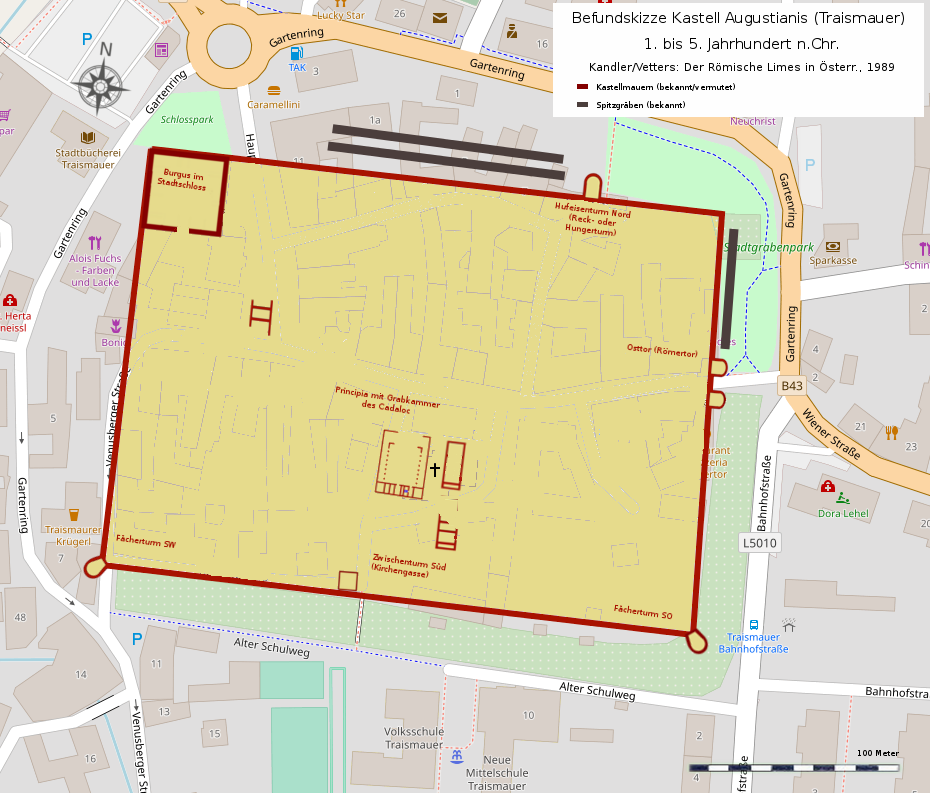
Traismauer (Augustianis): Lageskizze des Steinkastell II in der Altstadt
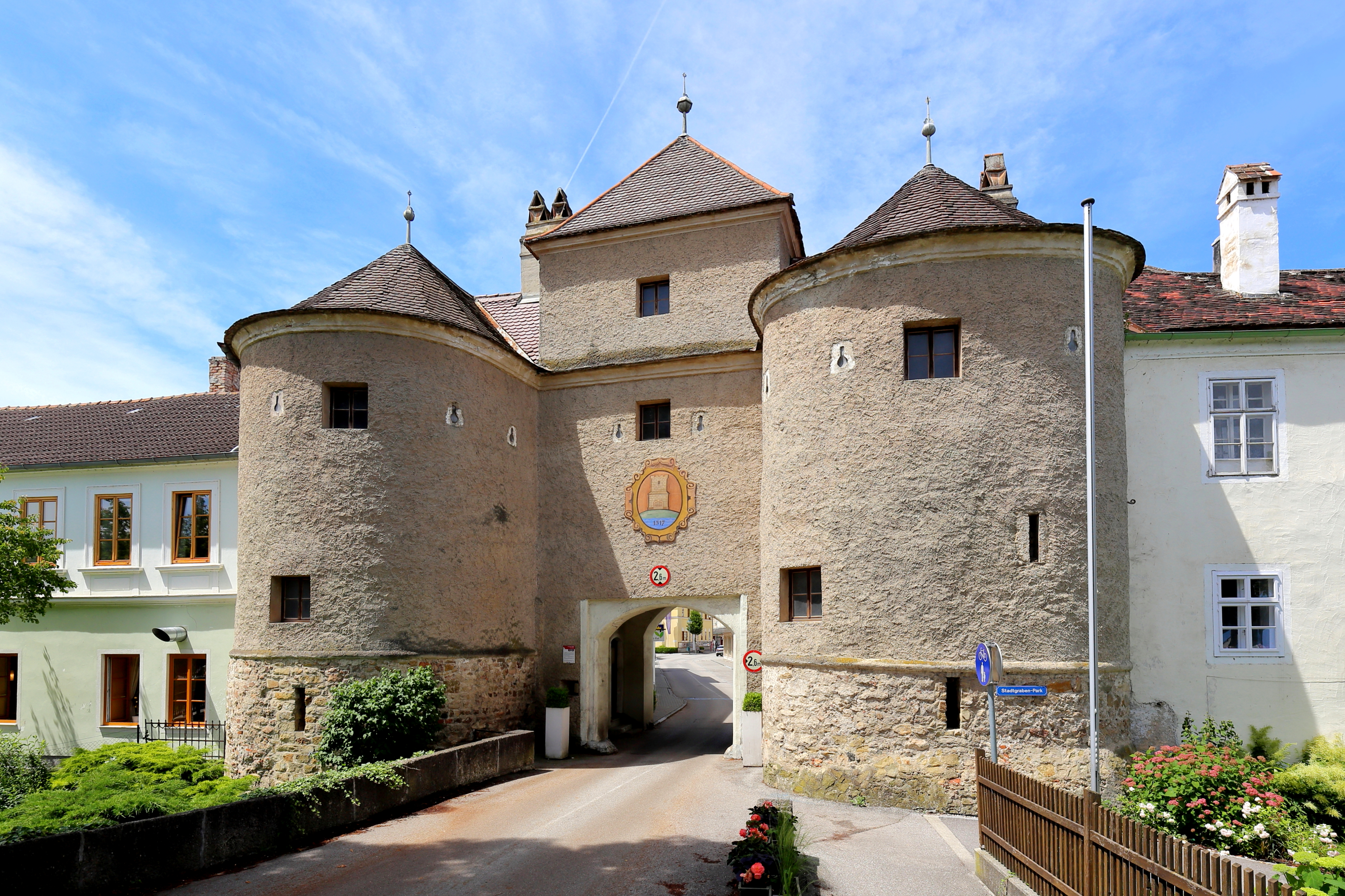
Traismauer: Wiener- oder Römertor, das ehemalige Osttor des Kastells, von Osten
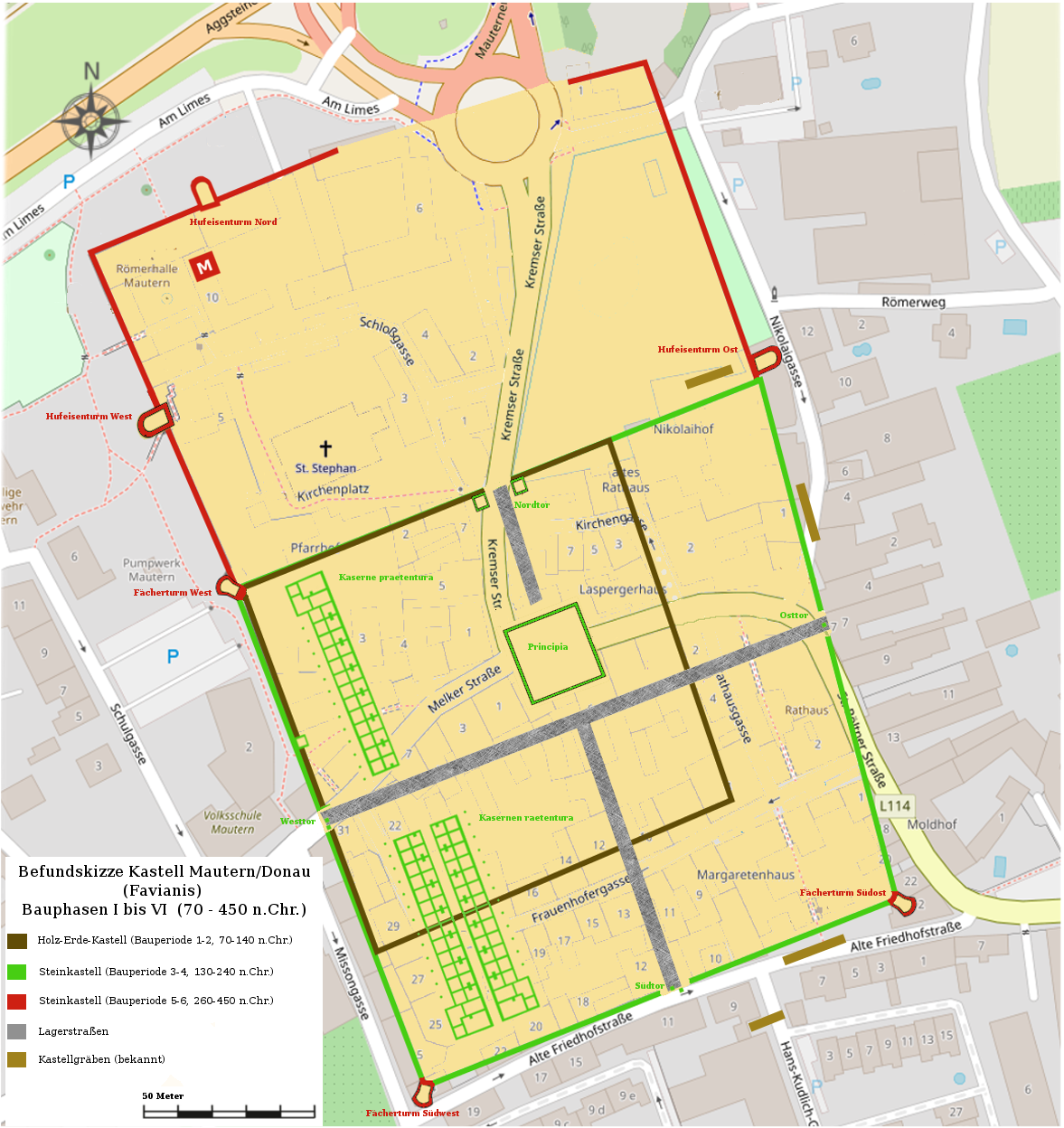
Mautern/Donau (Favianis): Bauphasenskizze des Kastells (1. bis 5. Jh.)
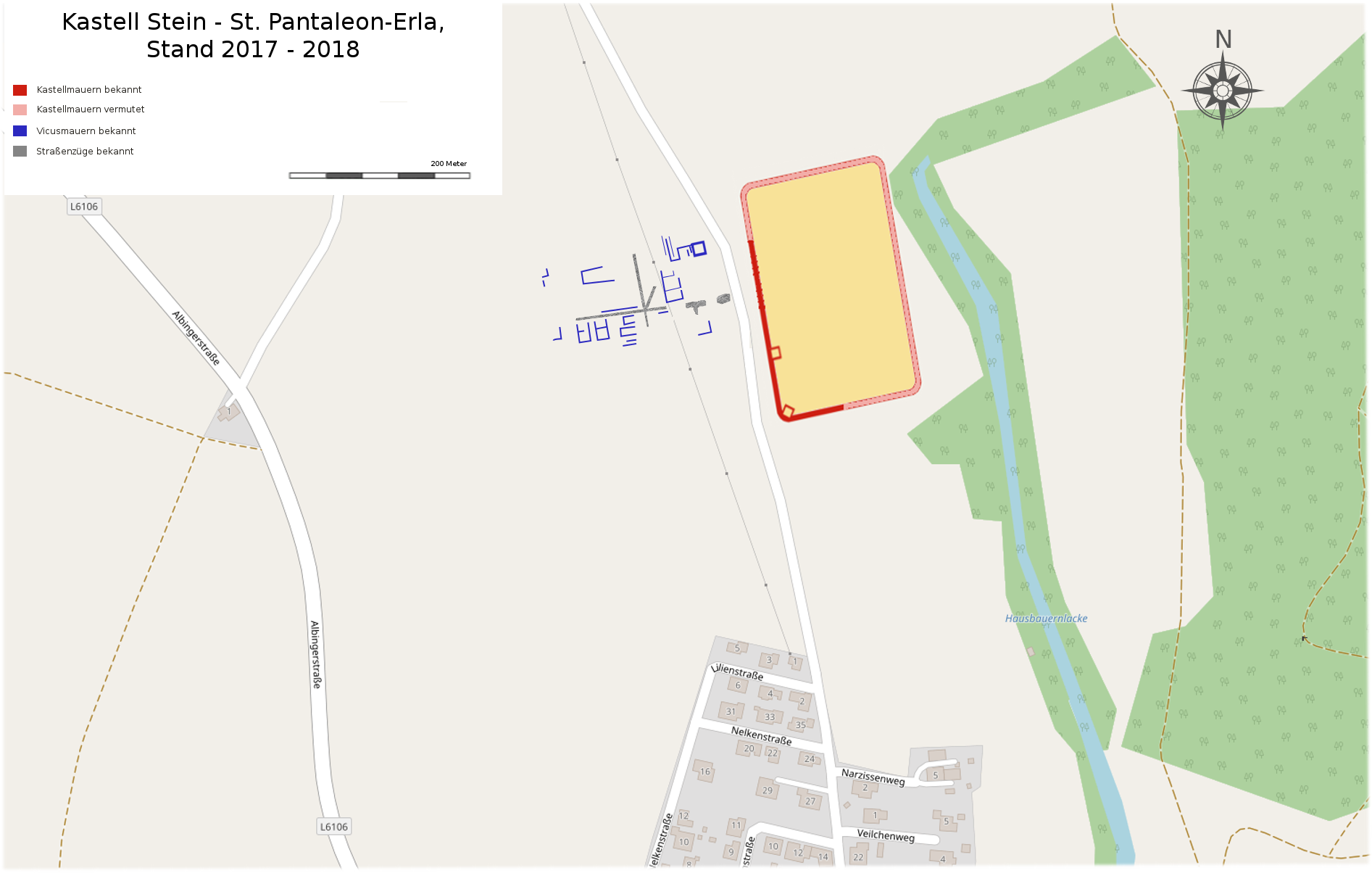
St. Pantaleon-Stein: Befundskizze des Kastells (2017–2018)

Obwohl die verheerenden Markomannenkriege gezeigt hatten, dass die Verteidigungsanlagen der Kastelle bei massiven Angriffen völlig unzureichend waren, veränderte sich die Festungsarchitektur, abgesehen von einem dichteren Netz an Befestigungen bzw. deren rudimentäre Verstärkung, auch danach kaum. Eine ganze Reihe norischer Kastelle wurde daher erst zwischen dem 3. und 4. Jahrhundert an die neuen fortifikationstechnischen Entwicklungen angepasst (Traismauer, Tulln, Zwentendorf, Zeiselmauer) und waren nun für längere Belagerungen wesentlich besser gerüstet. Die Mauern wurden dafür entweder erhöht oder verbreitert, neben der Adaptierung der Gräben kommt es nun auch zum Bau von weit nach außen kragenden Zwischentürmen mit abgerundeter Front, die Lagerecken werden mit fächerförmigen, bastionsartigen Türmen verstärkt, Toröffnungen werden zum Teil wieder zugemauert. Diese im Gegensatz zu ihren Vorgängern weitaus massiver konstruierten Bauten sollten den Verlust an Mannschaftsstärke – die nicht mehr ersetzt werden konnte und daher wesentlich kleinere Garnisonen zur Folge hatte – kompensieren. Die Fächertürme dienten meist auch als Plattformen für schwere Torsionsgeschütze. Bemerkenswerterweise waren bei den norischen Hufeisentürmen (Pöchlarn, Zwentendorf, Tulln, Traismauer, Mautern/Donau, Zeiselmauer) die Breite der Mauer an der abgerundeten, stark gedrückten Vorderseite (Korbbogen) stärker als an den Seiten und der rückwärtigen Wand.

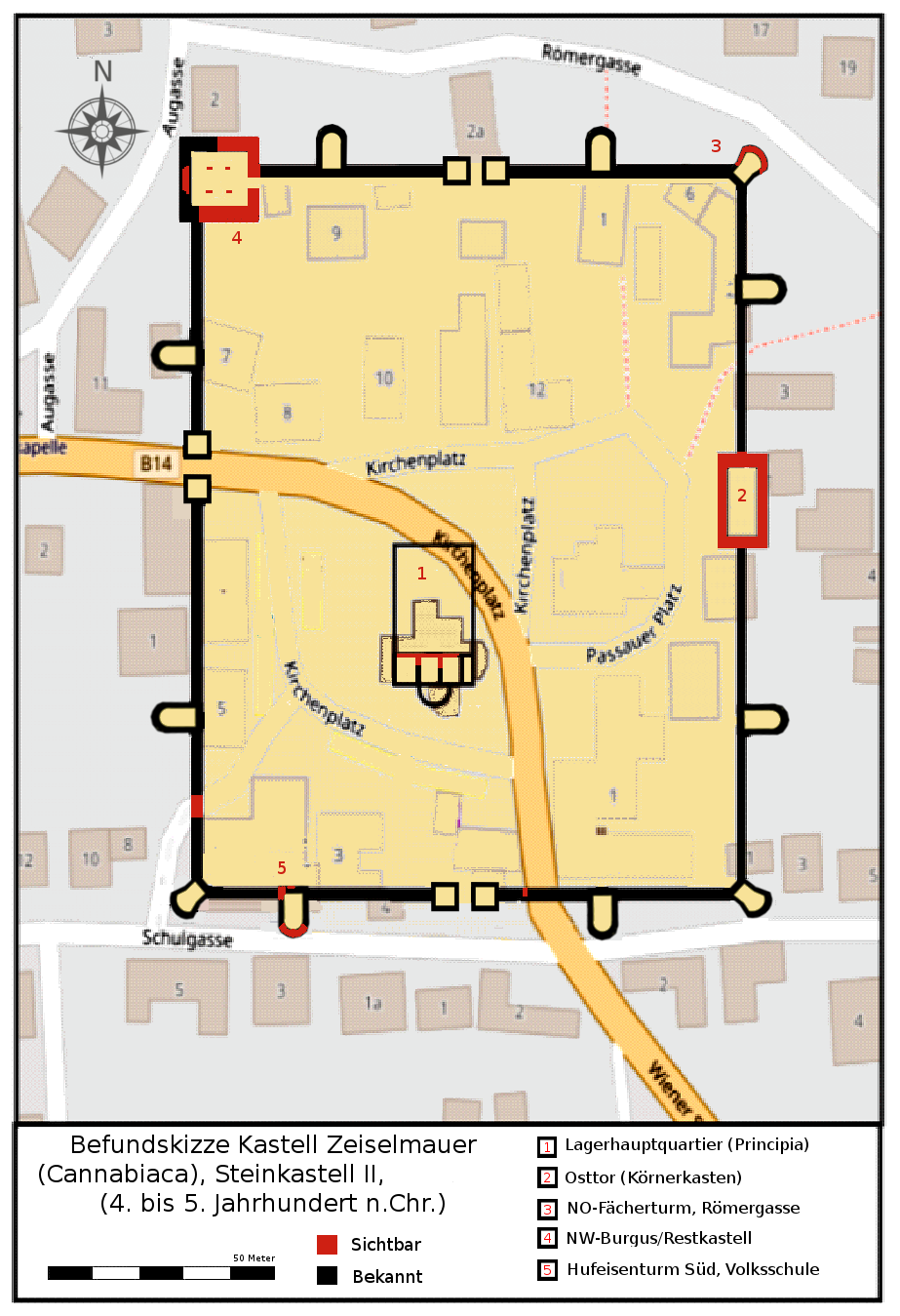
Zeiselmauer (Cannabiaca): Befundskizze des Steinkastell II (4. bis 5. Jh.)
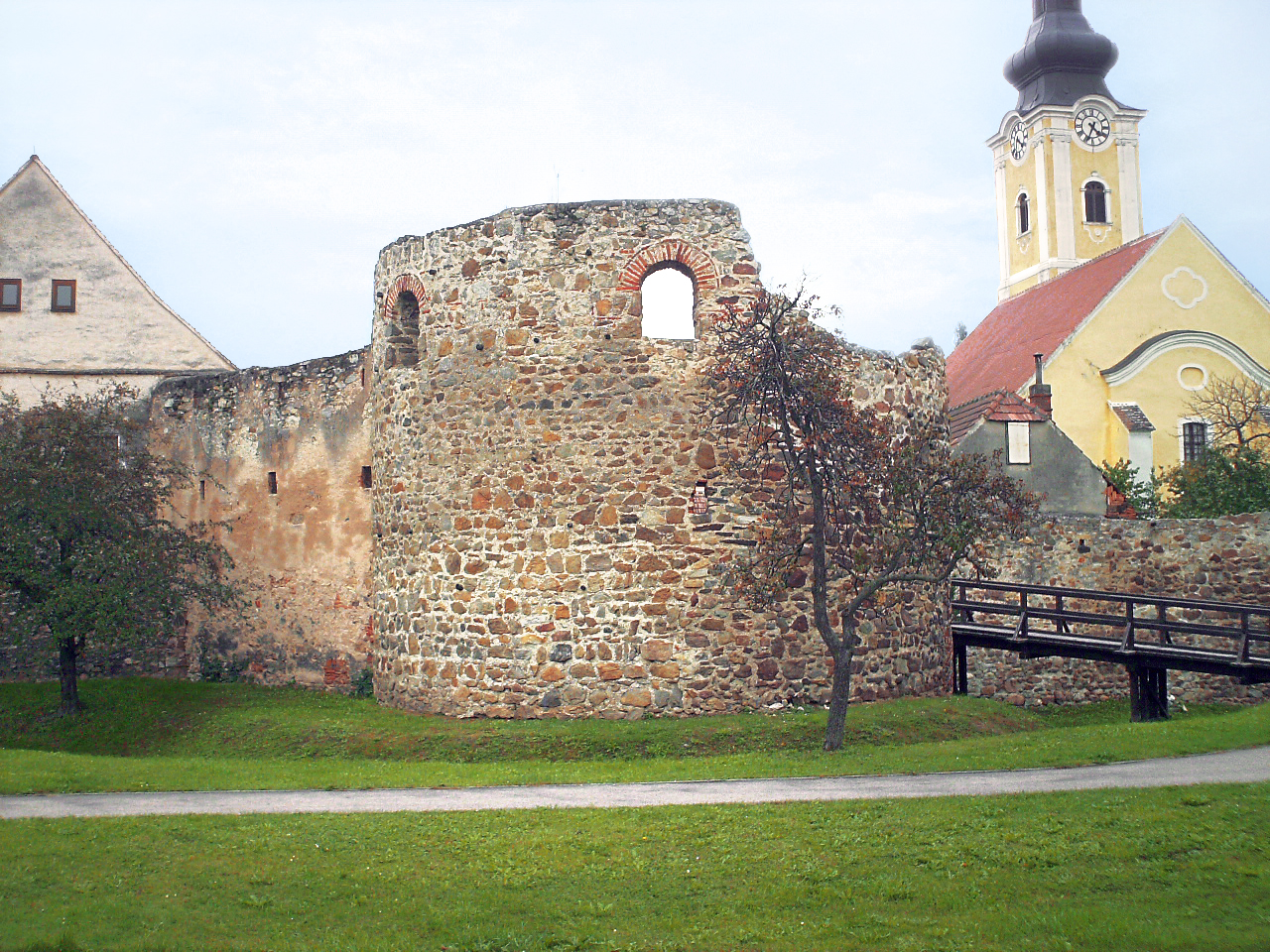
Mautern/Donau: Ruine des westlichen Hufeisenturmes von Westen
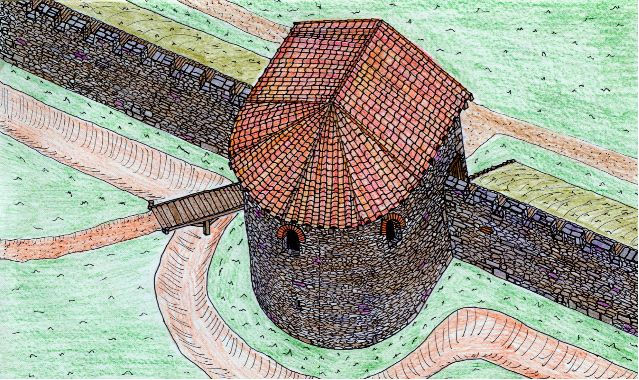
Mautern/Donau: Rekonstruktionsversuch des westlichen Hufeisenturmes
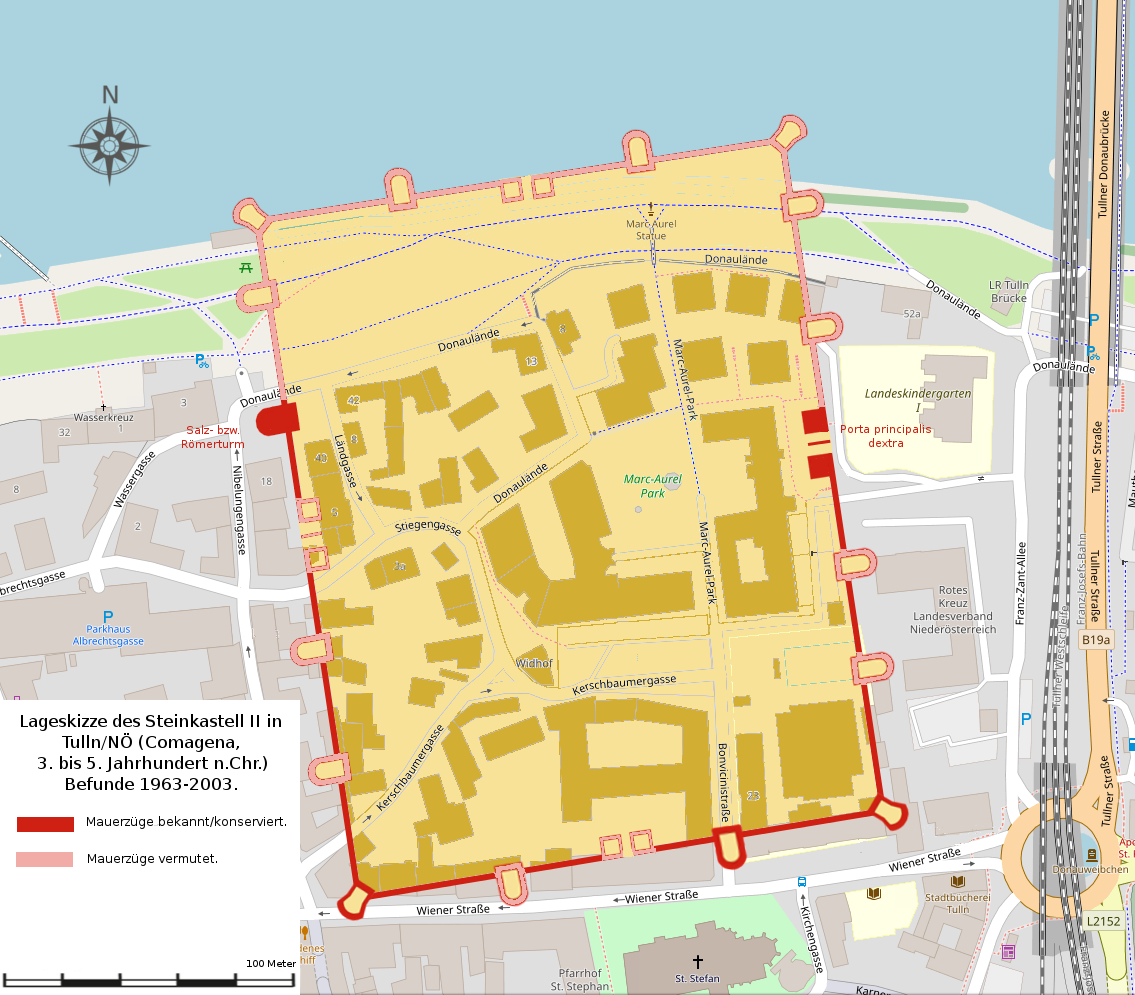
Tulln (Comagena), Lageskizze des Steinkastell II (3. bis 5. Jahrhundert)
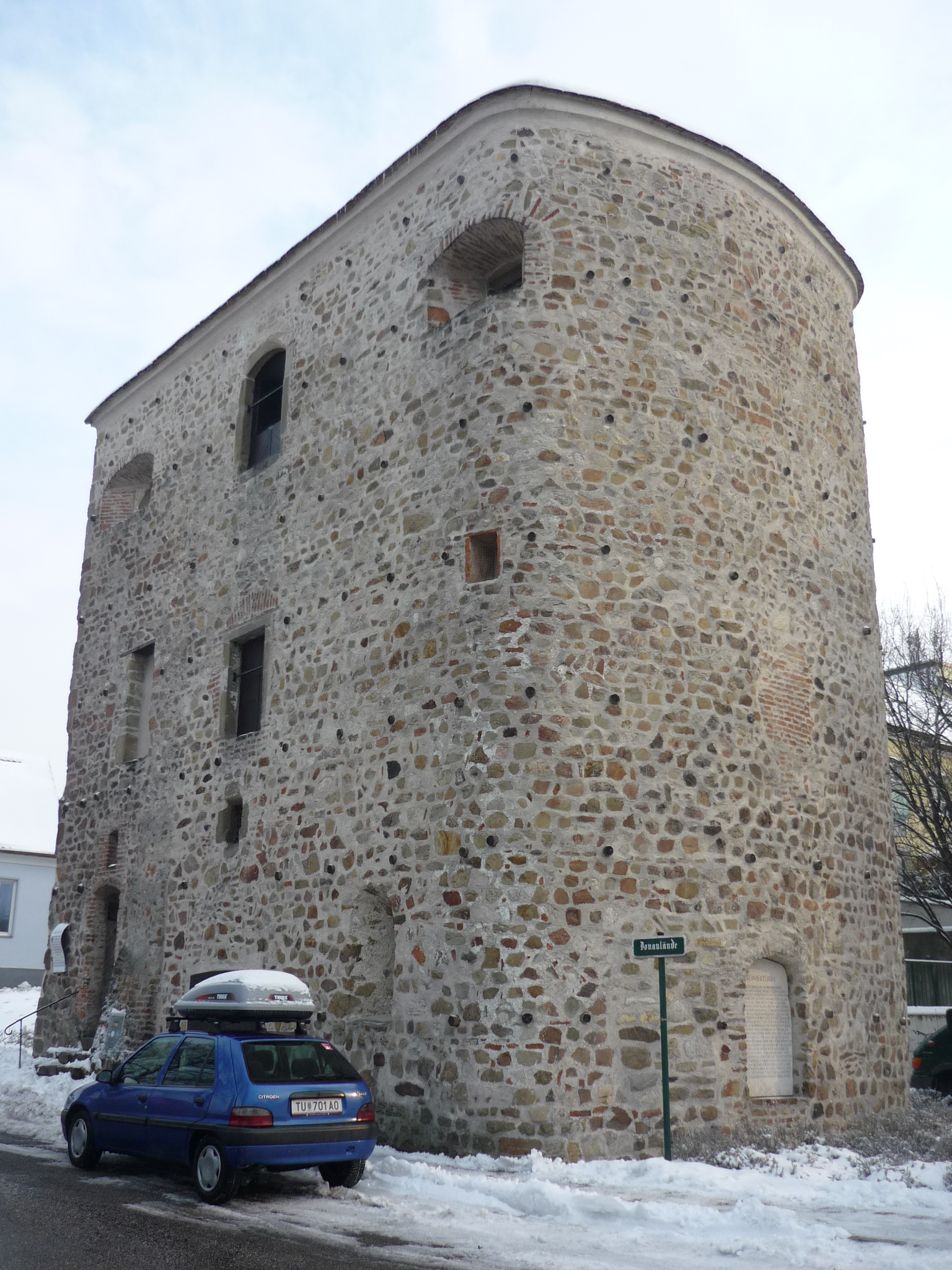
Tulln: Römer- oder Salzturm, fast vollständig erhaltener Hufeisenturm der Westmauer des spätantiken Kastells
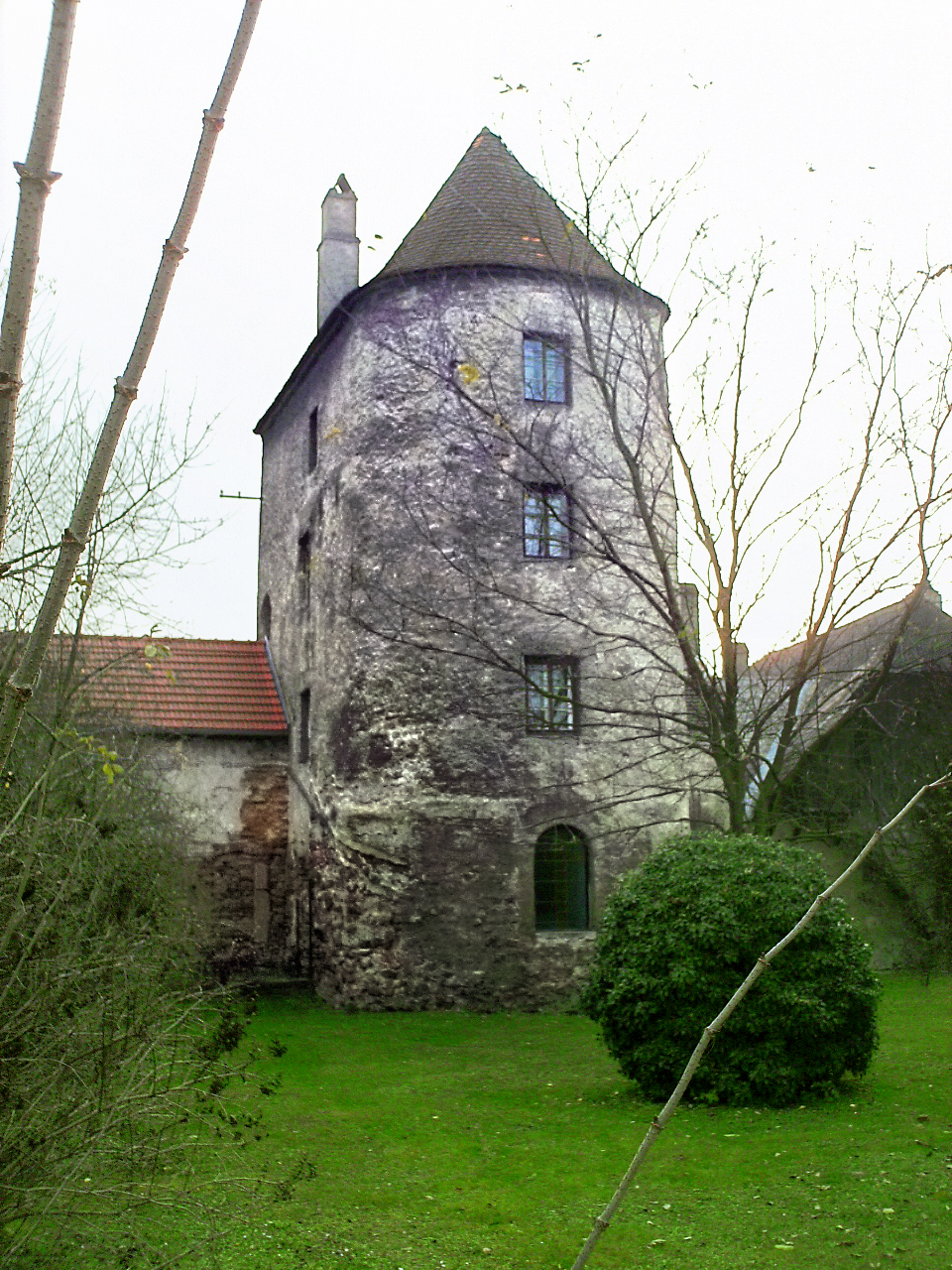
Traismauer: Reck- oder Hungerturm, ein spätantiker Hufeisenturm an der Nordmauer des Kastells, von Nordosten
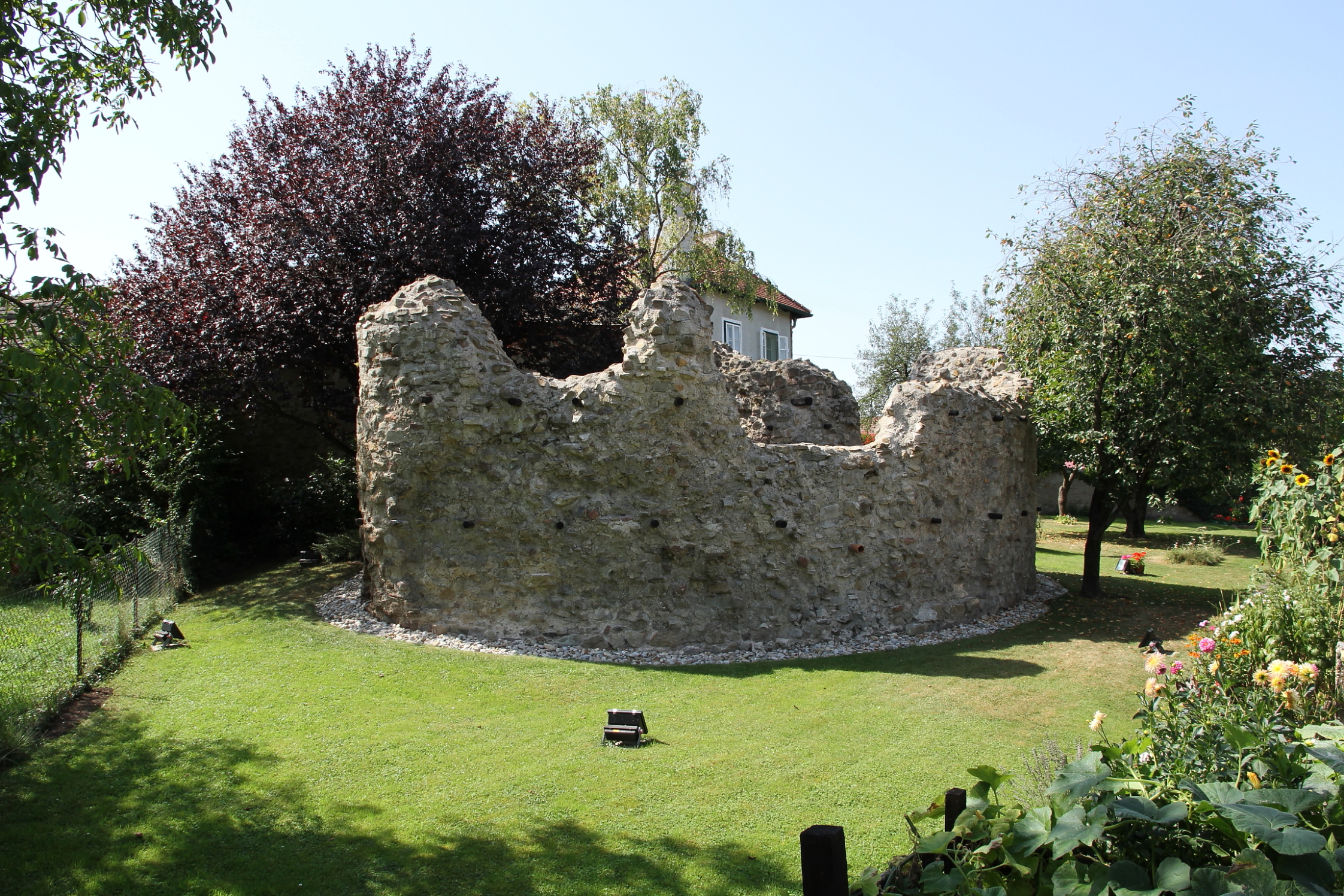
Zeiselmauer: NO-Fächerturm, Blick aus Nord-Osten

Die Zeit Valentinians I. (364–375) ist durch Bauinschriften an Kastellen und Wachttürmen des raetischen, norischen und pannonischen Limes einigermaßen gut dokumentiert. Unter seiner Ägide fand der letzte umfassende Um- und Ausbau der Limesanlagen in Noricum statt. In Mautern, wurden die Kastellmauern bis zum Donauufer vorgezogen, um einen gesicherten Zugang zum Strom zu gewährleisten. In die Ecken der größeren Lager baute man sogenannte Restkastelle ein, die notfalls auch mit nur wenigen Soldaten verteidigt werden konnten (Wallsee, Traismauer, Mautern, Zeiselmauer). Die Kastelle verloren aber schon kurz darauf zur Gänze ihre militärische Bedeutung und wandelten sich ab dem 4. Jahrhundert – durch die Evakuierung der Zivilbevölkerung hinter die Lagermauern – in umwehrte Kleinstädte. In der Vita Sancti Severini des 5. Jahrhunderts werden sie als Oppida bezeichnet.
Bislang sind für Noricum die Standorte von zwei Legions- und dreizehn Kohortenkastellen bekannt:
- Legionslager Enns (Lauriacum)
- Legionslager Albing
- Kastell Passau-Innstadt/Rosenau (Boiodurum)
- Kastell Schlögen (Ioviacum)
- Kastell Eferding (Ad Mauros)
- Kastell Linz (Lentia)
- Kastell St. Pantaleon-Stein
- Kastell Wallsee (Ad Iuvense)
- Kastell Mauer an der Url (Locus Felicis)
- Kastell Pöchlarn (Arelape)
- Kastell Mautern (Favianis)
- Kastell Traismauer (Augustianis)
- Kastell Zwentendorf (Asturis)
- Kastell Tulln (Comagena)
- Kastell Zeiselmauer (Cannabiaca)

### Klein- und Restkastelle

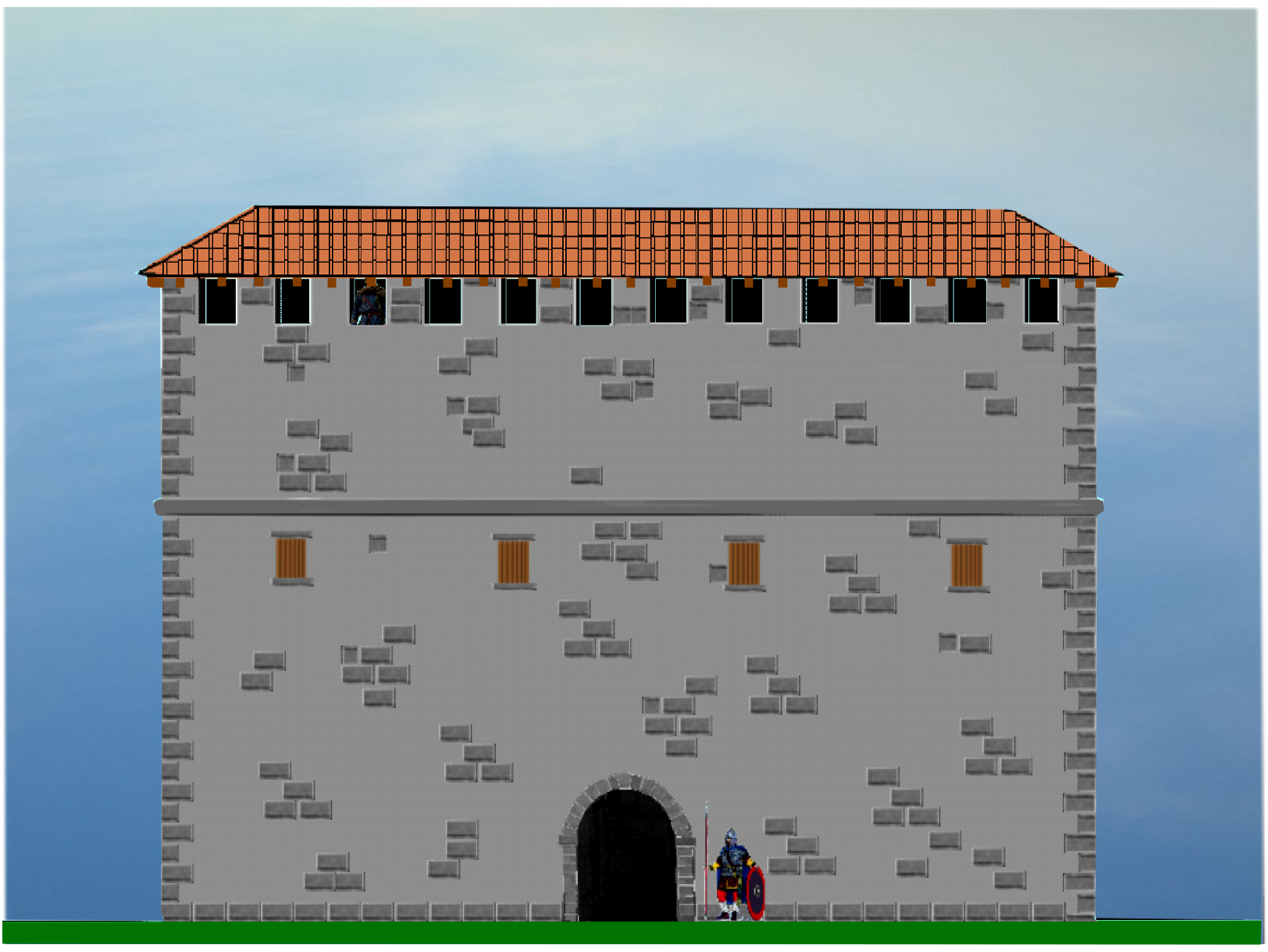
Wallsee: Rekonstruktionsversuch des spätrömischen Restkastells, Ansicht von Nord

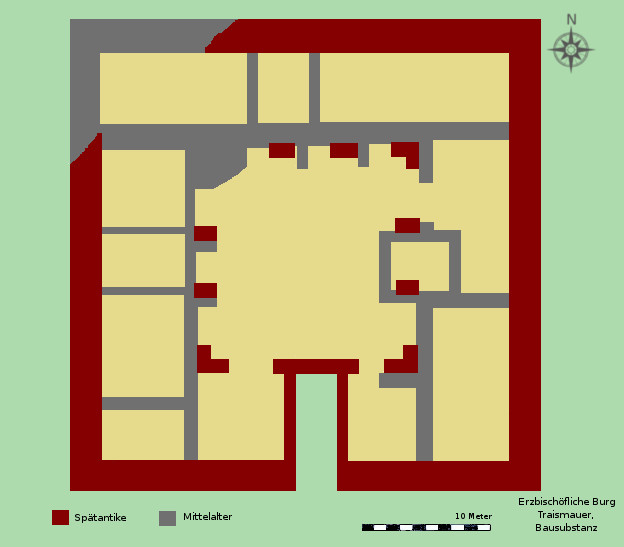
Traismauer: Mauerwerk des Restkastells im Stadtschloss

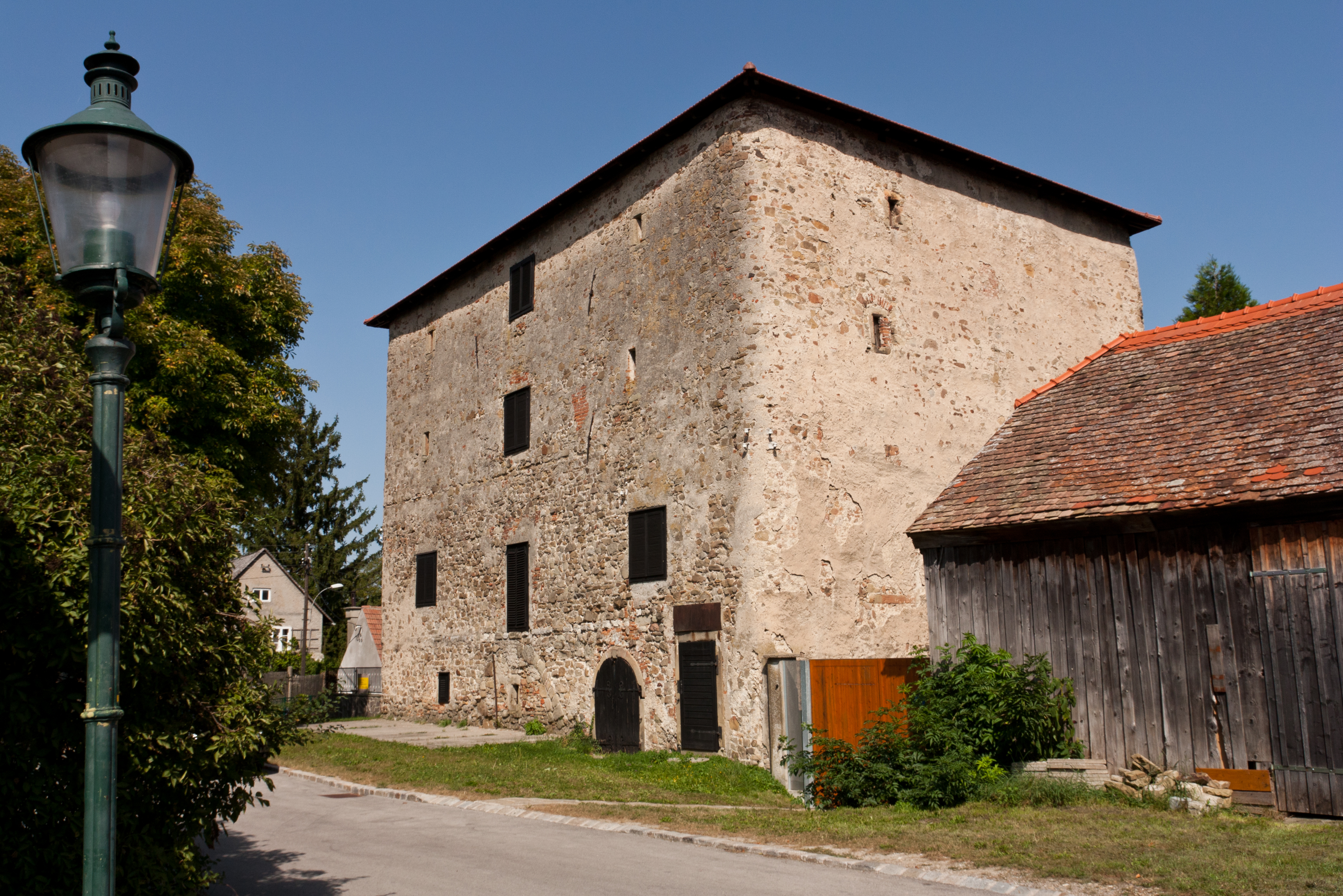
Zeiselmauer: Körnerkasten, das in der Spätantike zu einer Kleinfestung ausgebaute Osttor, Blick aus Süd

Mit dem Bau quadratischer Kleinfestungen (Besatzung rund 50 Mann) in einer der Lagerecken wurde versucht, den ab dem 3. Jahrhundert einsetzenden Mangel an Soldaten etwas auszugleichen. Die übrige Lagerfläche wurde wohl – wie auch bei zahlreichen anderen Limeskastellen in Europa – der Zivilbevölkerung als Siedlungsplatz überlassen. Ihre wesentlichen Konstruktionsmerkmale, die etwa zur Zeit der Tetrarchie eingeführt wurden, hielten sich bis weit in die Spätantike, trotz Abweichen von dem die frühe und mittlere Kaiserzeit prägenden Prinzip der streng gegliederten Innenbebauung. Dazu gehört auch die sich schon im späten Prinzipat abzeichnende Tendenz zu immer weiter aus den Kurtinen hervorspringenden mehreckigen, runden oder auch nur halbrunden Türme, die das Verteidigen der Festung für Bogenschützen (sagitarii) und Torsionsgeschütze (balliste) wesentlich vereinfachte.
Bislang sind am norischen Limes acht Festungswerke dieser Art nachgewiesen worden:
- Zeiselmauer: Hier steht bis heute der sogenannte „Körnerkasten“ – das ehemalige Osttor des Kastells mit seinen beiden Flankentürmen wurde zur Zeit der Spätantike in eine rechteckige, turmartige Kleinfestung (sog. Kastentor) mit abgerundeten Ecken umgebaut. In der NW-Ecke war die Ruine des Burgus/Restkastells bis in die 1970er Jahre in die Gebäude eines Bauernhofes integriert und deswegen als solche nicht erkennbar. Nach einer Untersuchung des Mauerwerkes konnte es zweifelsfrei als spätrömisch identifiziert werden.
- Traismauer: Beim Umbau der Stadtburg zum Museum und bei Sondierungen in den 1980er Jahren konnte dort noch eine umfangreiche römische Bausubstanz nachgewiesen werden, die offensichtlich ebenfalls Teil eines quadratischen, spätantiken Burgus bzw. Restkastells waren.
- Mautern/Donau: Ein Neubau ermöglichte 1982 südlich der Agapitkapelle eine Ausgrabung. Dabei stellte sich heraus, dass die Nordmauer des Schüttkastens auf römerzeitlichem Mauerwerk aufsitzt, das an den Ecken gerundet war. Die Rekonstruktion ergab ein 30 × 21 m großes Gebäude, das von den Ausgräbern als das spätantike Restkastell von Favianis angesehen wurde.
- Wallsee: Für die dort noch verbliebene Besatzung (wohl um die 50 Mann) erbaute man in spätrömischer Zeit in der Süd-Ost-Lagerecke ein turmartiges Reduktions- oder Restkastell. Das Steinkastell II war zuvor entweder von seinen Bewohnern abgetragen oder durch einen feindlichen Angriff zerstört worden.
- Schlögen: Das Kleinkastell war vermutlich vom 1. bis ins 5. Jahrhundert mit römischen Truppen belegt, diente als Auxiliarlager und eventuell auch als Marinebasis der Classis Histriae. Das erste Kastell wurde zwischen den letzten Regierungsjahren Hadrians oder während der Markomannenkriege erbaut und endet nach einem mehr als hundertjährigen Bestand um 300. In einer zweiten Bauperiode entstand dann das spätantike Kastell gleichen Mauerumfangs und – seltsamerweise – auch Baustils.
- Oberranna: Am norischen Limes wurden in seiner Endphase, im späten 4. Jahrhundert, der bestehenden Kastellkette noch zusätzlich Kleinkastelle vom Typ quadriburgi oder centenaria hinzugefügt. Diese hatten aber nur eine kurze Lebensdauer und wurden größtenteils schon im frühen 5. Jahrhundert wieder aufgegeben bzw. niedergebrannt. Auch der Quadriburgus von Oberranna wurde – noch in spätrömischer Zeit – durch ein Feuer zerstört.
- Passau-Innstadt: Die mehrphasige Befestigungsanlage (aus dem 4. Jahrhundert) hatte einen unregelmäßigen, stark nach Süd-Ost verzogenen, trapezförmigen Grundriss. An beiden südlichen (und vielleicht auch an den beiden nördlichen) Ecken war sie durch weit vorkragende Fächertürme verstärkt. Im 5. Jahrhundert ließ Severin dort ein Kloster einrichten.

### Wachtürme und Burgi

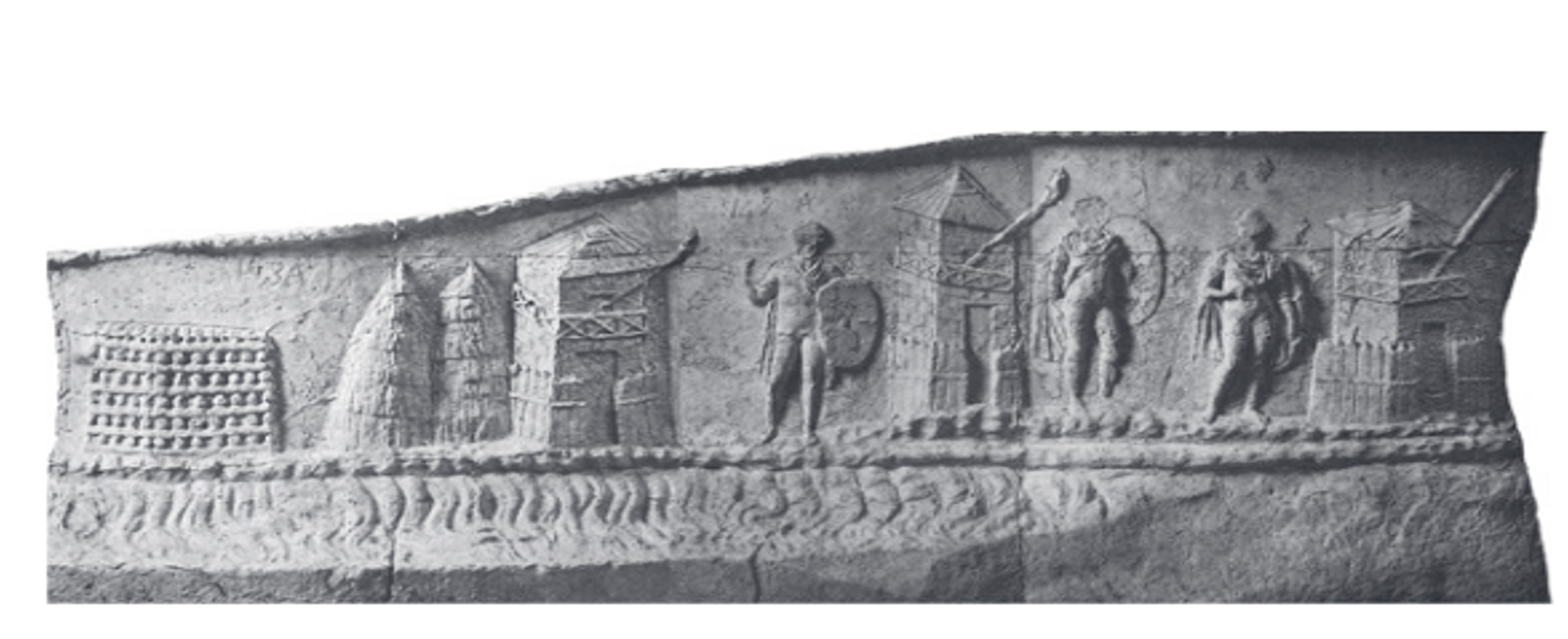
Abbildungen von Wachtürmen an der Trajanssäule

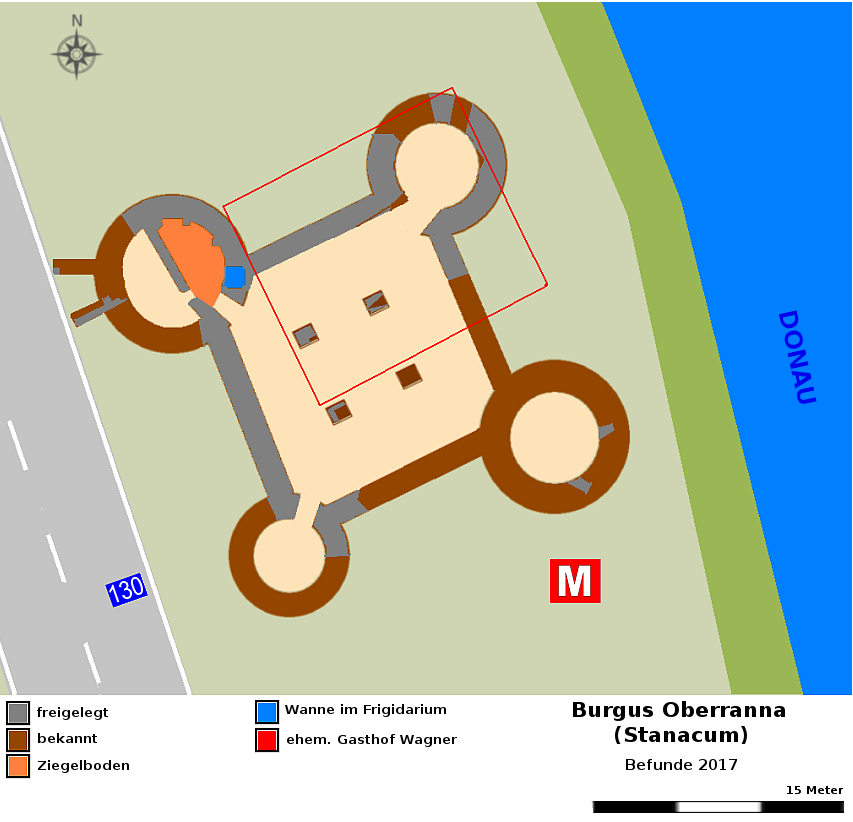
Oberranna (Stanacum?): Befundskizze des Quadriburgus (Stand 2017)

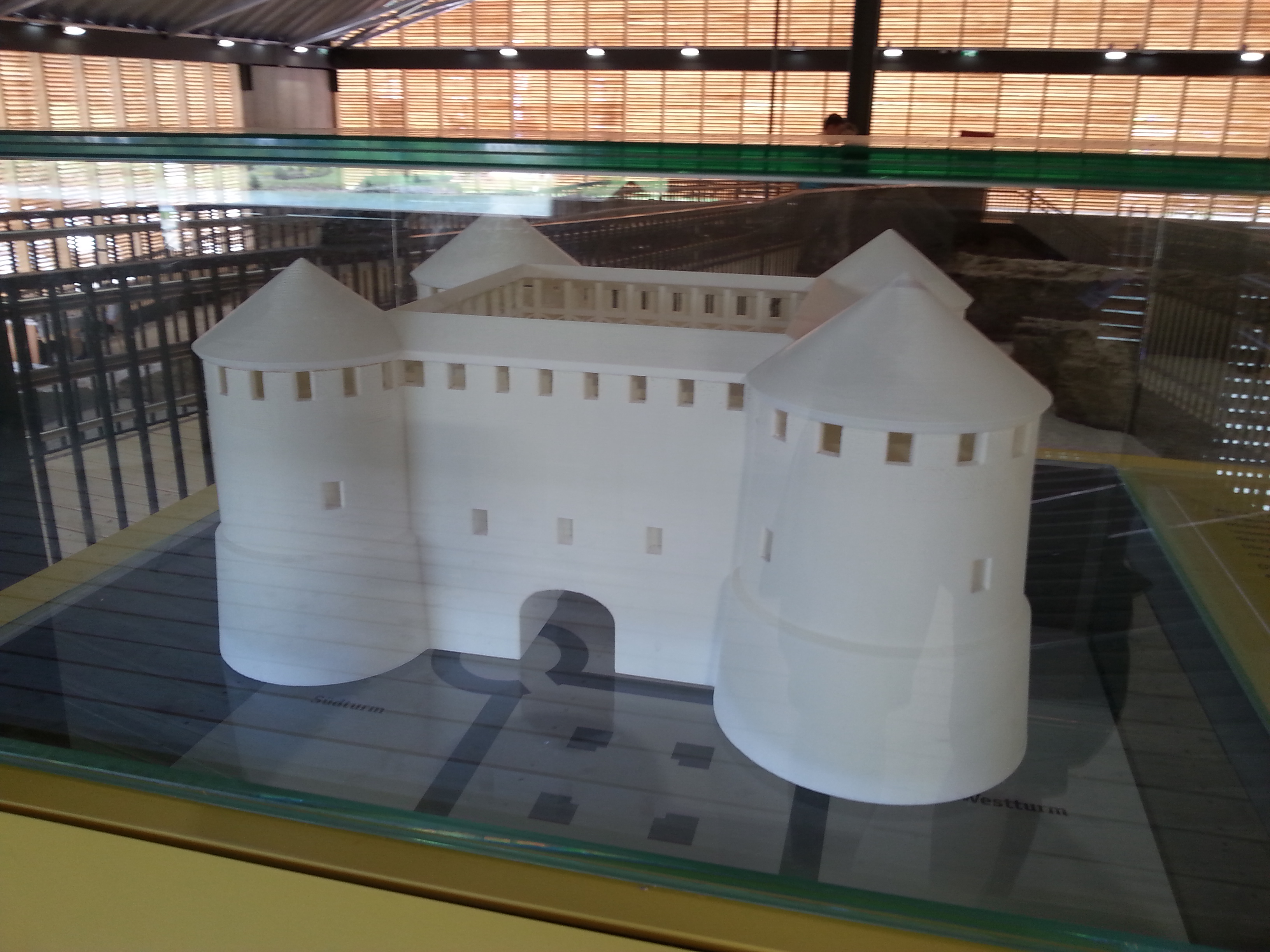
Burgus Oberranna, Rekonstruktionsmodell

Wach- und Signaltürme wurde entweder am Rand einer Straße, in erhöhter Lage oder direkt am Donauufer errichtet (Wachturm Hirschleitengraben, Burgus Hollenburg und Burgus Passau-Haibach). Von ihnen aus hatte die Besatzung Sichtverbindung zum benachbarten Turm, Kastell oder Siedlung. Diese turres oder burgi speculae sollten vor allem die Wege, Straßen oder Flussmündungen zwischen den Kastellen und Legionslagern sichern und ihre Besatzungen (speculatores) konnten bei feindlichen Angriffen Horn-, Licht- oder Rauchsignale weitergeben, um damit die nächstgelegenen Garnisonen zu alarmieren.
Für Noricum gibt es erste Hinweise für derartige Türme ab der Regierungszeit des Commodus (180–192), vermutlich wurden aber schon seit der Frühzeit des Limes Holztürme entlang seiner Überwachungslinie errichtet. Solche und die Mehrzahl der ihnen nachfolgenden Steintürme sind noch nicht entdeckt worden. Die wenigen, die man heute kennt, stammen aus dem späten 2. Jahrhundert und wurden wohl nach den Markomannenkriegen errichtet. Auf der Trajanssäule in Rom (2. Jahrhundert) werden sie entweder als oben offen und mit zinnenbewehrten Plattformen oder mit Dach und umlaufenden Balkon versehen dargestellt. Aufgrund der rauen klimatischen Bedingungen in den Nord-West-Provinzen kann man für Noricum von einer geschlossenen Bauweise, abgedeckt mit einem Sattel- oder Pultdach, ausgehen. Sie waren in der überwiegenden Mehrzahl mit quadratischen Grundriss errichtet worden. Umgeben waren sie zusätzlich noch von einem kreisrunden Graben und Palisaden (Wachtürme Maria Ponsee). Entlang der Donauauen im Mostviertel sicherten Türme wie zum Beispiel der bei Au – Rotte Hof das unwegsame Gelände.
Die meisten der norischen Burgi stammen aus dem 4. Jahrhundert. Sie waren sehr massiv konstruiert, verfügten über drei Geschosse und waren rund 10 Meter hoch. Vier von ihnen standen im unüberschaubaren und engen Flusstal der Wachau bei St. Johann im Mauertale, St. Lorenz, Bacharnsdorf und am Ende des Windstalgrabens nahe Mautern. Auf einem Felssporn in Spielberg bei Melk kam beim Bau der Donaubrücke ein weiterer spätantiker Turm zutage. Aus Ybbs an der Donau ist eine Inschrift über den Neubau eines spätrömischen Burgus durch Soldaten aus Lauriacum (Milites auxiliares Lauriacenses) bekannt. Wachtürme wurden auch in Neumarkt an der Ybbs zur Sicherung eines Flussüberganges und bei St. Veit/Sarling und Sommerau entdeckt. Seit dem Mittelalter bekannte Grundmauern (burchstal) bei Mösendorf, Oberösterreich, konnten 2015 durch geophysikalische Untersuchungen ebenfalls als Reste eines spätrömischen burgus mit Wehrmauer identifiziert werden. Die Kleinfestung stand auf einer Anhöhe nahe der Vöckla, an der in römischer Zeit die via publica von Iuvavum nach Ovilava (Wels/OÖ) vorbeiführte und zu deren Überwachung sie vermutlich diente. Ländeburgi wie am pannonischen Limes konnten bislang nicht nachgewiesen werden.
Für Noricum sind bislang 24 Turmstellen bekannt bzw. werden als solche vermutet:
- Aggsbach
- Au (Engelbachmühle) – Rotte Hof
- Burgus Ertlbauer (Linden)
- Burgus Kurzeneck
- Burgus Achleiten
- Burgus Gauning
- Sommerau – Schweinberg
- Burgus Leitzing
- Burgus Albersberg
- Burgus Pichl (Empfing)
- Bacharnsdorf
- Greifenstein
- Hirschleitengraben
- Burgus Mösendorf
- Hollenburg (Kleinkastell?)
- Kobling – Roßgraben
- Kobling – See
- Maria Ponsee West
- Maria Ponsee Ost
- Neumarkt an der Ybbs
- Passau – Haibach
- Rossatz – Windstallgraben
- Sankt Lorenz
- Sankt Johann im Mauerthale
- Sarling
- Säusenstein

- Spielberg – Pielamünd
- Wallsee – Nordhang
- Ybbs an der Donau (Kleinkastell?)

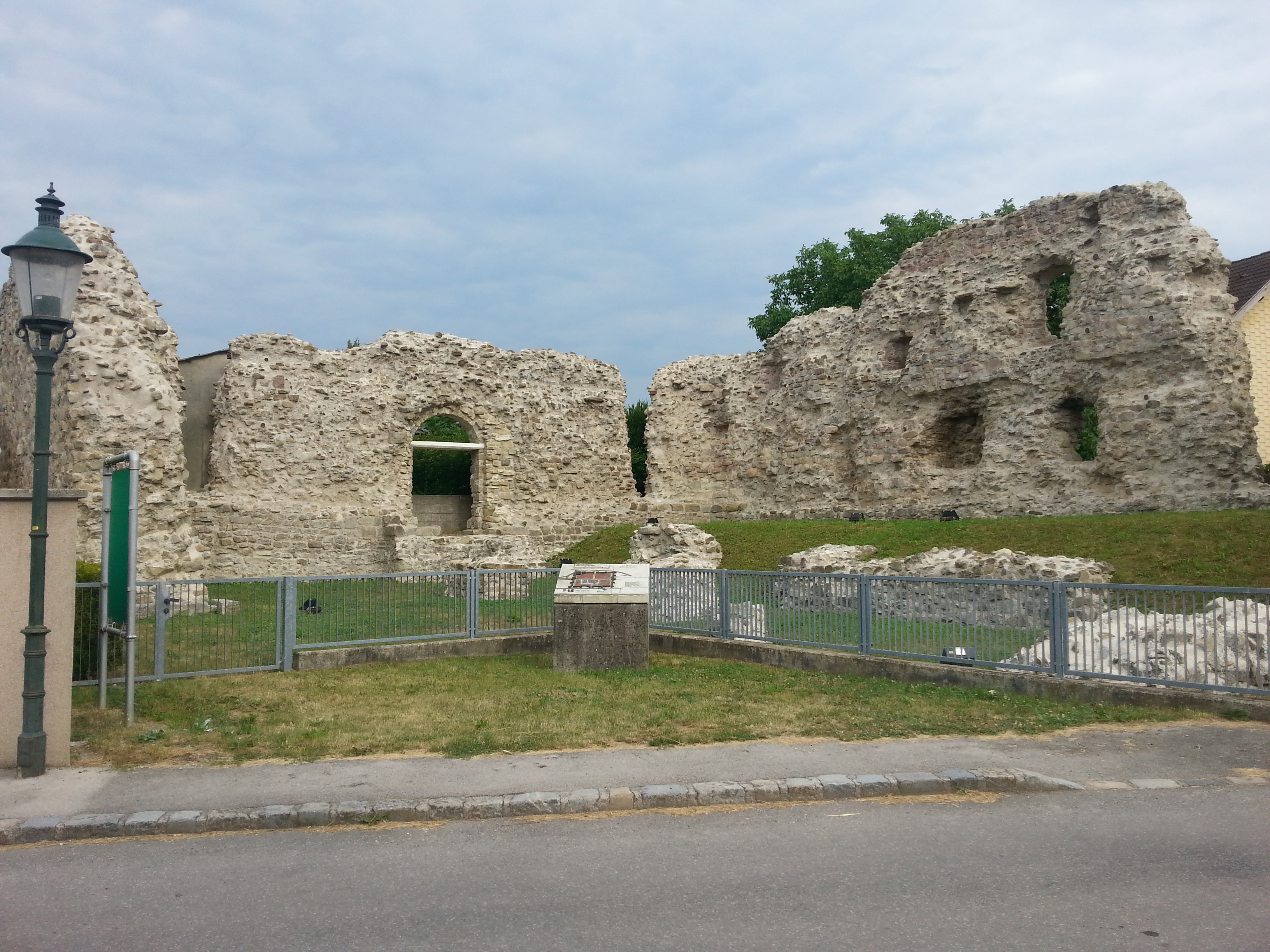
Zeiselmauer: Schaugelände des NW-Burgus
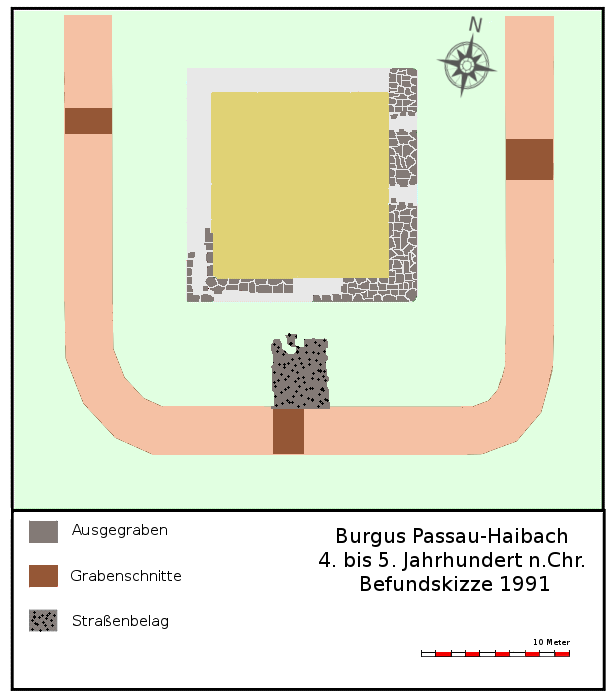
Passau-Haibach: Befundskizze des Burgus (Stand 1991)
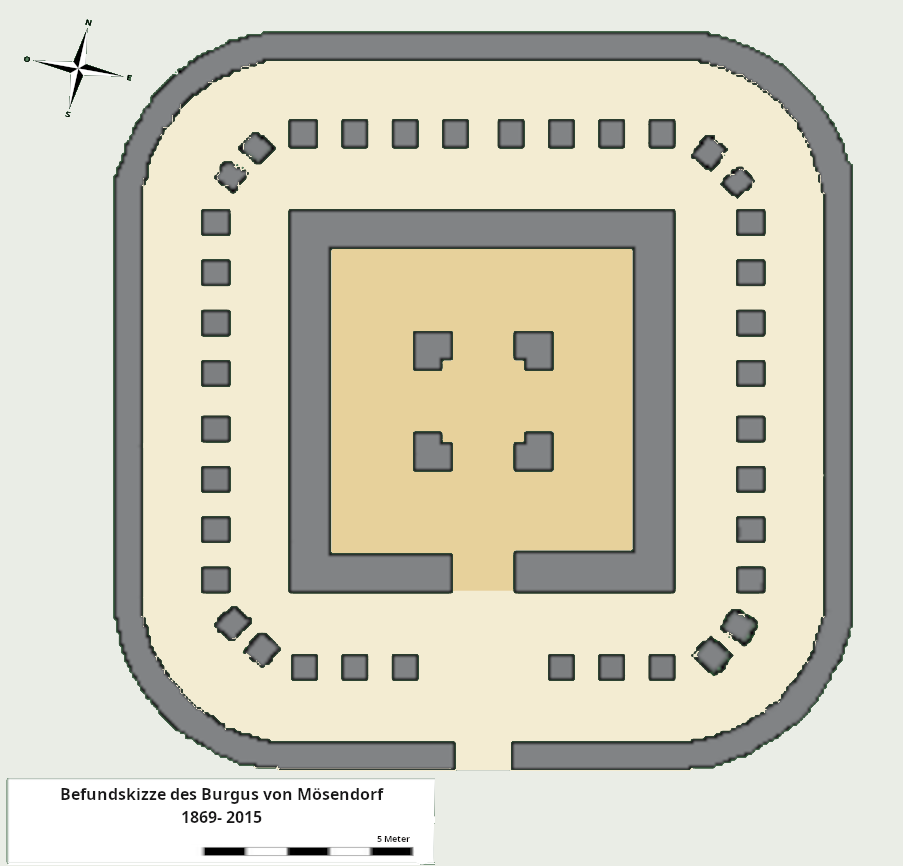
Befundskizze des Burgus von Mösendorf
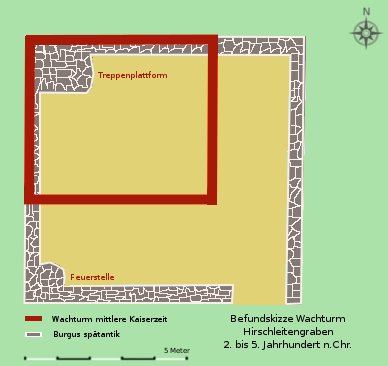
Burgus Hirschleitengraben: Befundskizze Turm I und II
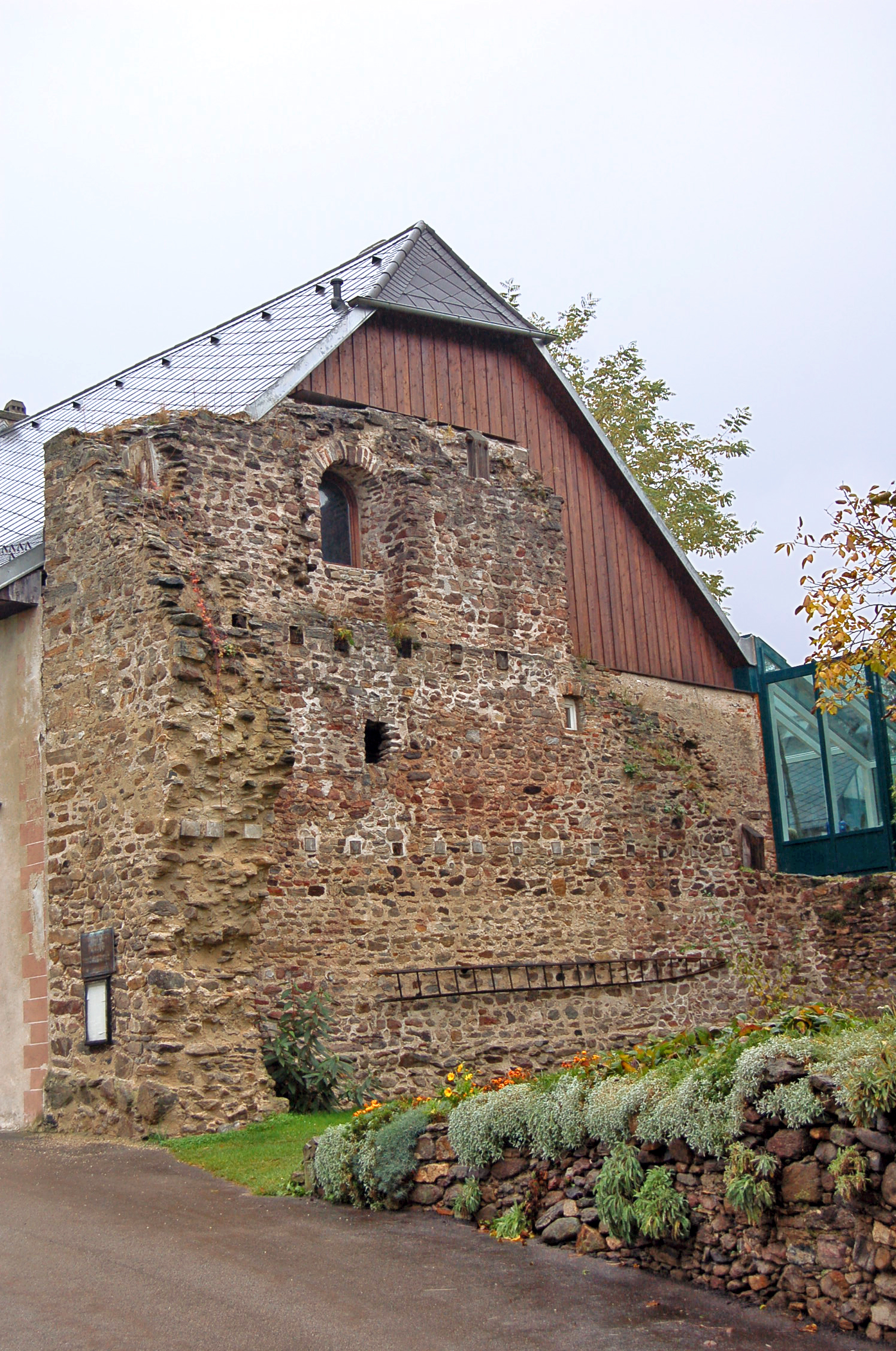
Bacharnsdorf (Wachau): Reste der Südmauer des spätantiken Burgus, Blick aus NO
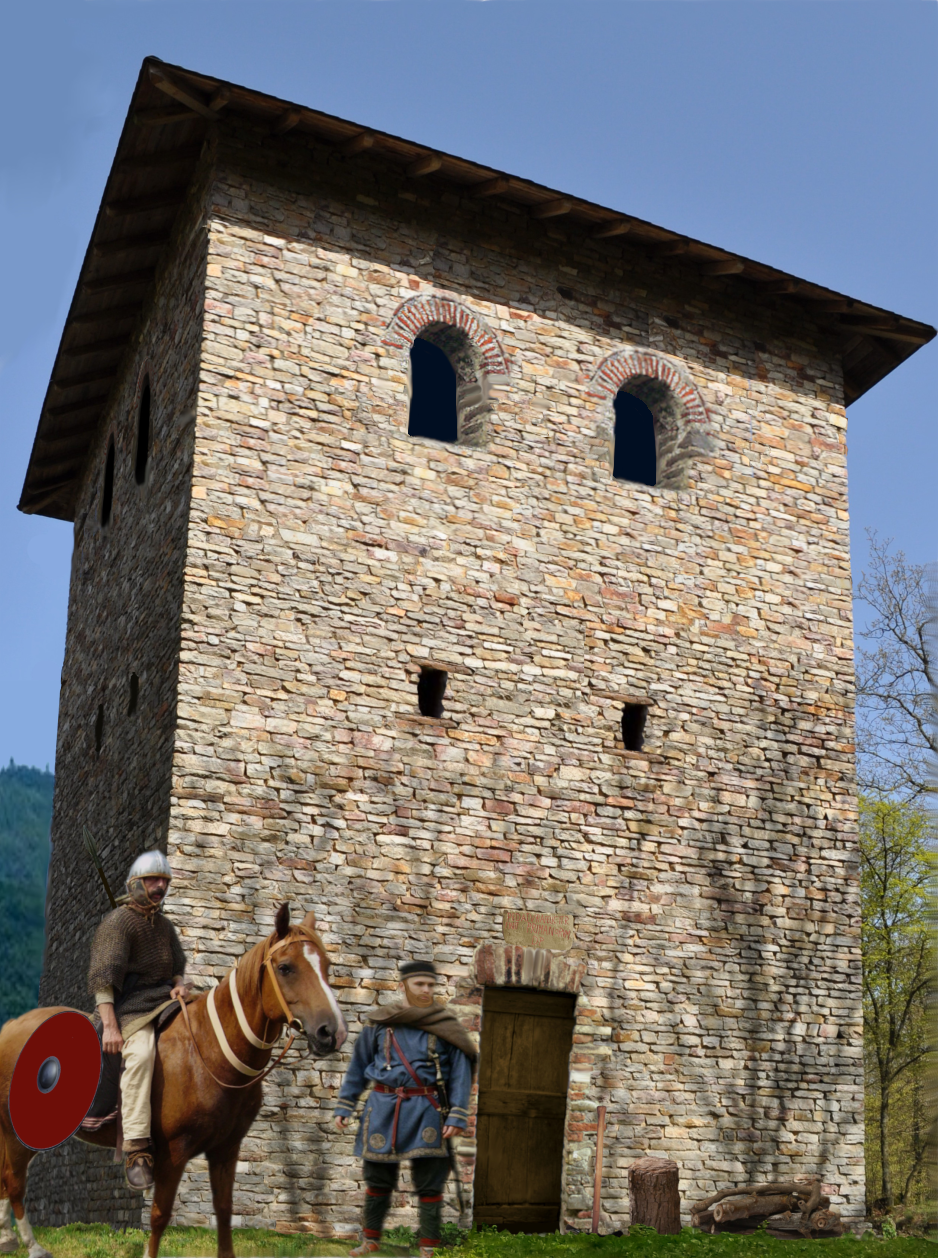
Bacharnsdorf (Wachau): Rekonstruktions- versuch des Burgus (Stand 1985), Ansicht von Nord-Ost
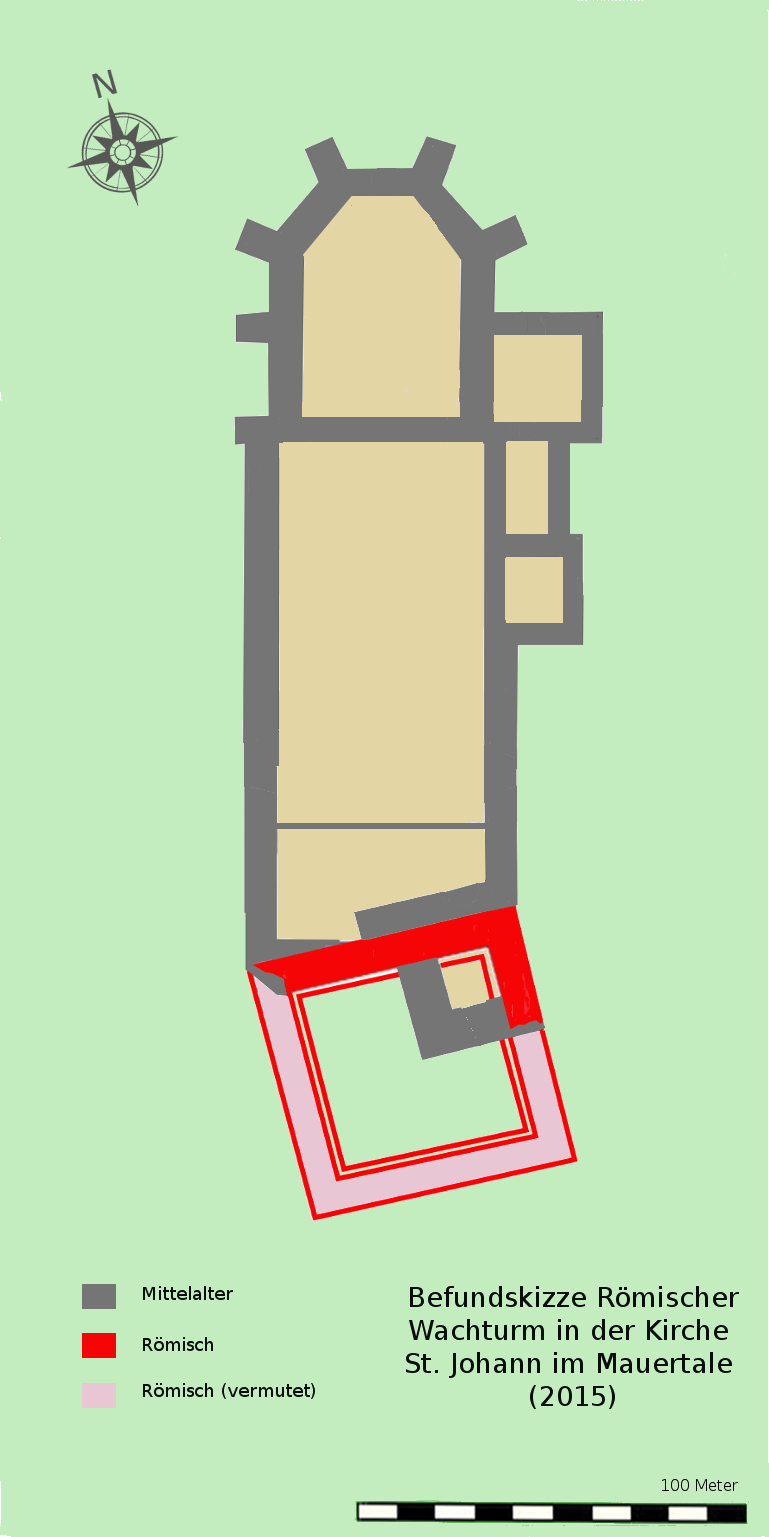
St. Johann im Mauertale (Wachau): Befundskizze des Burgus (2015)

## Städte

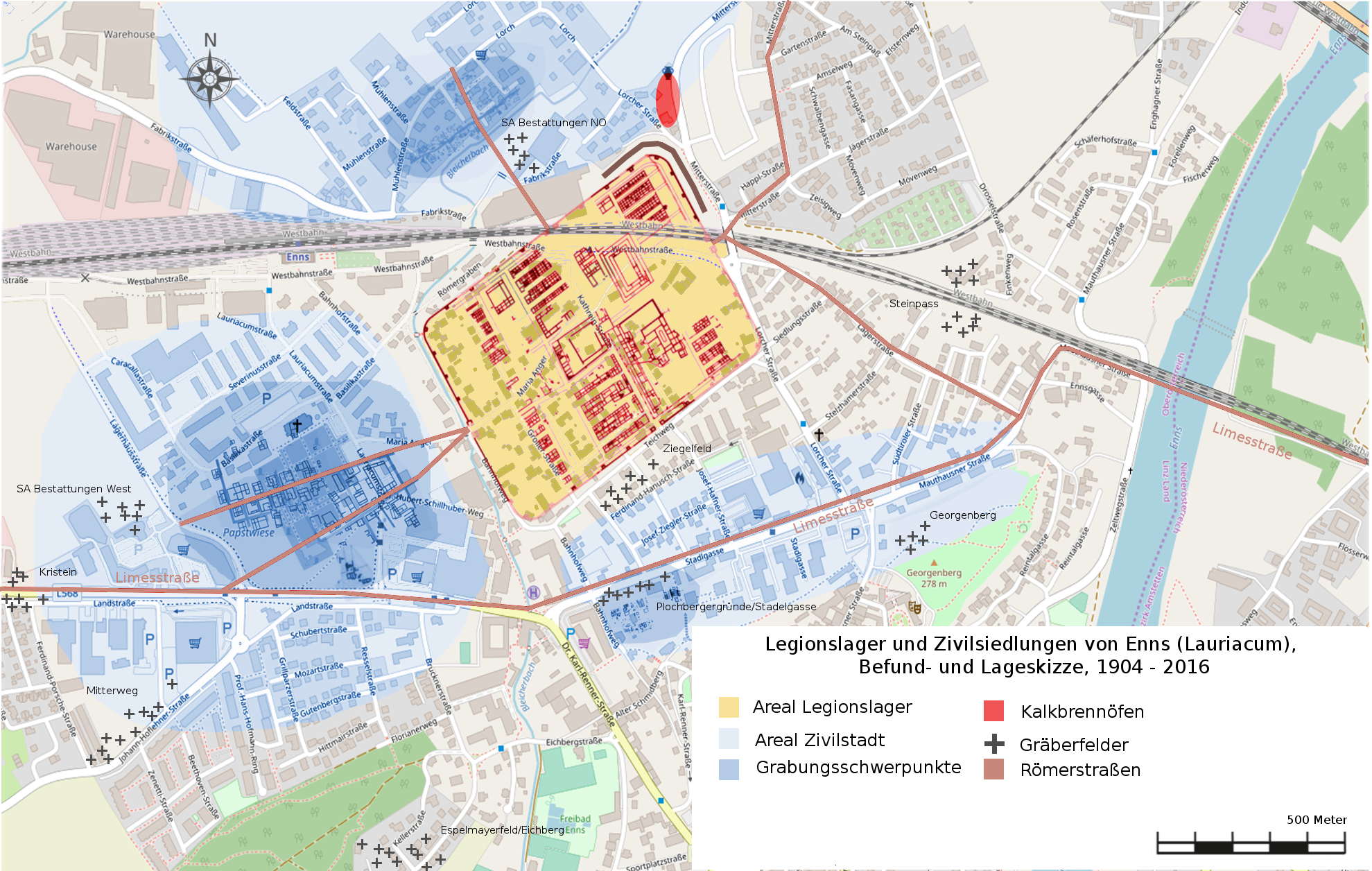
Enns (Lauriacum): Lageskizze Legionslager und Zivilstadt (3. Jahrhundert n. Chr.)

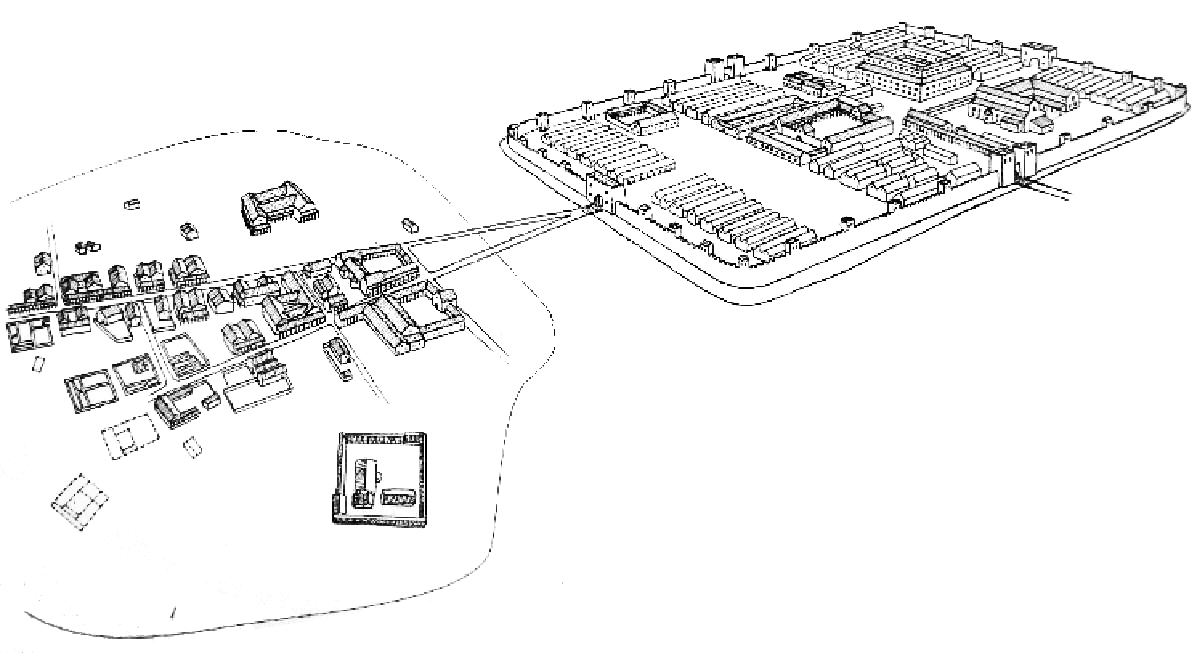
Enns: Rekonstruktionsversuch des Legionslagers und der Zivilstadt auf einer Infotafel am Erlebnisweg Enns (die Zivilstadt ist im Norden (gegen oberen Bildrand) inzwischen viel ausgiebiger befundet)

Im unmittelbaren Hinterland des Limes wurden nach dessen Konsolidierung auch planmäßig (in verkehrsgünstiger Lage) Städte gegründet. Die Lager bildeten zusammen mit den Zivilsiedlungen und befestigten Städten das Verteidigungs- und Versorgungsnetz der neuen Provinz. Die wichtigsten Städte im Norden Noricums waren
- Ovilava (Wels),
- Aelium Cetium/Cetium (St. Pölten) und
- Lauriacum (Enns).

Der Landstreifen zwischen den Alpen und dem Donautal war nicht allzu dicht besiedelt. Städte wie Ovilava und Cetium, die später eine wichtige Rolle als Versorgungs-, Produktions- und Handwerkszentren für die Grenzzone gespielt haben, wurden auf noch unberührtem Boden, also nicht über keltischen Vorgängersiedlungen errichtet. Die Grenze lag von Aelium Cetium ungefähr einen Tagesmarsch entfernt. Ihr vordringlicher Zweck war, die nahegelegenen sechs Hilfstruppenlager mit Nahrung und anderem Nachschubgütern zu versorgen. In den Schmiedewerkstätten der Stadt, in der nie reguläre Truppen stationiert waren, wurde auch militärische Ausrüstung hergestellt. Die Grenzstädte waren indirekt Gründungen Aquileias (bei Triest), dessen Handelshäuser, wie etwa das der Barbii, dort Kontore unterhielten. Lauriacum, das an der Mündung der Enns in die Donau lag, diente bereits seit der Mitte des 1. Jahrhunderts als Hafen für Eisenerze aus dem heute als Eisenwurzen bekannten Umland des Enns-Steyr-Fluss-Systems. Sie war einer der größten und wichtigsten Handels- und Militärstützpunkte an der norischen Grenze. Seine Bedeutung erlangte es durch die Stationierung der Legio II Italica. In seiner Blütezeit lebten dort ca. 25.000 Menschen – Römer, Einheimische und Zuwanderer aus allen Teilen des Reichs. Sämtliche Fernverkehrsstraßen Richtung Süden führten über Emona (Ljubljana) im Nordosten und Iulium Carnicum in Norditalien direkt zu dieser wichtigen Handels- und Hafenstadt, wo auch ein Ast der über Dalmatien bis nach Griechenland führenden Bernsteinstraße endete.
Unter Hadrian (117–138) wurden die Städte Ovilava (Municipium Aelium Ovilava) und Cetium zu Municipien, mit der Aufwertung der ersteren zur Colonia (Aurelia Antoniniana Ovilava) unter Caracalla (211–217) waren die Stadtgründungen in Noricum abgeschlossen. Die Lagerstadt von Lauriacum (cannabae legionis) unterstand dem amtierenden Legaten, genoss aber wohl ebenfalls bald eine eingeschränkte Selbstverwaltung und wurde im 3. Jahrhundert – möglicherweise – ebenfalls zu einem Municipium erhoben. Cetiums Rang als autonome Stadt, ihre günstige Lage an der Traisen (Tragisamus) und das fruchtbare Umland dürften die Römer veranlasst haben, dort ein regionales Verwaltungszentrum einzurichten. Es handelte sich dabei um ein Selbstverwaltungsterritorium, das auch die Dörfer und Gutshöfe (Villa rustica) der Umgebung miteinschloss und von zwei Ratsvorstehern (duumviri) regiert wurde. Die Grundflächen ihrer Areale umfassten zwischen 25 ha und 1 km² was in ihrer Blütezeit auf ca. 2.500 bis 10.000 Bewohner schließen lässt.
Da eine vorrömische Steinbautradition fehlte, waren weder in der Planung und Struktur der norischen Städte noch in der Form ihrer öffentlichen und privaten Bauten lokale Besonderheiten zu erkennen; fast alles an deren Infrastruktur lässt sich meist von oberitalienischen Vorbildern ableiten. Cetium als eine im zweiten Viertel des 2. Jahrhunderts angelegte Planstadt verfügte deswegen über ein an den Haupthimmelsrichtungen orientiertes streng, rechtwinkeliges Straßennetz das durch Häuserblocks (insulae) unterteilt war. In Ovilava dürfte nach den bisherigen Befunden ebenfalls ein mehr oder weniger rechtwinkeliges Straßensystem vorgeherrscht haben, das aber der vorstädtischen Bebauung und einen Flusslauf (Mühlbach) angepasst war. Eine innere Einteilung ohne streng rechtwinkeliges Straßensystem entstand nur in Lauriacum, aufgrund der vorhandenen Straßen mit Ausrichtung zum älteren Legionslager.

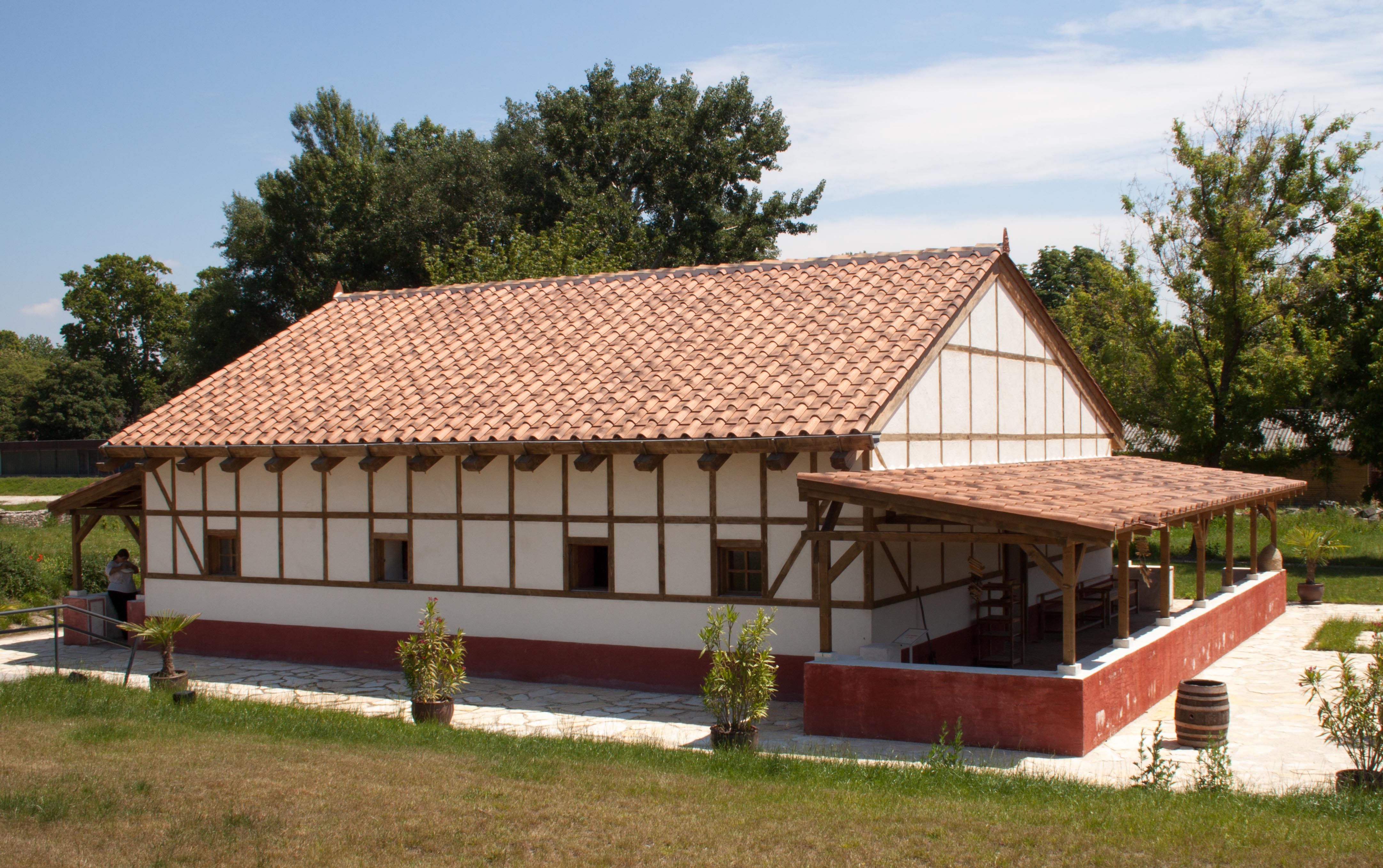
Rekonstruktion eines Streifenhauses der Lagervorstadt von Aquincum (2.–3. Jahrhundert)

Bei den Ausgrabungen wurden in den Limesstädten – mehr oder weniger im ganzen Stadtgebiet verteilt – Wohnbauten aufgedeckt, die auch für kommerzielle Zwecke genutzt wurden. Häuser auf Grundstücken von 300 bis 600 m² Größe, die einer Mischform aus Wohnen, Produzieren und Verkaufen dienten, mit einem oder mehreren Höfen, kleinen Gartenarealen und einem Wohntrakt von drei bis fünf Räumen (pro Stockwerk), repräsentieren in Noricum den Großteil der Häuser. Besonders im 1. und 2. Jahrhundert sind an den Stadträndern landwirtschaftliche Strukturen und Bauformen, die eher an Bauern- als an Stadthäuser erinnerten, keine Seltenheit. Besonders verbreitet waren auch dort wieder die klassischen, einräumigen Streifenhäuser, die frei innerhalb eines Grundstücks standen. In Cetium besaßen sie Breiten von durchschnittlich 7 Meter und Längen von 22 Meter. In Lauriacum waren hingegen einige der Stadthäuser mit allem Komfort ausgestattet. Sie hatten Innenhöfe mit Gärten, Heizungsanlagen und die Räume waren zum Teil mit Wandmalereien und Mosaikböden dekoriert. Andere Teile der Siedlung weisen ganz ähnliche Strukturen auf wie alle bekannten Kastellvici am Limes; dort reihten sich Streifenhäuser, Werkstätten und kleine Gärten im hinteren Bereich auf.
An Thermengebäuden kommt in den Städten am norischen Limes ausschließlich der Reihentypus mit einer linien- oder ringförmig angelegten Abfolge der Funktions- und Baderäume vor. Eine davon wurde in der Zivilstadt von Lauriacum ausgegraben. In Ovilava wurden mittels Rohrleitungen Fischwasserquellen aus dem näheren Umland für die städtische Wasserversorgung genutzt.
Eine Wallanlage konnte bisher nur in Ovilava sicher nachgewiesen werden. Es wurde gegen Ende des 2. oder Anfang des 3. Jahrhunderts n. Chr. mit einer mit Türmen bewehrten Mauer und bis zu vier vorgelegten Spitzgräben befestigt (zweitlängste nördlich der Alpen). Für Cetium liegen Indizien für eine Umwehrung mit Gräben vor, deren Alter und Funktion aber noch nicht exakt bestimmt werden konnte.

## Kastellsiedlungen
Anders als bei den Kelten, deren Zentralorte zugleich militärische und wirtschaftliche wie auch kulturelle und kultische Zentren waren, sind die römischen Kastellsiedlungen auf ihre Grundfunktion als Versorger des örtlichen Militärapparates beschränkt. Für die meisten Kastellvici an der norischen Ripa ist auch eine Kontinuität seit vorrömischer Zeit nicht feststellbar. Ausschließlich die Kastelle Boiodurum (Passau) und Linz (ein früher Handelsplatz) weisen Bezüge zu Siedlungen auf, die schon seit keltischer Zeit bestanden. Das Vorhandensein von Vici ab flavischer Zeit (oder später) bis in die Spätantike gilt für alle Kastelle am norischen Donaulimes als erwiesen. Nach Abzug des Großteils der regulären Armee im 4. Jahrhundert wurden auch die letzten Kastellsiedlungen aufgegeben. In den Zerstörungsschichten der Häuser konnten ab dieser Zeit immer mehr Bestattungen nachgewiesen werden. Diese waren offenbar nicht mehr bewohnt da die Anlage von Gräberfeldern in den Siedlungen streng verboten war. Die Gutshöfe (Villa rustica) wurden, sofern sie nicht in der Nähe der Grenze lagen, bis ins 5. Jahrhundert genutzt.
Über die Verwaltungsstrukturen der ländlichen Siedlungen liegen für Noricum keine Quellen vor, die wenigen Inschriftenfunde die Beamte nennen beziehen sich auf die Städte. Nur eine Inschrift aus St. Margarethen im Lavanttal nennt einen pagi magistri. Römische vici besaßen für gewöhnlich keinen eigenen Verwaltungsapparat und Rechtsstatus und waren der Gebietskörperschaft einer civitas zugeordnet. Oft wurde ihnen bald nach der Gründung die Selbstverwaltung gewährt. Die Lagerdörfer unterstanden der Militärverwaltung bzw. dem Standortkommandanten.

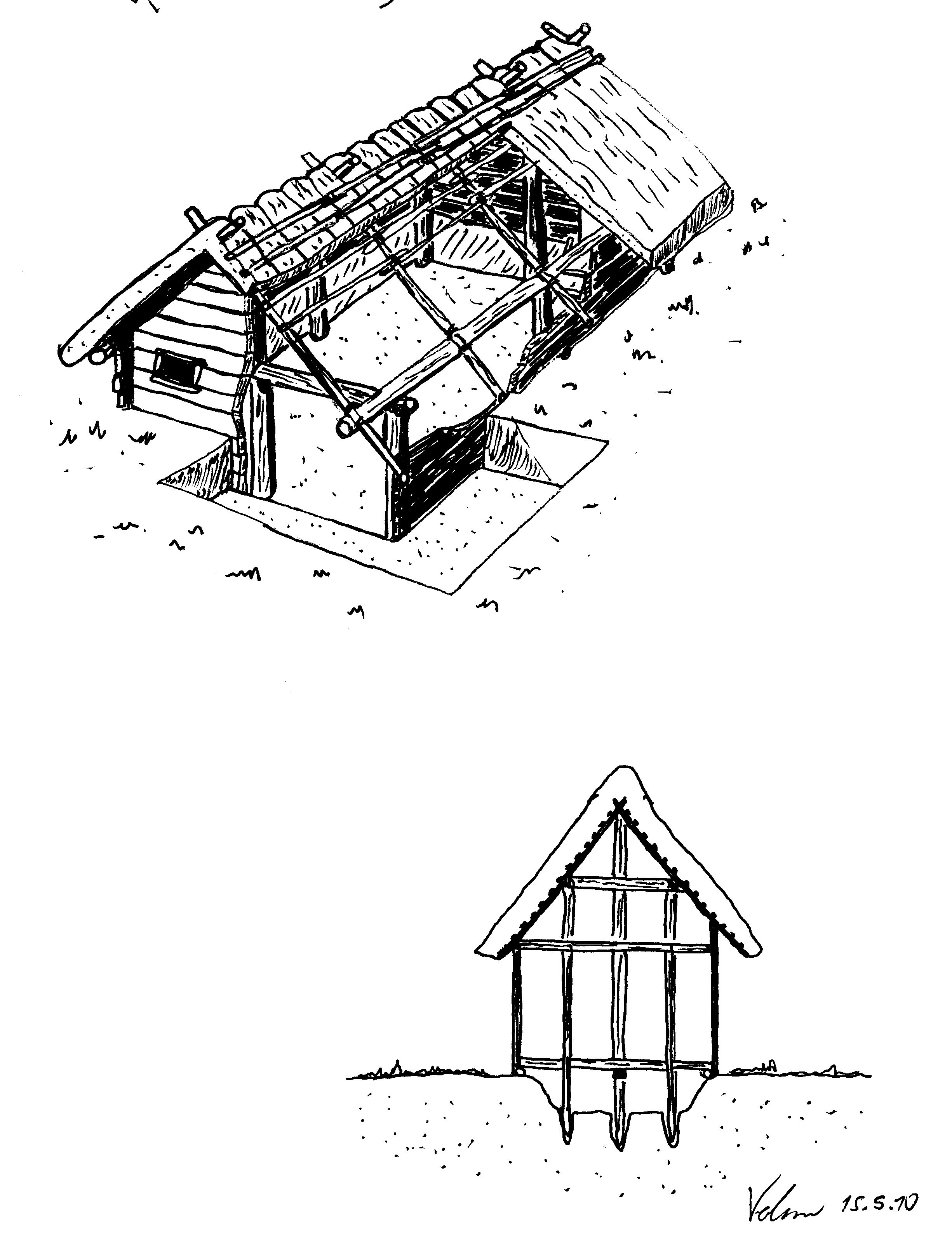
Skizzen von Grubenhäusern

Es handelte sich dabei um mehrzeilige Straßendörfer, ihre Gebäude waren also beiderseits der Haupt- und den Nebenstraßen aufgereiht. Für gewöhnlich erfolgte die Parzellierung und Zuteilung durch die Armee. Dort standen die Wohnquartiere der Angehörigen der Soldaten, von Veteranen, Handwerker, Händler, Schankwirte, Prostituierten und noch anderer Dienstleister. Das dominierende Gebäude ist in der Regel das quadratische oder langrechteckige römische Streifenhaus. Durch Anbauten konnte es zu einem Mehrraumhaus erweitert werden. Ausgestattet waren sie manchmal auch mit Fußbodenheizungen und Wandmalereien. Diese Häuser waren auch häufig unterkellert, eine Neuerung, die erst in römischer Zeit in Noricum eingeführt wurde. Auf den eisenzeitlichen Traditionen fußte hingegen die Errichtung von einfachen Grubenhütten (Mautern). Andere Hausformen konnten bislang nicht beobachtet werden (Boiodurum-Passau, Linz, Mautern, Traismauer, Tulln). Streifenhäuser, welche straßenseitig einen Keller aufweisen, wurden ausschließlich in Linz (Hahnengasse) festgestellt, in allen anderen Kastellsiedlungen lässt sich eine bedarfsorientierte Nutzung mit unterschiedlichen Strukturen beobachten. Die frühen Holzgebäude wurden im Verlauf des 2. Jahrhunderts in der Mehrzahl durch Gebäude in Holz-Steinbauweise, seltener durch reine Steinbauten ersetzt. In Mautern ist hingegen festzustellen, dass die Veränderungen der Bauweisen keiner linearen Entwicklung entsprachen. Hier wurden die Streifenhäuser des späten 1. Jahrhunderts im frühen 2. Jahrhundert in den vorgegebenen Streifenparzellen erstaunlicherweise von einfachen Grubenhütten abgelöst. Die in Boiodurum-Passau und Schlögen ausgegrabenen Badehäuser (Balineum) dürften hauptsächlich vom Militär errichtet und genutzt worden sein. In Mautern gefundene Tonmasken könnten ein Hinweis auf ein dort befindliches Amphitheater sein, in dem theatralische oder kultische Inszenierungen aufgeführt oder Tierhetzen veranstaltet wurden.

## Wirtschaft
Das Imperium dehnte durch seine Wirtschaftspolitik seinen Einflussbereich weit in den Norden aus. Die Grenzübergänge wurden zwar von römischen Soldaten gesichert, ermöglichten aber dennoch einen regen wirtschaftlichen Austausch mit dem freien Germanien. Die meisten in den norischen Städten erzeugten Waren und Lebensmittel dienten der Deckung des lokalen oder regionalen Marktes und des tgl. Bedarfs der Grenztruppen. An natürlichen Ressourcen besaß Noricum ausgedehnte Wälder, Bodenschätze und Viehweiden. Gefördert wurden Eisen, Kupfer, Blei, Gold, Silber sowie Salz. Die massive Zunahme der Bevölkerung nach der römischen Okkupation schuf neue Märkte für die lokalen Produkte und brachte vor allem für diejenigen Einheimischen, die als Heereslieferanten mit den Römern ins Geschäft kamen, eine deutliche Anhebung des Wohlstandes. Aus Italien und den übrigen Provinzen bezog man hauptsächlich Wein, Öl, Glas- und Keramikprodukte, darunter Terra Sigillata von Rhein und aus Gallien. In den norischen Kastellsiedlungen ist daher eine Verdichtung verschiedener Produktionsformen festzustellen, wobei einmal mehr das Metallhandwerk eine ganz besondere Rolle spielt. Die Stationierung der Legio II Italica in Lauriacum und die damit verbundene Verlegung der meisten Regierungs- und Verwaltungsstellen an die Donau kehrten den binnennorischen Wirtschaftskreislauf um. War bisher fast der gesamte Handel über Oberitalien, vor allem Aquileia gelaufen, so saßen nun, tausende zahlungskräftige Soldaten als neue Privatkonsumenten in den norischen Kastellen. Die in Noricum ansässigen Handelsherren konnten sich mit dem nun hauptsächlich auf die Grenzarmee ausgerichteten Handel aus der einseitigen Bindung zu den oberitalischen Städten befreien. Aquileia verlor damit eine seiner lukrativsten Einnahmequellen. Eine in Passau vermutete mittelkaiserzeitliche Zollstation (statio Boiodurensis des Publicum portorii Illyrici), die bislang nur durch Inschriften bekannt ist, stand wahrscheinlich im Nahbereich des spätantiken Kastells Boiotro. Bei der Einfuhr von Gütern aus den gallischen Zollsprengeln, quadragesima (XXXX) Galliarum, wurde ein Zoll in Höhe von 2,5 % des Warenwerts eingehoben. Die Einhebung des an den Grenzen zu entrichtenden Warenumsatzzolles wurde durch Pächter (publicani) erledigt. Noricum gehörte damals zusammen mit den Balkanprovinzen zum Zollbezirk des vectigal Illyricum, er erstreckte sich bis zum Schwarzen Meer.
Die Zeit der größten wirtschaftlichen Blüte Noricums setzt im 2. Jahrhundert n. Chr., im Gleichklang mit der umfassenden militärischen Sicherung des Donaulimes ein. Die Bedeutung der Siedlungen an den Haupthandelsrouten bzw. bei den Kastellen als Warenumschlagplätze ist durch die gute Versorgung der Siedler mit Importwaren nachgewiesen. Ihr Vorkommen nimmt abseits dieser gut erschlossenen Regionen deutlich ab. Vielleicht infolge des Abwehrkampfes gegen die Germanen, eher aber aus vorausschauenden wirtschaftsstrategischen Überlegungen wurde um 170 der südnorische Eisenbergbau unter Aufsicht eines procurator ferrariarum gestellt. Einen spürbarer Rückgang der Wirtschaftsentwicklung, wahrscheinlich bedingt durch germanische Invasoren, erfolgte gegen Mitte des 3. Jahrhunderts n. Chr., worauf spätestens in tetrarchisch-constantinischer Zeit im Zuge der Neuorganisation der Provinz ein kurzer Wiederaufschwung folgte. Ab dem 4. Jahrhundert nahm der Münzumlauf deutlich ab und spielte ab dem 5. Jahrhundert im Handel wohl nur mehr eine unwesentliche Rolle. Das Wirtschaftssystem der neuen Foederatengesellschaften gestaltete sich völlig anders als das der Römer. Für die Produktion und Vorratshaltung hatte derjenige zu sorgen, dessen Schutz man übernahm. Landzuteilungen waren für sie daher nur lukrativ, wenn genügend Provinzialen darauf arbeiteten und so die geforderten Steuerabgaben (annona militaris) an ihre neuen Herren entrichten konnten.
- An Bodenschätzen waren vor allem die Eisen-, Blei-, Zink- und Goldvorkommen, die größtentreils schon unter der Herrschaft der Kelten erschlossen wurden, von großer Bedeutung. Wie die Archäologin Brigitte Cech erkannte, schürften die Römer jedoch nicht am Erzberg, wohl aber bei Hüttenberg. Das begehrte ferrum Noricum erreichte Stahlqualität und wurde bis in das 5. Jahrhundert am Hüttenberger Erzberg im heutigen Kärnten erzeugt. Um die Mitte des 2. Jahrhunderts v. Chr. hatten römische Minenbetreiber auch die Edelmetallförderung schon derart forciert, dass zeitweise der Goldmarkt in Italien zusammenbrach und es deswegen zu Unruhen kam. Metallverarbeitung (Schlackenfunde) konnte in Kastellsiedlungen von Linz, Wallsee, Mautern und Traismauer nachgewiesen werden. Besonders ausgeprägt war die Verarbeitung verschiedener Metalle und Legierungen, vor allem von Eisen, Bronze und Blei, aus denen neben Bau- und Agrarwerkzeugen auch Schmuck und Trachtbestandteile hergestellt werden konnten.[43]

- Des Weiteren ist in einigen Fällen eine Spezialisierung auf die Töpferei mit mehreren gleichzeitig arbeitenden Werkstätten an einem Standort belegt, so zum Beispiel in Mautern. An neuen von den Römern eingeführten Produktionstechniken ist die Herstellung von Lampen und Terrakotten zu nennen. Nur selten und wohl auch nur kurzfristig kam es zum Versuch, neben dem Gebrauchs- und besseren Tafelgeschirr auch Qualitätsprodukte, wie Terra Sigillata, herzustellen.

- Textilerzeugung ist wesentlich schwerer, meist nur durch beschriftete Warenetiketten aus Blei, nachweisbar, spielte aber für die norischen Exporte ebenfalls eine wichtige Rolle. Lodenstoffe und Gewandfibeln wurden unter anderem in den Norden, ins freie Germanien, geliefert. Diese Stoffe dienten der Herstellung verschiedener, dem Wetterfleck oder Poncho ähnlicher Kapuzenmäntel (paenulae), die Bestandteil der Armeekleidung waren. Neuere Forschungen zeigten, dass im ersten Viertel des 3. Jahrhunderts ein sogenanntes collegium centonariorum in Flavia Solva, eine Vereinigung der dort ansässigen Textilerzeuger und -händler, überwiegend für die Versorgung des an den Grenzen stationierten Heeres produzierte. Ein bedeutender Wirtschaftsfaktor für die binnenorische Stadt, benötigte doch das Provinzmilitär geschätzte 400.000 Kleidungsstücke pro Jahr.

- Rinder- und Pferdezucht waren weitverbreitet. Hingegen gab es im Norden nur wenig nutzbares Ackerland. Die Provinz wurde in einer römischen Quelle als kalt und wenig fruchtbar beschrieben. Die Bedürfnisse der Armee haben dennoch auch die Prosperität der Landwirtschaft gefördert. Naturalabgaben die in Form von Wein, Getreide und Öl zu erbringen waren schafften einen Anreiz für die Spezialisierung und größtmögliche Steigerung der Produktion. Hinsichtlich der Lebensmittelproduktion ist in römischer Zeit auch ein markanter Zuwachs des Ernteertrages festzustellen, verdeutlicht durch die Lagerung von Getreide in Darren und die Verarbeitung in Großküchen und Bäckereien.

- Werkstücke belegen die Verarbeitung von Bein in Linz, Wallsee und Mautern. Den Abfall einer Beinschnitzerei, darunter auch eine Nadel, fand man in Tulln, sowie eine Gerberei in Mautern.[44]

## Bevölkerung
Besonders das Militär hatte in den Grenzprovinzen großen Einfluss auf die Bevölkerungszusammensetzung und -vermischung sowie die Binnenwanderung und Mobilität der Zivilbevölkerung. Für Noricum kann man in römischer Zeit eine ethnische Teilung der Provinzbewohner annehmen. In den alpinen Hochlagen bildeten wohl noch für lange Zeit die keltisch-autochtthonen Stämme die Mehrheit. In den Ebenen, Voralpen, Tälern und der Donauregion wurden diese aber bald von Zuwanderern, Italikern und noch anderen Menschen aus allen Teilen des Reiches dominiert, die als Soldaten, Händler oder Kolonisten hierherkamen. Eine Analyse der Namen städtischer Amtsträger und Ratsmitglieder (duumviri iure dicundo, aediles, quaestores, decuriones) lässt für mindestens 70 % eine Verbindung dieser honestiores zu Einwanderern aus Italien bzw. dem mediterranen Raum, vor allem den in Aquileia, Iulium Carnicum oder Tergeste bezeugten Familien, erkennen. Vereinzelt kommen in dieser Bevölkerungsschicht aber auch keltische Namen vor. Erst in den Städten Ovilavis und Cetium treten die Ulpii und Aelii sowie Großgrundbesitzer keltischer Abstammung deutlicher hervor. Ähnlich verhält es sich mit den italischen Gentilnamen auf Grab- und Weihinschriften, die häufig in den städtischen Ballungszentren und entlang der Hauptverkehrswege auftreten, während die keltischen Namen typisch für Bewohner von Einzelgehöften oder Streusiedlungen sind. Die Urbanisierungspolitik in den Grenzprovinzen zeigt, dass Soldaten und Veteranen eine bevorzugte Bevölkerungsgruppe waren. Die Privilegierung des Militärs ab dem 3. Jahrhundert führte am Limes zur Bildung einer neuen, sozial in sich geschlossenen Gesellschaft deren Lebensmittelpunkt die Armee war. Die Provinzbewohner der Spätzeit waren nur mehr zu einem geringen Teil römische Bürger im herkömmlichen Sinn. Orientalen, Germanen, Menschen aus allen Teilen des Reiches, die es hierher verschlagen hatte, darunter auch die ersten ostgermanischen und hunnischen Einwanderer, lebten hier gleichsam als Schicksalsgemeinschaft zusammen. So entstand im Laufe der römischen Herrschaft eine Mischbevölkerung mit eigenständiger Kultur, deren Träger in der Spätantike als Romani bezeichnet wurden. Auch nach 488 lebten hier noch Romanen, eine Namenskontinuität in Ortsnamen sowie eine Fülle archäologischer Funde belegen ihre Anwesenheit bis ins Frühmittelalter. Der Südwesten des Pusta- und Eisacktales wird spätestens seit dem 7. Jahrhundert auch als Vallis Norica bezeichnet und dürfte ein Rückzugsgebiet der Romanen vor der slawischen Expansion gewesen sein.

## Zeittafel
- 180 v. Chr.: Mehrere Keltenstämme schließen sich zum Regnum Noricum zusammen. Mit den Römern werden Bündnisverträge abgeschlossen. Diese sind vor allem an den Bodenschätzen des Landes interessiert, begehrt sind vor allem die Eisen- und Goldvorkommen. Am Magdalensberg entsteht im 1. Jahrhundert v. Chr. ein erstes bedeutendes Handelszentrum.
- 15 v. Chr.: Unter Augustus (27 v. Chr. – 14 n. Chr.) wird das norische Königreich in das römische Imperium integriert. An Noricum schließt westlich die Provinz Raetien, östlich die Provinz Pannonien und südlich Italien an. Im Norden bildet nun die Donau die Grenze, obwohl das keltische Noricum vorher bis über den Strom reichte. Viele der römischen Ortsnamen gehen auf keltische Wurzeln zurück. Die indigenen Kelten übernehmen rasch die Errungenschaften der Römer, dies führt zu einer spürbaren Anhebung ihrer Lebensqualität. Trotzdem halten sich auch weiter viele Elemente der keltischen Religion, Kunst und Tracht. Es entsteht nach und nach eine provinzialrömische Mischkultur. Neben den Verbesserungen im Bau- und Straßenwesen erfährt auch die landwirtschaftliche Produktion einen enormen Aufschwung.
- 50: Noricum wird unter Kaiser Claudius (41–54) offiziell zu einer Provinz des römischen Reiches. Salzburg (Iuvavum) erhält vorerst als einziger Ort nördlich der Alpen das Stadtrecht zweiter Ordnung (municipia). Um das Jahr 138 erhält auch Wels das Municipalrecht. Bis zum Einfall der Markomannen gestaltet sich das Leben in der Provinz größtenteils störungsfrei und friedlich. Auch die wirtschaftliche Blüte hält bis zum späten 2. Jahrhundert an.
- 170: Die Markomannen und Quaden fallen während der Regierungszeit des Mark Aurel (161–180) in die Provinz ein und richten schwere Schäden im Alpenvorland an. Sie dringen später sogar bis nach Norditalien vor. Erst nach langen und verlustreichen Kämpfen gelingt es der römischen Armee die germanischen Stämme wieder über die Donau zurückzuwerfen.
- 180: Der Markomannensturm hat zur Folge, dass eine neu aufgestellte Legion aus Italien an die norische Donau verlegt werden muss. Befindet sich ihr Legionslager vorerst rechts der Enns (Albing), wird es um 190 links der Enns in Lauriacum (Lorch-Enns) neu angelegt. Grund für die Verlegung dürfte die andauernde Gefährdung durch Hochwasser gewesen sein. Damit verlagert sich auch die Provinzverwaltung größtenteils an die nördliche Grenze Noricums, der wegen der unruhigen Germanenstämme damit eine verstärkte Bedeutung zukam. An der Spitze der Provinz steht nun der jeweils amtierende Legionskommandant. Teile der zivilen Verwaltung werden nach Ovilavis verlegt. Eine aus dem Osten eingeschleppte Pestepidemie setzt den Soldaten und der Bevölkerung stark zu.
- 200: Unter Septimius Severus (193–211) wird das Straßennetz saniert und hierzu auch neue Meilensteine aufgestellt.
- 211–217: Die gleichzeitig mit dem Lager errichtete Zivilstadt von Lauriacum erhält unter Caracalla (211–217) das Stadtrecht. Ovilavis wird in den Rang einer Colonia erhoben. Wegen der zunehmenden Bedrohung durch die Alamannen und Juthungen wird die Heeresstraße entlang des Donauufers repariert und weiter ausgebaut. Eine Sicherheit und Prosperität wie in der Zeit vor den Markomannenkriegen kann nicht mehr erreicht werden.
- 213–234: Die Alamannen und Juthungen verwüsten Lauriacum. Ovilavis wird von einer Mauer umgeben. Nach dem Wiederaufbau von Lauriacum wird es bald danach neuerlich durch die Germanen zerstört. Unter Aurelian (270–275) setzt um 275 der Wiederaufbau ein.
- 284–305: Unter Diokletian (284–305) wird die Provinz im Rahmen einer Erneuerung der gesamten Reichsverwaltung in zwei Verwaltungskörper geteilt. Ovilavis wird Metropole von Ufernoricum. Andere Quellen und archäologische Befunde sprechen auch für Lauriacum oder Aelium Cetium als Hauptstadt oder Sitz der Zivilverwaltung.
- 304: Florian von Lorch wird während der Christenverfolgung unter Diokletian (284–305) am 4. Mai 304 hingerichtet. Das Christentum wurde vorher durch die Römer in der Provinz Noricum verbreitet. Kaiser Konstantin I. (306–337) verfügte 313 die Religionsfreiheit im gesamten Reich. Zur Staatsreligion wird das Christentum aber erst unter Theodosius (379–395) im Jahr 380. Lauriacum wird zur Bischofsresidenz.
- 364–375: Unter Valentinian I. (364–375) werden die Limesbefestigungen noch einmal repariert bzw. verstärkt. Hierfür werden auch einige neue Wachtürme und Kleinkastelle angelegt. Mit dem Jahr 375 (Einfall der Hunnen in Südrussland) bricht das Zeitalter der Völkerwanderung an, während der es zu bedeutenden politischen Umwälzungen in Europa kommt.
- 5. Jahrhundert: Zu dieser Zeit verschlechtert sich die Situation – auch durch den Abzug eines Großteils der Grenzsoldaten – für die romanischen Provinzialen dramatisch. Die alten Militärlager dienen nun als Fluchtburgen und Siedlungsraum für die Bevölkerung, die Lagerdörfer und die meisten Gutshöfe (villa rustica) auf dem flachen Land werden aufgegeben. Der Bevölkerungsrückgang in den Städten setzt schon am Ende des 4. Jahrhunderts ein, vor allem die romanische Oberschicht verlässt die Provinz.
- 451: Der Hunnenherrscher Attila (434–453) zerstört auf seinen Heerzug nach Gallien Wels und Lorch-Enns. Das Leben in Ufernoricum gestaltet sich für die Romanen immer schwieriger.
- 456: Der Prediger Severin (410–482) erreicht Ufernoricum um den dortigen Provinzialen beizustehen und ihre Evakuierung in den rugischen Machtbereich um Mautern (Favianis) zu organisieren.
- 476 lösen sich mit der Absetzung des letzten Kaisers Romulus Augustulus auch die letzten Institutionen des weströmischen Staates auf.
- 488: Odoaker (germanischer Herkunft, König von Italien 476–493) befiehlt den Abzug der romanischen Provinzialen. Damit endet die Römerzeit in Noricum. Viele von ihnen harren hier aber weiter aus und gehen schließlich in den später einwandernden Baiern und Slawen auf. Auch einige Orts- und Namensbezeichnungen deuten auf eine romanische Restbevölkerung hin.